# Porsche 911
Porsche 911 (нем. Neunelfer) — общее название семейства спортивных автомобилей и автомобилей категории GT, выпускающихся немецкой компанией Porsche AG с 1965 года по настоящее время. Поколения семейства принято разделять на Porsche 911 Classic, выпускавшихся в 1964-1989 годах, и автомобили нового поколения, сохранивших с семейством Classic лишь общую компоновку и внешнюю стилистику.  Общими для всех автомобилей являются неизменные типы  кузовов: двухдверное, двухместное (2+2) купе для основной модели и кабриолет, та́рга неотъемлемо присутствующие в модельной линейке Porsche с 1967 года по настоящее время (2024 год). Начиная с второго поколения, каждое поколение автомобилей выпускается с собственным трехзначным индексом, который с четвертого поколения может рассматриваться как самостоятельная модель автомобиля. Но все модели при этом носят общее название Porsche 911, которое таким образом, стало торговой маркой.
Отличительной особенностью конструкции является заднемоторная компоновка с шестицилиндровым оппозитным двигателем воздушного охлаждения. Подобная компоновка была достаточно распространенной на момент создания, но в основном это были малолитражные автомобили. Продуманность конструкции модели 911 позволила довести мощность двигателей до 400 л.с. при достаточном ресурсе. Но с 1996 года применяются моторы уже с водяным охлаждением.
Автомобиль на протяжении своей истории имел много гоночных модификаций для кольцевых гонок и ралли. В различные годы машины в основном частных команд выигрывали в абсолютном зачёте этапы чемпионата мира по ралли, гонку «Тарга Флорио», и такие кольцевые гонки, как «24 часа Дайтоны», «12 часов Себринга», «24 часа Нюрбургринга».

## Введение
Модельный год
В современном автомобилестроении принято считать начало выпуска автомобиля модельным годом. При этом модельный год является коммерческим термином и может не совпадать с реальной календарной датой начала выпуска автомобиля. Определение модельного года зависит от компании и не обычно имеет жёсткой даты начала: в Европе обычно модельный год начинается осенью предыдущего календарного, а в США может начинаться и с марта предыдущего. Указание на то, что некая модель/модификация производится к примеру, с 1989 года, подразумевает то, что часть этих машин была фактически произведена в календарном 1988 году.
Принятые сокращения
- 911, 911-й — модель Porsche 911; 356, 356-я  модель Porsche 356, и т.д.
- Мотор — двигатель компании Porsche; турбомотор — двигатель компании Porsche с турбонаддувом.
- Двухлитровый, трехлитровый мотор —  двигатель Porsche с рабочим объемом около 2 или 3 литров.
- Объем — рабочий объем двигателя.
- Мотор 100 л.с. -  двигатель компании Porsche мощностью 100 л.с.
- Ферри Порше - Фердинанд Антон Эрнст Порше, сын Фердинанда Порше.
- Бутци Порше - Фердинанд Алехандр Порше.

## Классический 911

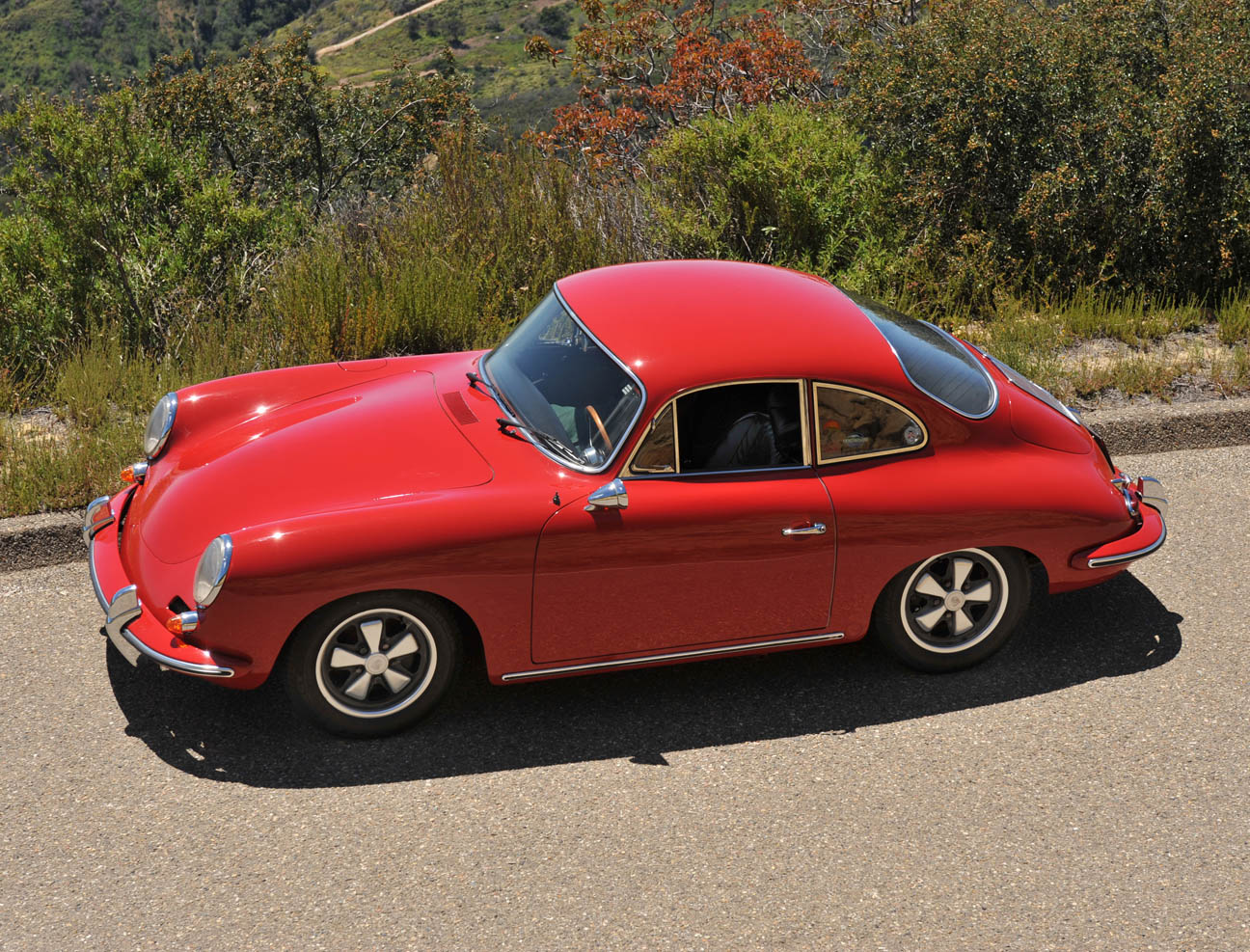
Porsche 356.

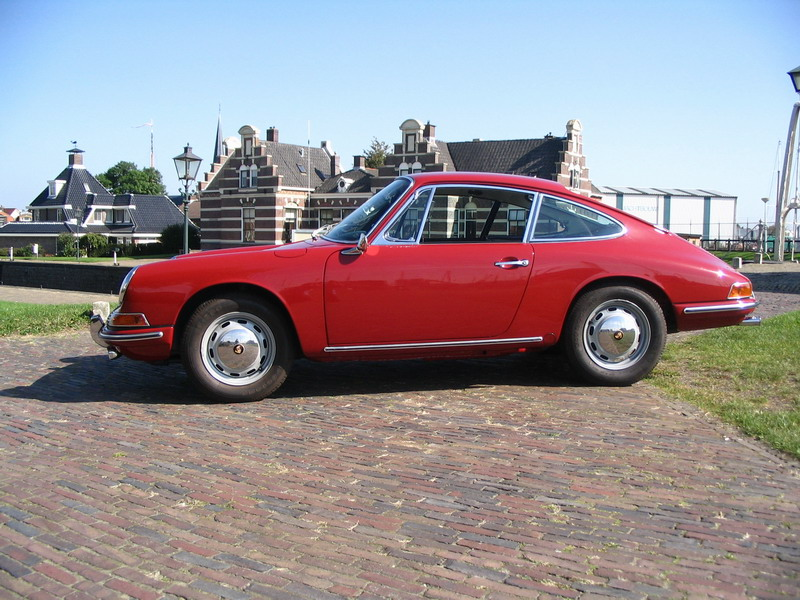
Porsche 911 1965 года.

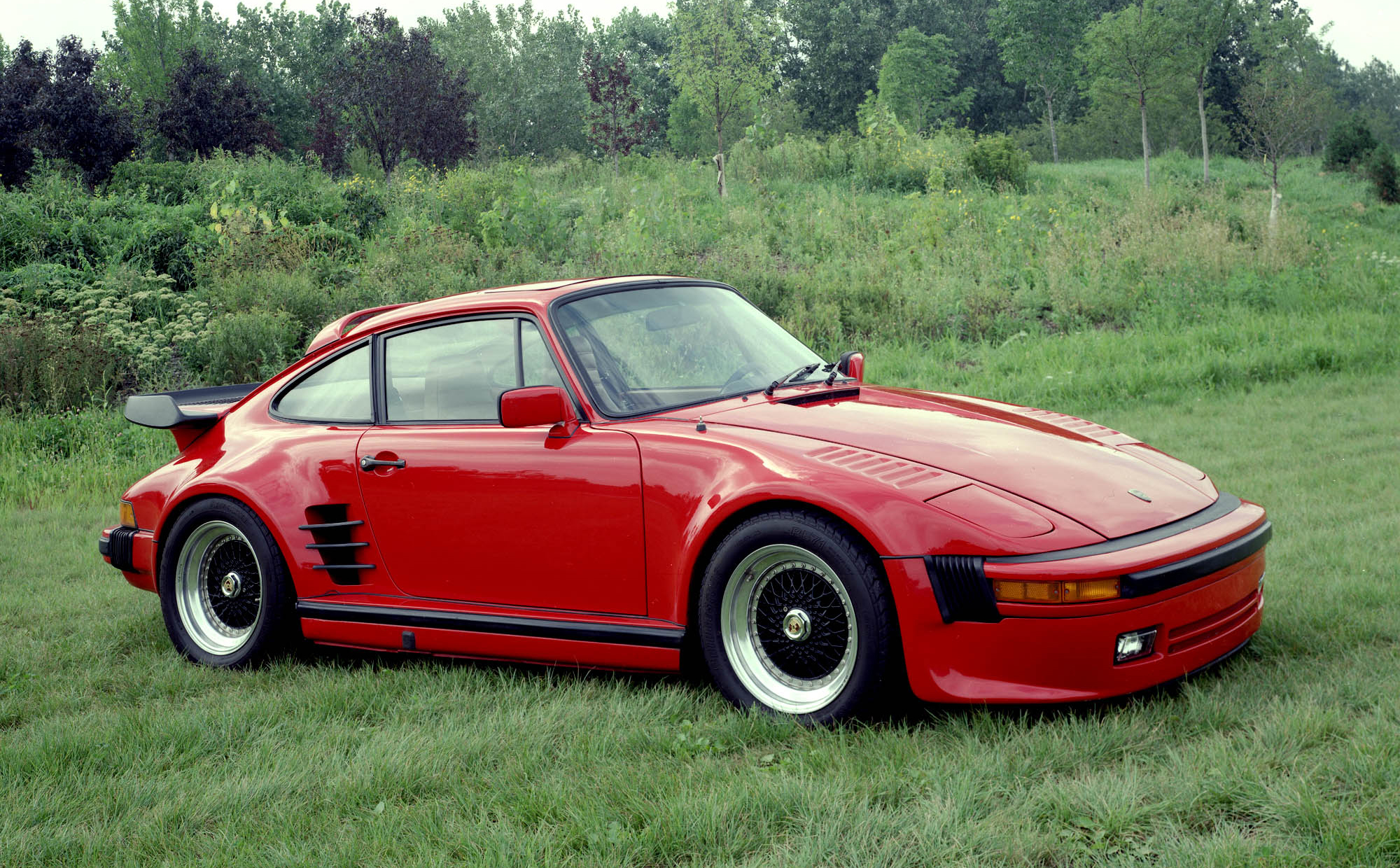
Porsche 911 с кузовом и аэродинамическими элементами «Flachbau».

911 пришёл на замену Порше 356 и стал третьей машиной компании Dr. Ing. h.c. F. Porsche GmbH для дорог общего пользования (или даже лишь второй, если не считать совсем малочисленные Порше 550). Задумываясь как машина более мощная, быстрая и комфортабельная, чем 356, 911 стал коллективным творением: сама идея выпуска новой модели на замену модели 356 активно продвигалась Ферри Порше; дизайн был заслугой Фердинанда «Бутци» Порше, а инженерная разработка кузова и шасси осталась за Эрвином Комендой.
Первые эскизы машины были сделаны Бутци Порше в 1959 году. Внешний облик машины был в общих чертах похож на модель 356: то же двухдверное купе, с покатым капотом (задней крышкой моторного отсека), практически полным отсутствием горизонтальных плоскостей, круглыми фарами, ниспадающей до бампера задней частью кузова — был в стилистике дорожных машин дизайна Порше и однозначно намекал на родство с Фольксваген Жук и с  Порше 356. Ферри Порше, видевший новую машину в стиле двух прежних разработок, одобрил результат. Однако Эрвин Коменда был иного мнения — он считал, что заднемоторная схема себя изжила, а значит внешность должна быть другая, вдобавок видел определённые технологические трудности массового производства нового кузова.
На согласование точек зрения и технологических возможностей кузовного производства ушло два года, и окончательное решение внешнего вида и экстерьера машины было принято лишь в конце 1961 года. В итоге эскизы Бутци Порше всё-таки были приняты за основу, а комплекс технических решений, применённый в машине: заднемоторная компоновка, оппозитный двигатель, воздушное охлаждение, торсионы в качестве упругих элементов подвески — в общем и целом повторил обе предыдущие разработки Фердинанда и Ферри Порше.
Первый образец модели был представлен на Франкфуртском автосалоне осенью 1963 года. Мотор ещё не был готов и машина представляла собой в некотором смысле лишь макет в натуральную величину. Первый ездовой прототип был готов в феврале 1964 года. Результаты дорожных испытаний не потребовали какой-либо значимой коррекции конструкции, и запуск модели в серию решено было не откладывать. Конвейера в те годы на заводе Porsche в Цуффенхаузене ещё не было, поэтому организация нового сборочного участка не заняла много времени, и первые товарные машины 1965 модельного года были готовы к сентябрю 1964 года.
Вероятно, в самых оптимистичных прогнозах производственный цикл новой машины оценивался в 15 лет (косвенным подтверждением этому может быть факт того, что на стыке 1970-х и 80-х годов 911 планировали снимать с производства). 
Но классическое поколение выпускалось целых 25 лет. Заметные отличия первых машин 1965 года и последних 1989 года состояли в отдельных деталях кузова, элементах пассивной безопасности (бамперах) с новыми фарами, в устройстве системы питания и охлаждения двигателя, увеличенных тормозах и колес. Были добавлены отдельные аэродинамические элементы - задний спойлер, в который был позже встроен воздушный интеркулер.
Заднемоторная схема, считавшаяся многими конструкторами уже в начале 60-х годов относительно бесперспективной, оказалась вполне приемлемой для небольшой спортивной машины и стала визитной карточкой каждого поколения Порше 911, вплоть до настоящего времени. Резервы модернизации, заложенные на стадии проектирования, оказались настолько велики, что позволили со временем увеличить рабочий объём мотора в 1.7 раза при сохранении его габаритов. Мощность (правда, не без помощи турбонаддува) была повышена даже на больший уровень — в 2.3 раза. Компания стремилась сделать спортивный автомобиль, который бы подошёл каждому - водитель мог выбрать и относительно спокойную модификацию  Carrera с атмосферным мотором, и заряженную версию RS или Turbo. Самый первый 911 turbo 1975 года был подарен внучке Фердинанда Порше, художнице, которая эксплуатировала машину достаточно долгое время.
За 25 лет производства было выпущено более 274 тысяч штук автомобилей «классического» поколения в различных модификациях. Porsche 911 стал самым массовым спортивным автомобилем в мире. И хотя все последующие поколения модели повторяли и закрепляли успех 911-го, но именно классический 911 являлся основой мировой известности марки этой относительно небольшой немецкой фирмы.

### Первое поколение
1964 год

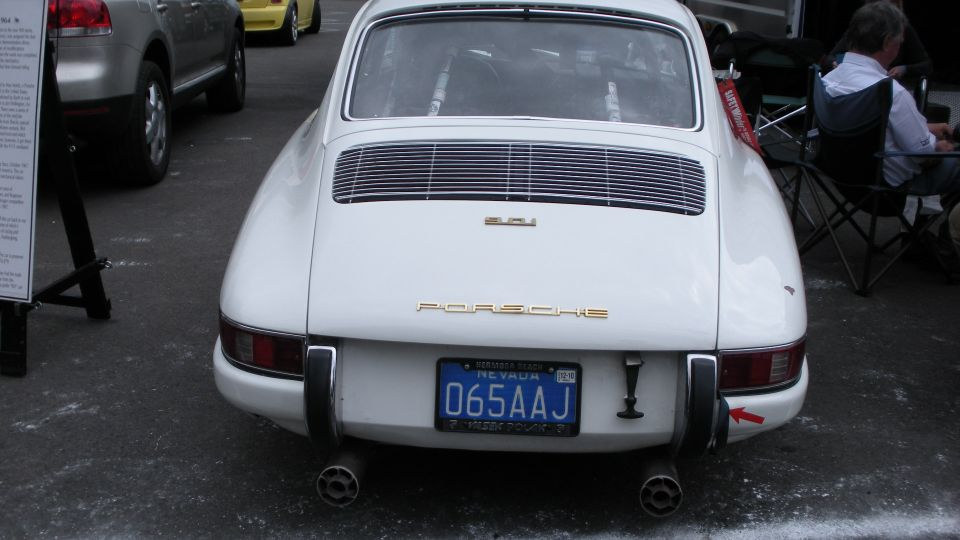
Porsche 901 первых выпусков

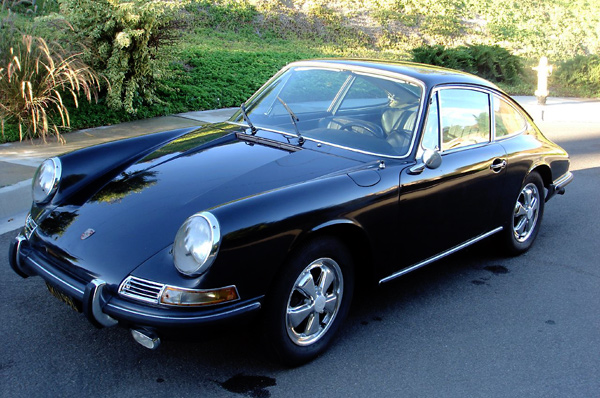
911 1967 года с короткой базой

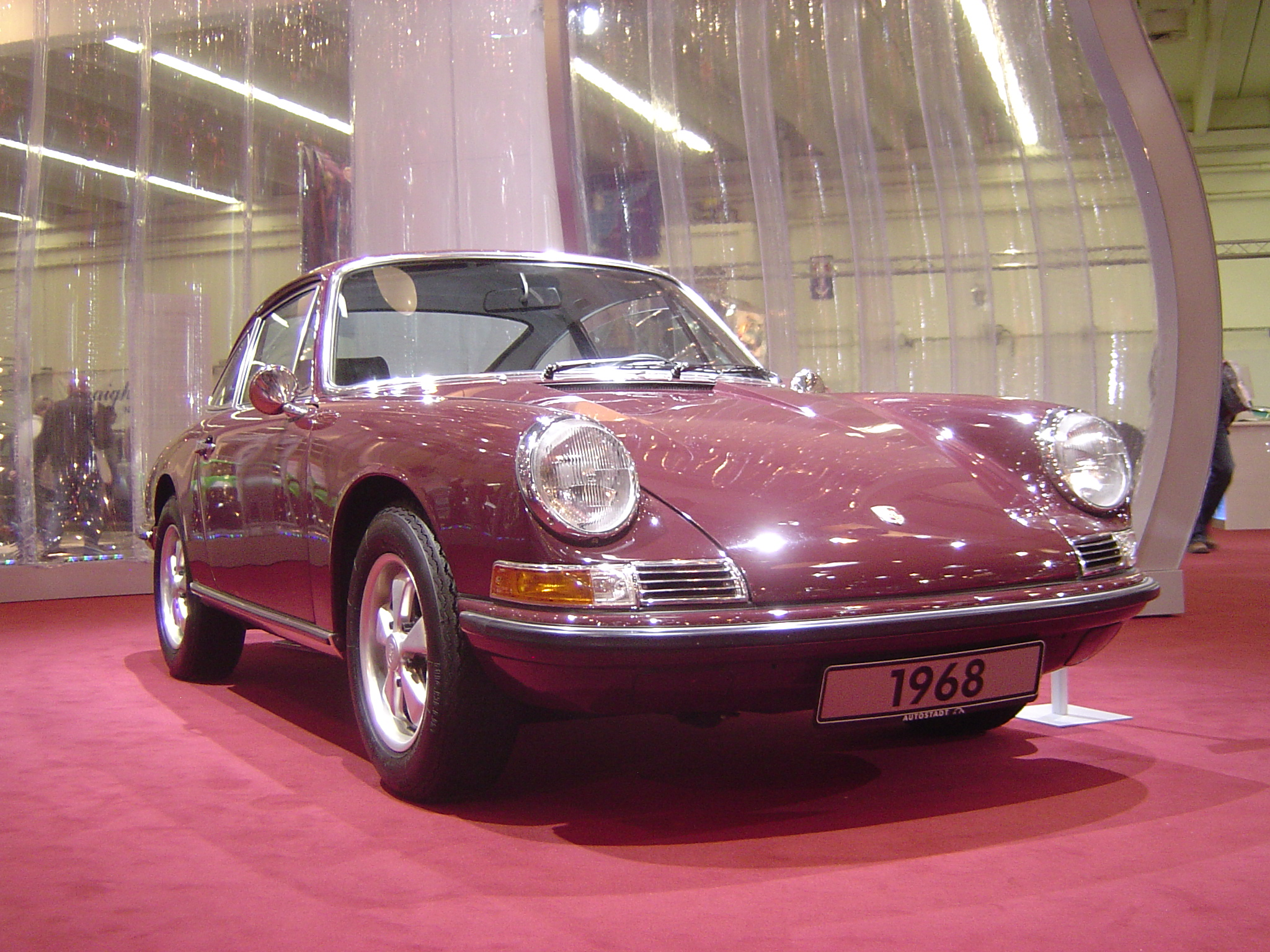
911 1968 года

Уже с появлением достаточного количества первых серийных образцов, машина выставляется на Парижском автосалоне. После экспозиции Порше, компания Peugeot заявила, что обозначение массовых моделей трёхзначным индексом с нулём посередине является товарным знаком, принадлежащим ей и не может быть использовано другими производителями. Данное требование не касалось уникальных и гоночных моделей, поэтому компания не возражала против названий спортивных и гоночных моделей Porsche 904, Porsche 906, Porsche 907. Чтобы не ввязываться в судебное разбирательство с непредсказуемыми последствиями, Porsche решили попросту изменить индекс. Таким образом, модель получила индекс 911. Но 82 проданных автомобиля сохранили название 901. Изменение рыночного наименования не предполагало изменения внутренней сквозной нумерации моделей кузовов и моторов. Таким образом, первые 911 имели кузов тип 901 и двигатель тип 901.01.
1965 год
Начало массовых продаж в Европе. 
Автомобили оснащались базовым двухлитровым двигателем 130 л.с., система питания включала шесть однокамерных карбюраторов типа Solex, собранных по три для каждого полублока цилиндров, пятиступенчатой МКПП. Была также возможность заказа с  дифференциалом повышенного трения. Ведущие колеса приводились карданными валами на двойных крестовинах.
Автомобиль имел независимую торсионную подвеску колёс: спереди — на амортизаторных стойках, нижнем треугольном рычаге и продольном торсионе; сзади — на двухсоставном косом рычаге и поперечном торсионе. Дисковые тормоза были установлены на всех колёсах. Рулевой механизм - типа «шестерня-рейка». Салон автомобиля имел напольный педальный узел, кресла с тремя уровнями регулировок и двуточечные ремни безопасности. Общая эргономика места водителя была для середины 60-х годов крайне удачной. Также были доступны кресла Recaro. Отопление салона - водяное с автономным бензиновым отопителем и теплообменником от глушителей выпускной системы. Как опция был доступен кондиционер.
1966 год
Появились двигатели с системой впрыска топлива и две новых модификации: одна более мощная и одна дефорсированная. Была добавлена упрощённая четырёхступенчатая МКПП. Мелкие изменения декора кузова. . Начались продажи на рынке США.
1967 год
Для рынка США был разработан родстер с кузовом типа та́рга. Разработка и выпуск данного кузова были продиктованы предположением, что национальное управление безопасностью движения на трассах планировало с 1968 года отказать в сертификации любым новым машинам с открытым кузовом. Предположение не подтвердилось, но разработанный кузов оказался успешным, и в дальнейшем выпускался параллельно с кузовом кабриолет.
1968 год
Разработана полуавтоматическая коробка передач Sportomatic. Как и кузов та́рга, она предназначалась изначально для рынка США, но в дальнейшем предлагалась к продаже и в Европе.
Список применяемых моторов:
- 901.02 — объем 2.0 л, 160 л.с., система питания — шесть однокамерных карбюраторов Weber, собранных по три для каждого полублока цилиндров.
- 901.03 — объем 2.0 л, 110 л.с., то же.
- 901.05 — объем 2.0 л, 130 л.с.

1969 год

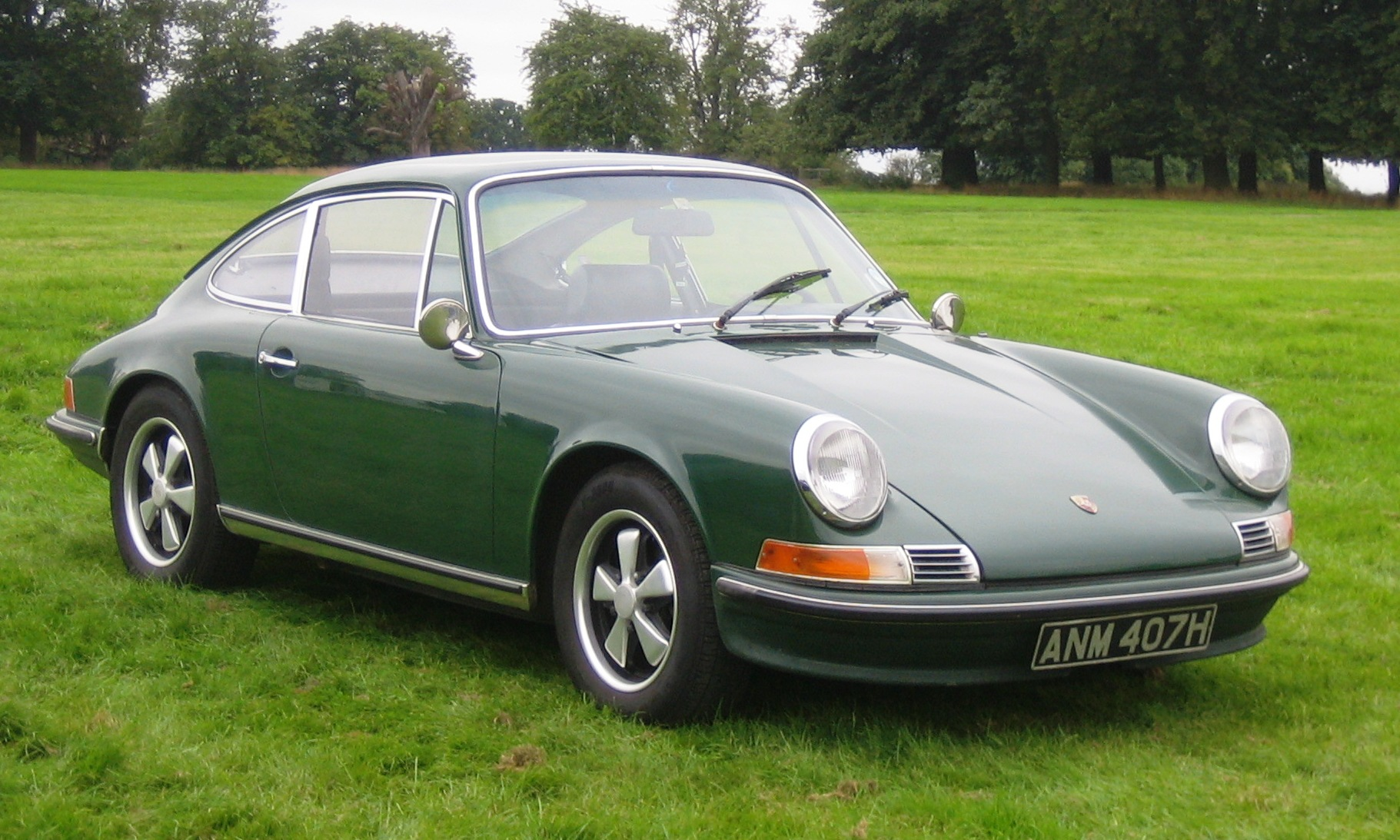
911 1969 года

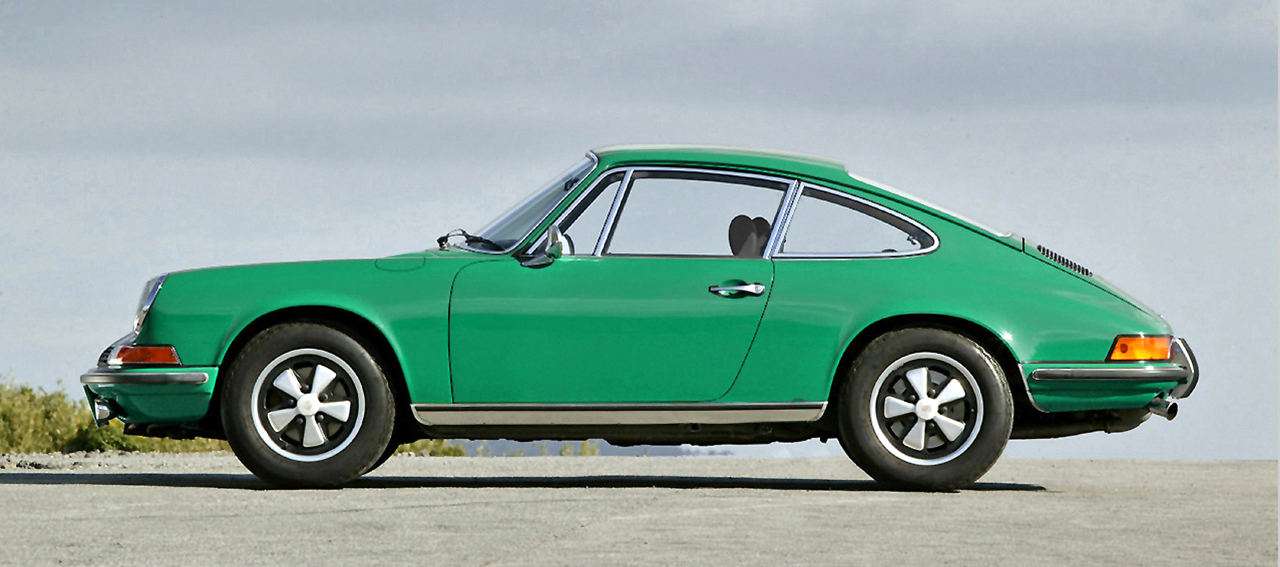
911 1972 года

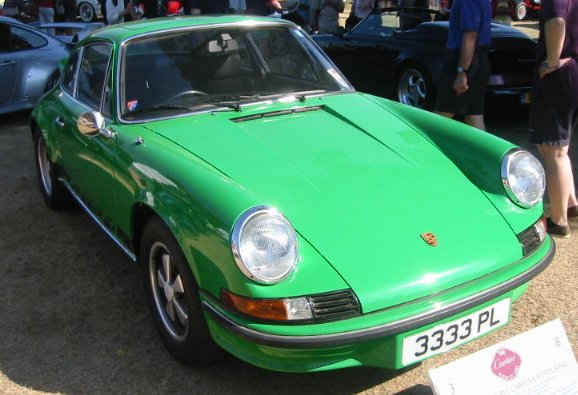
911 Carrera RS 1973 года

Новый кузов тип 911 с усиленным центральным тоннелем, скорректированными точками сварки и удлинённой до 227 см колёсной базой за счёт сдвига задней оси назад при сохранении общей длины. Внешний вид машины почти не изменился, элементы внешнего декора и основные элементы салона сохранены. Немного была изменена приборная панель: новый тахометр с оцифровкой до 8000 об/мин и новый спидометр. Трёхточечные инерционные ремни безопасности были доступны в базовой комплектации. На всех моторах модернизирована была система питания, причём на двух из трёх моторов впервые применён механический впрыск топлива Kugelfischer, что дало некоторую прибавку в мощности.
Применяемые моторы:
- 901.09 — объем 2.0 л, 140 л.с., система питания — шестидроссельный механический впрыск Kugelfischer
- 901.10 — объем 2.0, 170 л.с., то же.
- 901.16 — объем 2.0, 110 л.с., шесть однокамерных карбюраторов Weber, собранных по три для каждого полублока цилиндров.

Коробки передач остались прежними, но вместо не очень подходящего для 911-го дифференциала повышенного трения от модели 904, стал устанавливаться дифференциал, специально разработанный для 911.
Были изменены передняя и задняя подвески. Общие схемы подвесок сохранены, но элементы были переработаны. В составе приводных валов колес были применены ШРУСы. Автомобиль получил новый, более «острый» рулевой механизм.
1970 год

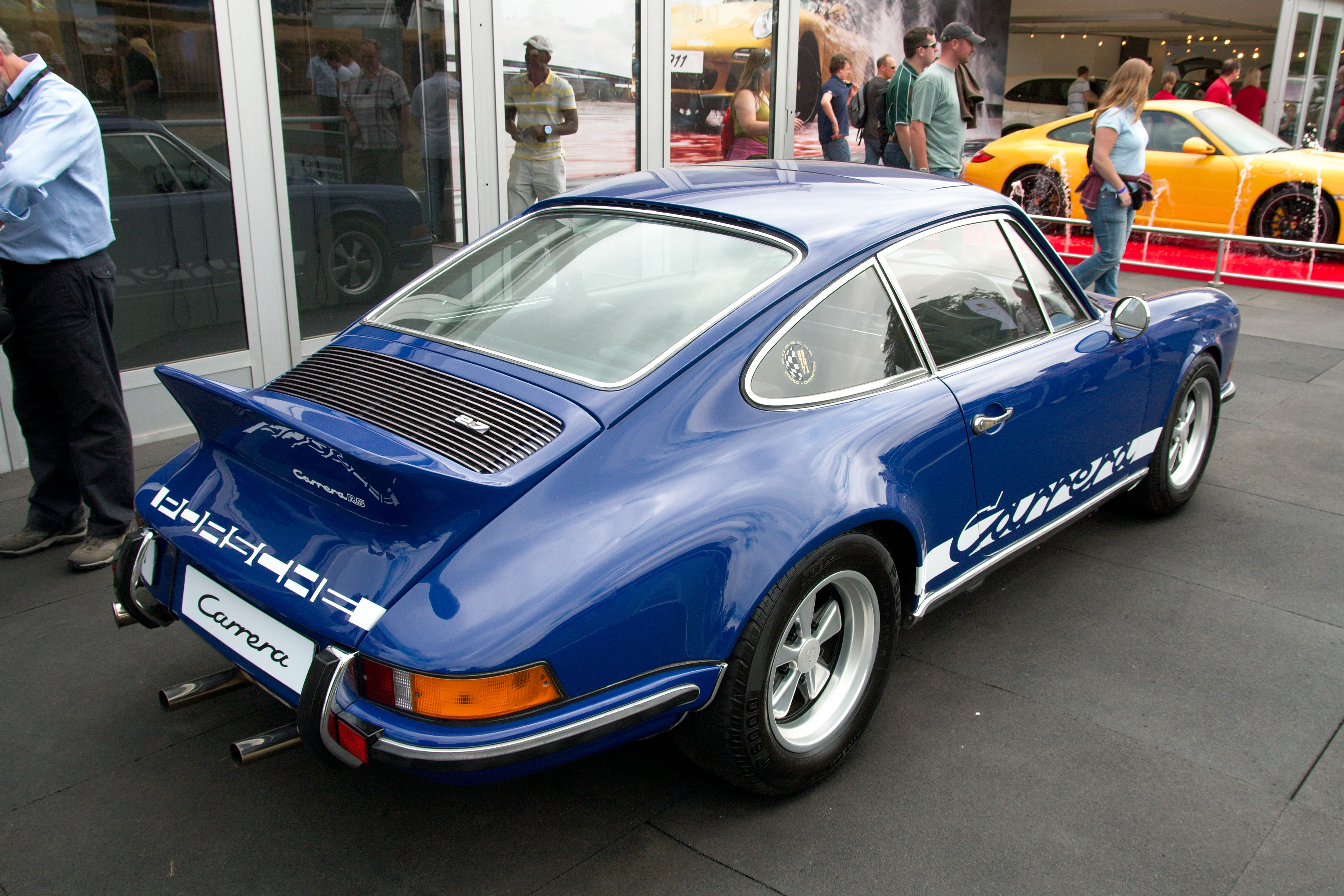
911 Carrera RS 1973 года, вид сзади

Появился новый мотор — тип 911 2.2. Объём был увеличен до 2.2 л за счёт цилиндров большего диаметра, но всё остальное было сохранено. Мощность выросла пропорционально увеличению объёма — на 10 % для каждой модификации. Кузов, подвеска, салон остались без изменений.
Примененные моторы:
- 911.01 — объем  2.2 л, 155 л.с., система питания — шестидроссельный механический впрыск Kugelfischer
- 911.03 — объем 2.2 л, 125 л.с., система питания — шесть однокамерных карбюраторов Weber, собранных по три для каждого полублока цилиндров.
- 911.07 — объем 2.2 л, 180 л.с., система питания — шестидроссельный механический впрыск Kugelfischer.

1972 год
Появился новый мотор — тип 911 с объемом 2.4 л. Объем был увеличен за счёт нового коленвала с большим ходом поршня в новом блоке цилиндров. Также  разработана новая пятиступенчатая МКПП под больший крутящий момент.
1973 год
Выпущена самая мощная версия первого поколения 911 — Carrera RS. Модель была названа  в честь знаменитой в 50-е годы автогонки Каррера Панамерикана. Буквы RS — аббревиатура немецкого слова RennSport (автоспорт). В дальнейшем оба названия использовались по отдельности и совместно для обозначения своих безнаддувных моделей. 911 Carrera RS 73 года стала последней моделью в первом поколении. Для неё был использован мотор объёмом 2.7 л тип 911 от уже почти готового следующего поколения 911, но всё ещё с механическим впрыском, аналогичным применяемому ранее. Впервые на 911 применены аэродинамические элементы: в данном случае — задний спойлер (так называемый "утиный хвост"). 
Также с этого года на моторе объемом 2.4 л для рынка США был установлен новейший механический впрыск Bosch K-Jetronic. Мощность мотора была относительно небольшой, но изменилась кривая крутящего момента и экологические показатели машины.
Примененные моторы:
- 911.51 — объем 2.4 л, 140 л.с., система питания - шестидроссельный механический впрыск Kugelfischer
- 911.52 — объем 2.4 л, 165 л.с., система питания - то же.
- 911.53 — объем 2.4, 190 л.с., то же.
- 911.57 — объем 2.4 л, 125 л.с., система питания - шесть однокамерных карбюраторов Zenith, собранных по три для каждого полублока цилиндров.
- 911.83 — объем  2.7 л, 210 л.с., система питания -  шестидроссельный механический впрыск Kugelfischer
- 911.91 — объем  2.4, 140 л.с., система питания  - однодроссельный механический впрыск Bosch K-Jetronic.

1974 год
Машины первого поколения больше не выпускаются, за исключением штучных экземпляров специально подготовленных для кольцевых гонок форсированных модификаций 911 Carrera RSR. 
За десять лет выпущено 81031 штук различных модификаций, включая Porsche 912.

### Второе поколение
Деление классического Порше 911 на два поколения можно считать в некоторой степени условным.
Все 911 второго поколения неформально называют «G-modell» или «G-serie»: так называлась модель 911 1974 года.
Выпуск нового поколения был связан с новыми требованиями к пассивной безопасности и к уровню вредных выбросов. Под требованиями к безопасности подразумевались новые требования NHTSA как к конкретным возможностям любой новой машины выдерживать фронтальный удар на скорости 8 км/ч без повреждения , так и к пассивной безопасности автомобиля в целом. Передняя и задняя части кузова 911 были переработаны для установки бамперов через энергопоглощающие элементы. Дополнительно передняя часть кузова от бампера до передней стенки салона получила ряд новых деталей. Визуально повышенная способность бамперов выдерживать удар была выражена посредством декоративных боковых накладок с имитацией пружинных элементов. Мелкие кузовные детали изменены, но в общем и целом кузов сохранил самую прямую преемственность с предыдущим. 
Уровень пассивной безопасности внутри салона был повышен за счёт передних сидений с интегрированными подголовниками, травмобезопасного рулевого колеса с ломающимся валом, инерционных ремней безопасности на всех четырёх сиденьях. Передняя подвеска была изменена: были убраны пружины на амортизаторных стойках и оставили одни продольные торсионы.  Интерьер салона был полностью обновлён: появилась новая передняя панель, мультиконтурные передние сиденья. Предлагался электропакет: обогрев зеркал, электростеклоподъёмники, антенна с электроприводом, автомагнитола.
Ответом конструкторов Porsche на новые американские требования к уровню вредных выбросов  и шума стало применение новой системы питания Bosch K-Jetronic в сочетании с улучшенной выпускной системой и системой улавливания паров бензина. По сравнению с достаточно примитивным шестидроссельным Kugelfischer новый K-Jetronic обеспечивал лучшую экономичность и меньшую трудоемкость техобслуживания. Но с точки зрения мощностных характеристик моторов, K-Jetronic стал шагом назад: показатели литровой мощности атмосферных моторов уже никогда не превысили показатели с  Kugelfischer. 
1974 год, G-serie

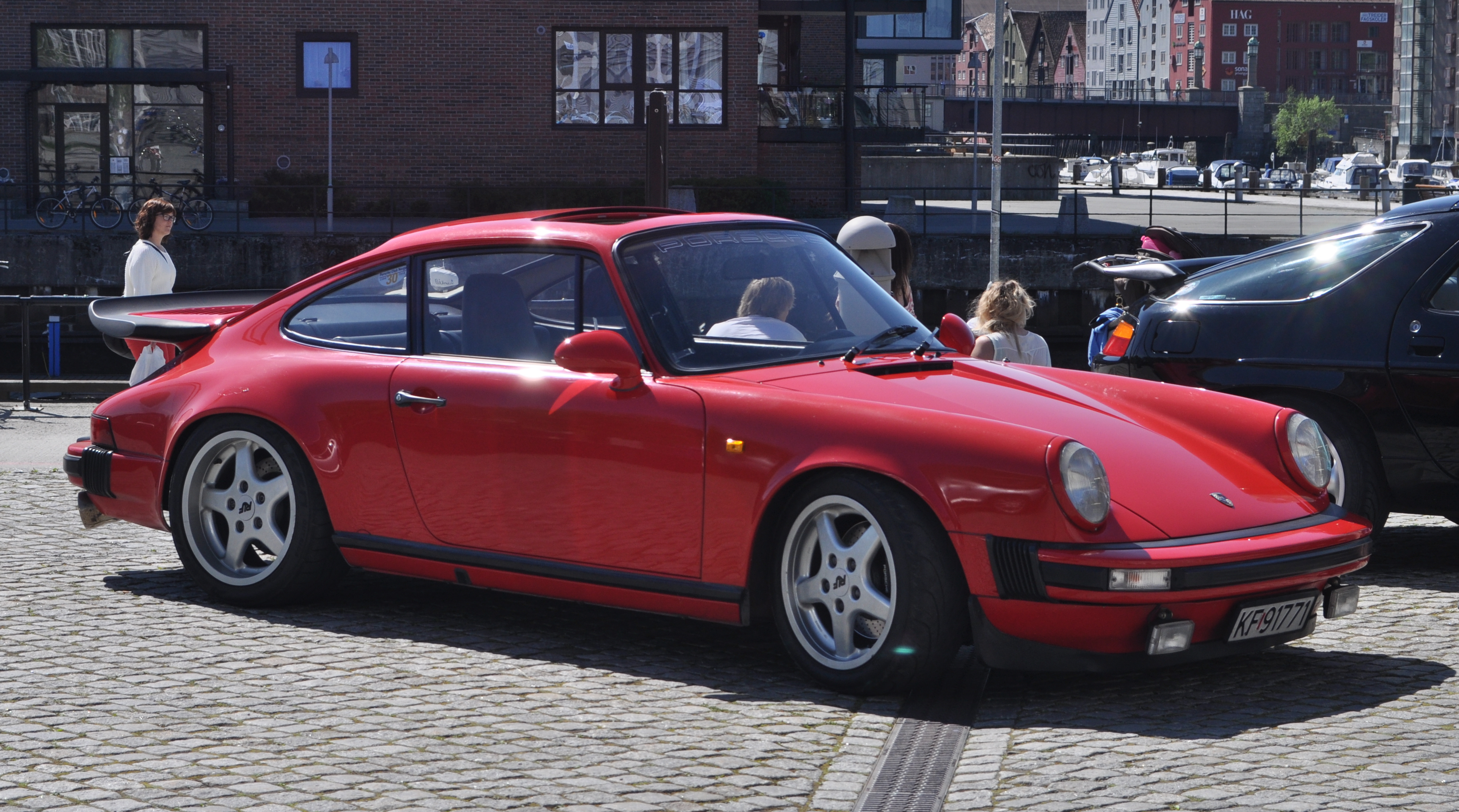
911 Carrera на современных колёсах

Первый год серийного выпуска машин второго поколения. Машина сразу поступила в продажу как в Европе, так и в Северной Америке.
Для европейского рынка предложена одна базовая модификация в двух вариантах исполнения: 911 и 911 S. В обеих случаях автомобиль имел мотор объемом 2.7 л тип-911 на основе блока цилиндров 1972 года с коленвалом под ход поршня в 70.4 мм с цилиндрами диаметром 90.0 мм и системой питания Bosch K-Jetronic. Точный рабочий объём составлял 2687 см³. Каждый вариант исполнения получил свою версию мотора — 150 л.с. и 175 л.с. соответственно. Интересно, что даже в самом мощной предлагаемой версии — 175 л.с. (129 КВт) литровая мощность мотора была равной литровой мощности первого карбюраторного мотора тип-901 десятилетней давности — 64.8 л.с./литр. 
Европейскому рынку была предложена спортивная модификация 911 Carrera 2.7 MFI с впрыском Kugelfischer, мощностью 209 л.с. (154КВт). 
Для рынка США машины изготавливались в максимально возможной комплектации салона, но с не самыми мощными моторами. Это было вызвано новыми требованиями к уровню вредных выбросов. Таким образом, североамериканский вариант получил имя Carrera 2.7 и мотор всего 175 л.с. Обе модели были дополнены специфическим аэродинамическим обвесом, аналогичным Carrera RS 1973 года: передний спойлер и заднее антикрыло (европейская модель антикрыла не имела, так как это тогда было запрещено правилами Германии).
Автомобили предлагались в кузовах купе и та́рга. Любой кузов был доступен в комплекте с любым мотором. На выбор имелись три коробки передач: четырёх- и пятиступенчатые МКПП и четырёхступенчатая «Спортоматик». Как и на машинах первого поколения опционально доступен кондиционер, дополнительный отопитель салона, сдвижной люк на крыше. В первую очередь для рынка США появились такие опции, как электропакет: обогрев зеркал, электро-стеклоподъёмники, аудиосистема. Также был доступен заказ дифференциала повышенного трения.
Моторы и модели:
- объем 2.7 л, 150 л.с. — 911
- объем 2.7 л, 175 л.с. — 911 S, 911 Carrera 2.7 (только для рынка США)
- объем 2.7 л, 209 л.с. — 911 Carrera 2.7 MFI (только для Европы)

1975 год, H-serie
Наиболее существенным событием второго поколения был выпуск в 1975 году новой модели 911 turbo (Porsche 930) с турбомотором и новым кузовом, который был распространен на все модификации 911, кроме открытых кузовов.  

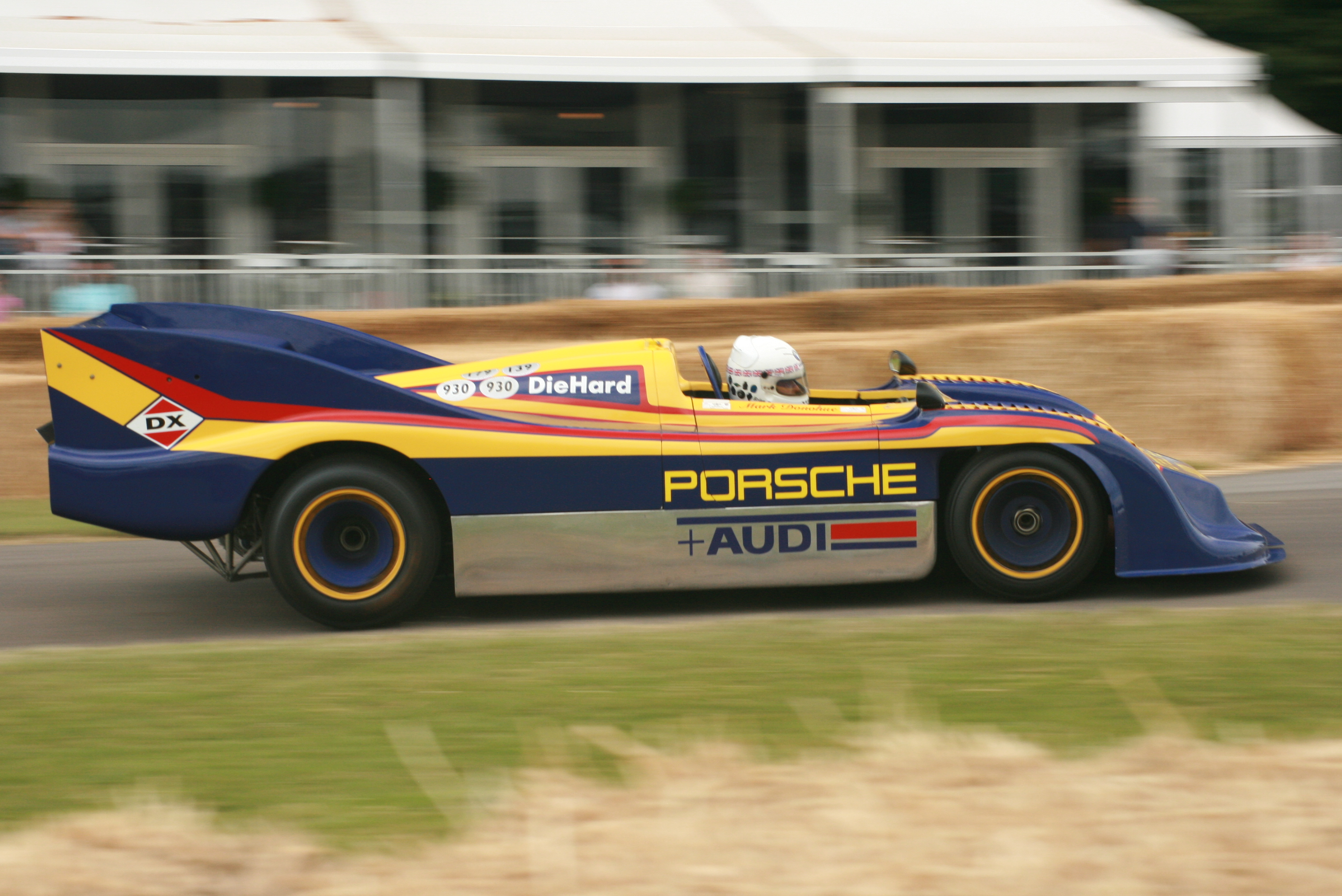
Технология турбонаддува опробовалась на модели 917.30

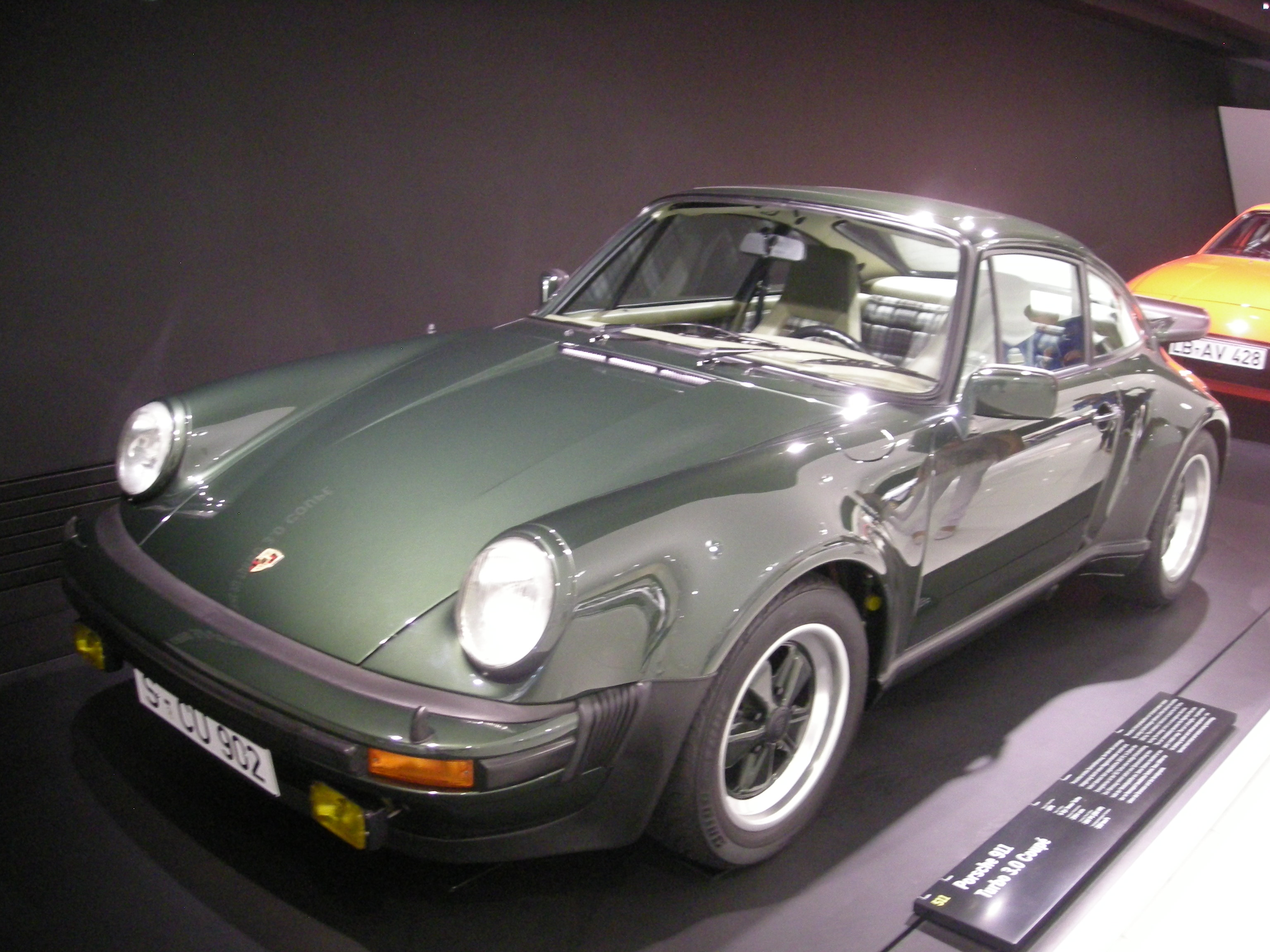
911 Turbo 3.0

Мотор, разработанный для новой модели, был основан на моторе объемом 3.0 л для модели Carrera RSR 3.0, с коленвалом под ход поршня в 70.4 мм, но отлитый из нового сплава и получивший новые кованые шатуны. Были применены новые цилиндры с диаметром 95.0 мм. Рабочий объём мотора составил 2994 см³. Мощность базовой версии была равна 259 л.с. Литровая мощность — 86.3 л.с./литр. Новый мотор получил обозначение тип-930. 
Система питания была также на основе уже применяемого K-Jetronic, но была модернизирована под турбонаддув. Шесть индивидуальных впускных коллекторов были заменены общим Н-образным. Общий блок для расходомера воздуха и дроссельной заслонки разделён: теперь механический расходомер воздуха системы K-Jetronic находился до насосной части турбокомпрессора, а корпус дроссельной заслонки — после. Турбокомпрессор размещён в левой части моторного отсека, перепускной клапан — под ним. В связи с возросшей термонапряжённостью мотора для охлаждения применена более развитая система смазки с сухим картером с увеличенным объёмом масла.
Новый кузов модели 911 turbo имел только один вариант — купе. Открытые кузова 911 turbo появятся только через 12 лет — в 1987 году. Кузов имел другое качество исполнения салона, аудиосистему, новые кресла, новые расцветки кожаной обивки.
На атмосферном моторе 175 л.с. в версии для североамериканского рынка впервые применена система рециркуляции отработанных газов и воздушный насос для дожигания газов перед катализаторами, что одновременно понизило мощность до 165 л.с. (и даже до 160 л.с. для калифорнийской версии).
Моторы и модели:
- Объем 2.7 л, 150 л.с. — 911 (базовая модель для Европы)
- Объем 2.7 л, 175 л.с. — 911 S (улучшенная модель для Европы)
- Объем 2.7 л, 165 л.с. — 911 S Carrera (базовая модель для рынка США и Канады)
- Объем 2.7л, 209 л.с. — 911 Carrera 2.7 (только для рынка стран Европы)
- Объем 3.0 л, 259 л.с. — 911 Turbo

1976 год, J-serie
Начало продаж 911 Turbo на североамериканском рынке. Для этого турбомотор 3.0 тип-930 получил специальную версию. В связи с обязательной установкой каталитических нейтрализаторов мощность модели была несколько меньше - 245 л.с. Для США и Канады турбо-модель получила собственное название — Turbo Carrera.
На основе модернизированного блока цилиндров 1975 года запущен в производство новый безнаддувный мотор объемом 3.0 л. Он представлял собой комбинацию блока цилиндров турбомотора и безнаддувной системы питания K-Jetronic 1974 года. Мощность базового мотора составляла 200 л.с. (147 КВт), литровая мощность была равна 66.6 л.с./литр. В дальнейшем, в различных вариантах  мощности (от 179 до 204 л.с.) этот мотор будет применяться на 911-м до 1983 года включительно.
Новая модель 911 с трехлитровым атмосферным мотором получила название Carrera 3.0. Комплектация включала кузов тип-911 с аэродинамическим обвесом Carrera (передний спойлер, заднее антикрыло), новый мотор с системой питания Bosch K-Jetronic; пятиступенчатую МКПП; улучшенный салон по типу 911 Turbo. В отличие от предыдущей версии Carrera 2.7, оптимизированной для автоспорта, новая Carrera 3.0 стала тяжелее, тише, комфортнее и менее мощной. Но, с коммерческой точки зрения решение было верным: именно эта модификация и стала основной продаваемой моделью Porsche за последующие два года.
Старая модификация 911 Carrera 2.7 выпускалась параллельно с новой моделью в 1975 и 1976 году и стала культовым автомобилем. Возвращение «истинной» Carrera состоится только в 1992 году.
На базовых безнаддувных 911-х для Европы мотор 175 л.с. заменён прошлогодней более «экологичной» американской версией 165 л.с. 
Четырёхступенчатая АКПП «Спортоматик» была заменена  трехступенчатой с алгоритмом управления, более близким к гидромеханической АКП. 
В 1976 году начались продажи безнаддувной модели 911 в Японии.
Моторы и модели:
- Объем 2.7 л, 165 л.с. — 911, 911 S (для всех стран)
- Объем 2.7 л, 209 л.с. — 911 Carrera 2.7 (только для рынка некоторых стран Европы)
- Объем 3.0 л, 200 л.с. — 911 Carrera 3.0 (для всех стран)
- Объем 2.7 л, 150 л.с. — 911 (базовая модель для рынка Японии)
- Объем 3.0 л, 259 л.с. — 911 Turbo
- Объем 3.0 л, 245 л.с. — 911 Turbo Carrera (для рынков США и Канады)

1977 год, K-serie
Для безнаддувной 911 с мотором 2.7 л стал возможен как опция вакуумный усилитель тормозов. На модификацию Carrera 3.0 данный усилитель ставится по умолчанию. Турбо-модели вакуумного усилителя пока не имеют. 
Моторы и модели:
- Объем 2.7 л, 165 л.с. — 911, 911 S
- Объем 3.0 л, 200 л.с. — 911 Carrera 3.0 (для всех стран)
- Объем 3.0 л, 259 л.с. — 911 Turbo
- Объем 3.0 л, 245 л.с. — 911 Turbo Carrera (для рынков США, Канады и Японии)

1978 год, L-serie
Первая комплексная модернизация машины. Для турбо-модели эта модернизация стала единственной серьёзной модернизацией за весь период выпуска — её мощность была повышена. Одновременно с повышением мощности турбо-модели безнаддувная модель подверглась некоторому дауншифтингу. Модификации с мотором 2.7 л для безнаддувных версий  были сняты с производства. Модификация Carrera была заменена на индекс SC — что означало «Super Carrera». Модели SC имели менее мощные моторы. Причины этого решения были не очень понятны. Наиболее вероятным объяснением может быть предположение о том, что в планах Porsche было свернуть производство безнаддувного 911 в самые ближайшие годы. Уже два года  продавался Porsche 924, и на рынок должен был выйти Porsche 928, на который затрачено 6 лет разработок, а сама заднемоторная конструкция 911-го с мотором воздушного охлаждения казалась уже тогда чем-то архаичным. Следующие шесть лет выпуска будут для 911-го годами «застоя» — минимум модернизаций и ежегодная угроза снятия с производства.

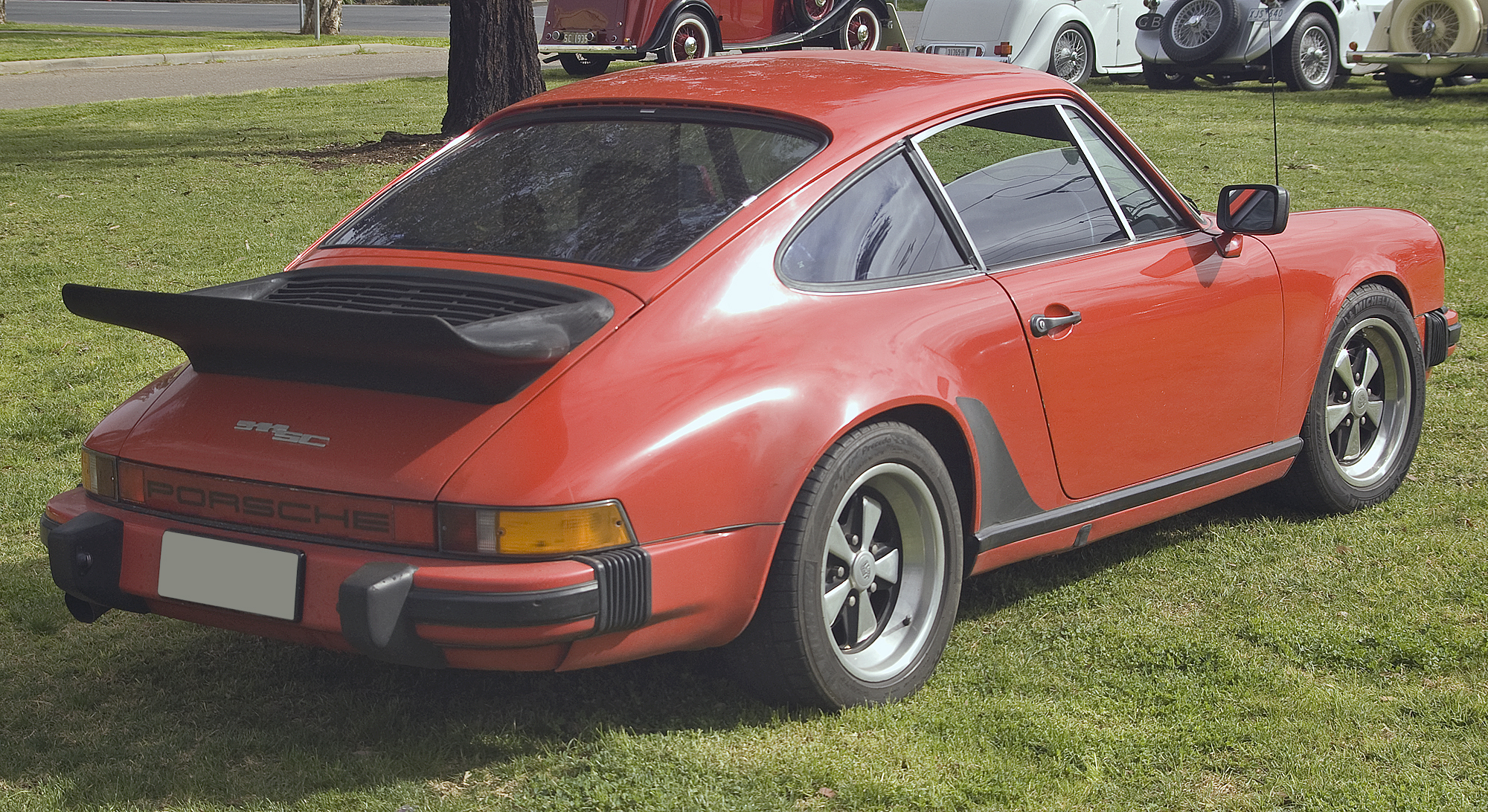
Porsche 911 SC 1978—1983

Разработан новый (четвёртый по счёту) блок цилиндров с коленвалом под ход поршня в 74.4 мм. Блок цилиндров сконструирован в габаритах и с межцентровым расстоянием цилиндров, аналогичными блоку тип-901 1964 года. 
На основе нового блока был запущен в производство новый турбомотор объемом 3.3 л тип-930. Были применены новые цилиндры диаметром 97.0 мм. Точный рабочий объём мотора составил 3299 см³. Мощность мотора в базовой версии исполнения под высокооктановый бензин «супер»(АИ-95) составила 300 л.с. (221 КВт). Мощность мотора в дефорсированной версии под американский бензин «нормаль» (АИ-92) составила 265 л.с. (195 КВт). По сравнению с предыдущим турбомотором объемом 3.0 л тип-930 повышение мощности произошло не только из-за увеличившегося рабочего объёма, но и благодаря интеркулеру, размещённому горизонтально под капотом в задней части машины, и ставшему обязательным элементом системы наддува. 
Под увеличившуюся мощность мотора доработаны тормоза — теперь на шасси тип-930 спереди и сзади установлены перфорированные тормозные диски (спереди с съемной ступицей) и четырёхпоршневыми суппортами. Подвеска, рулевое управление остались без изменений.
Из интересных опций — предлагался люк на крыше с электроприводом, впервые появился однозонный климат-контроль, с двумя датчиками температуры по салону, самоблокирующийся дифференциал и новая центральная консоль. Вакуумный усилитель тормозов теперь ставится на все машины.

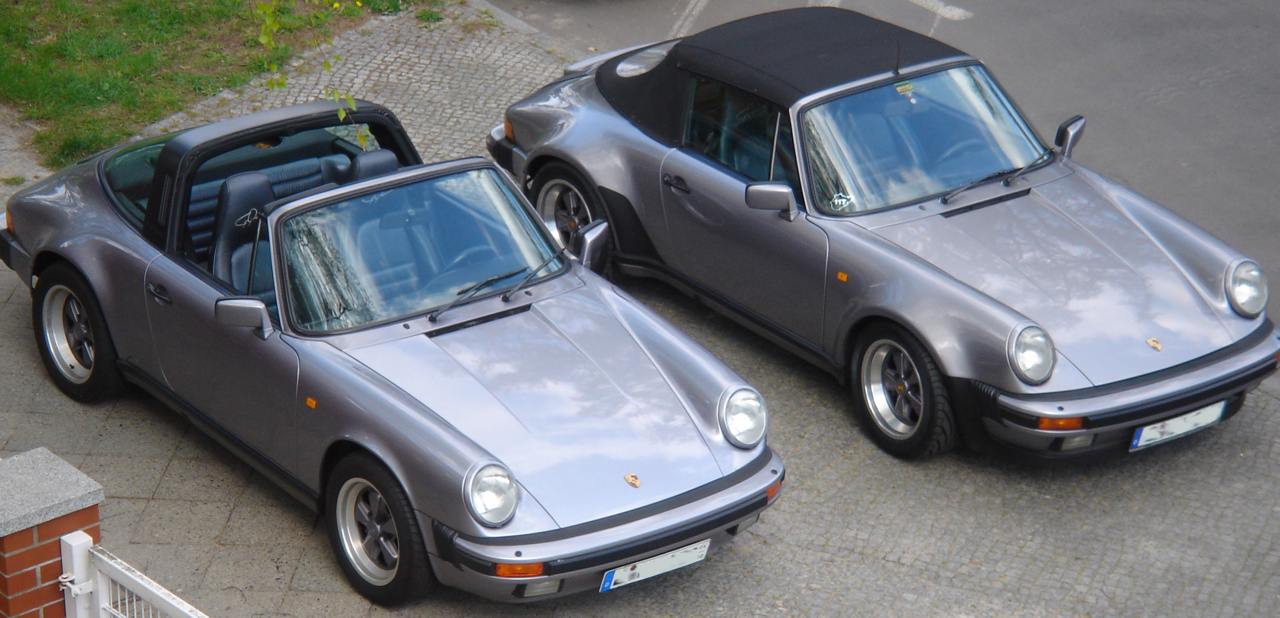
Две открытых 911 Carrera — стандартная и turbo-look (справа).

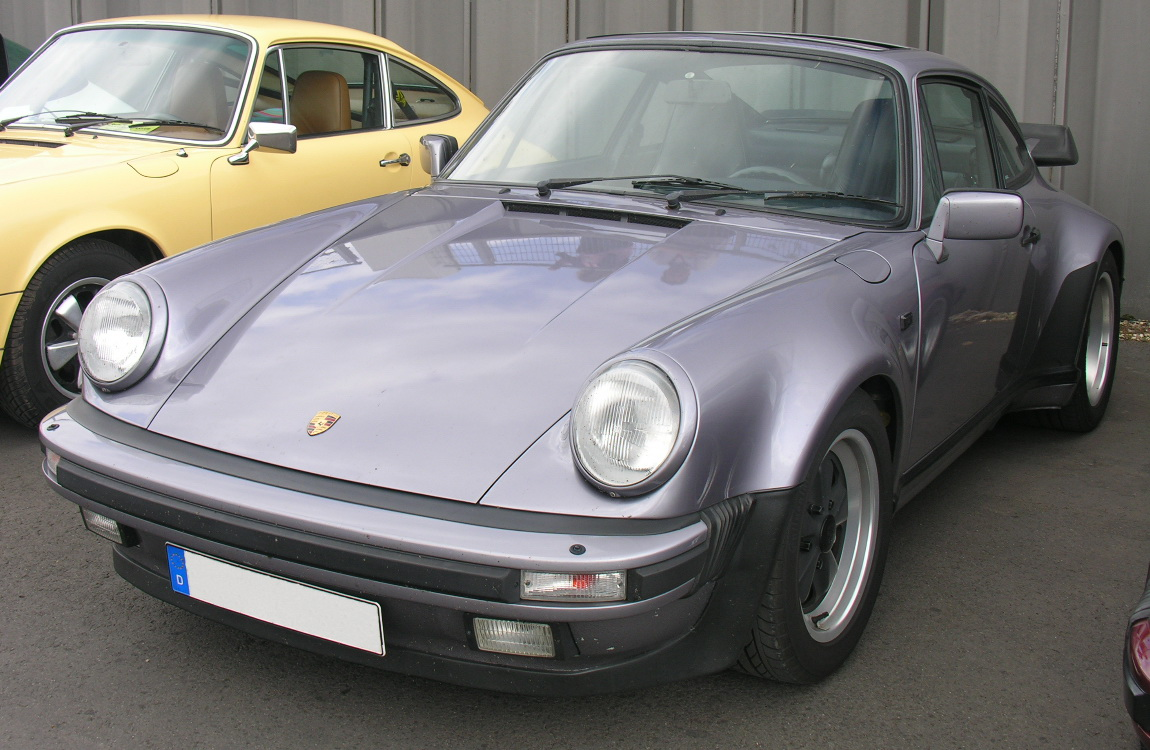
911 Turbo (возможно, 911 Carrera turbo-look).

Технические особенности моделей  1978 − 1983 годов:
911 Turbo
Комплектация: кузов тип-930 купе; новый мотор объемом 3.3 л тип-930, система питания K-Jetronic, интеркулер; четырёхступенчатая МКПП; передние и задние тормоза с четырёхпоршневыми суппортами и перфорированными тормозными дисками; шины шириной 8' и посадочным диаметром 16'.
911 SC
Комплектация: кузова купе/тарга первого поколения; мотор объемом 3.0 л, система питания K-Jetronic; пятиступенчатая МКПП или трёхступенчатая АКПП «Спортоматик»; передние и задние тормоза с однопоршневыми суппортами и одностоставными тормозными дисками; шины шириной 6' или размерности 7х16'.
Моторы и модели:
- Объем 3.0 л, 180 л.с. — 911 SC
- Объем 3.3 л, 300 л.с. — 911 Turbo (для рынков стран Европы)
- Объем 3.3 л, 265 л.с. — 911 Turbo (для рынков США и Канады)

1979 год, M-serie
- Объем 3.0 л, 180 л.с. — 911 SC
- Объем 3.3 л, 300 л.с. — 911 Turbo (для рынков стран Европы)
- Объем 3.3 л, 265 л.с. — 911 Turbo (для рынков США, Канады и Японии)

1980 год, A-programm
Из-за ужесточения требований к уровням вредных выбросов модель 911 turbo не было разрешено продавать в США и Японии
. Последний год продаж с АКПП «Спортоматик». Кондиционер и электростеклоподъемники входили в базовую комплектацию
- Объем 3.0 л, 188 л.с. — 911 SC
- Объем 3.0 л, 180 л.с. — 911 SC (для рынков США, Канады и Японии)
- Объем 3.3 л, 300 л.с. — 911 Turbo, для рынка Европы и Канады.
- Объем 3.3 л, 265 л.с. — 911 Turbo (для рынка Японии)

1981 год, B-programm

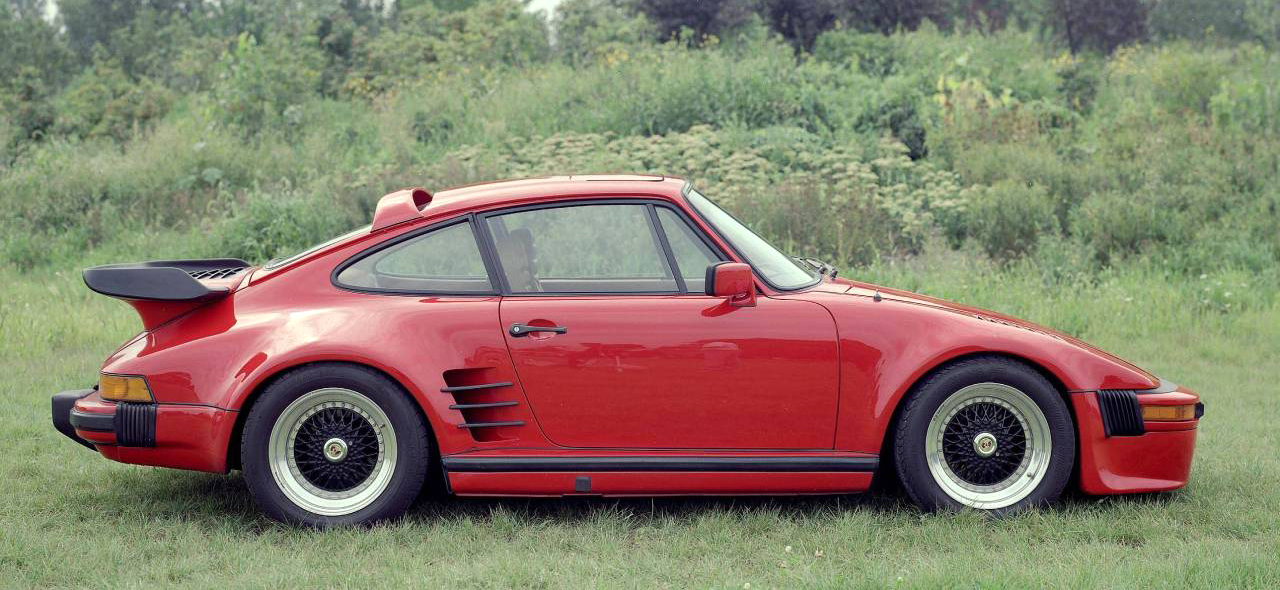
Кузов «flachbau» начала 80-х.

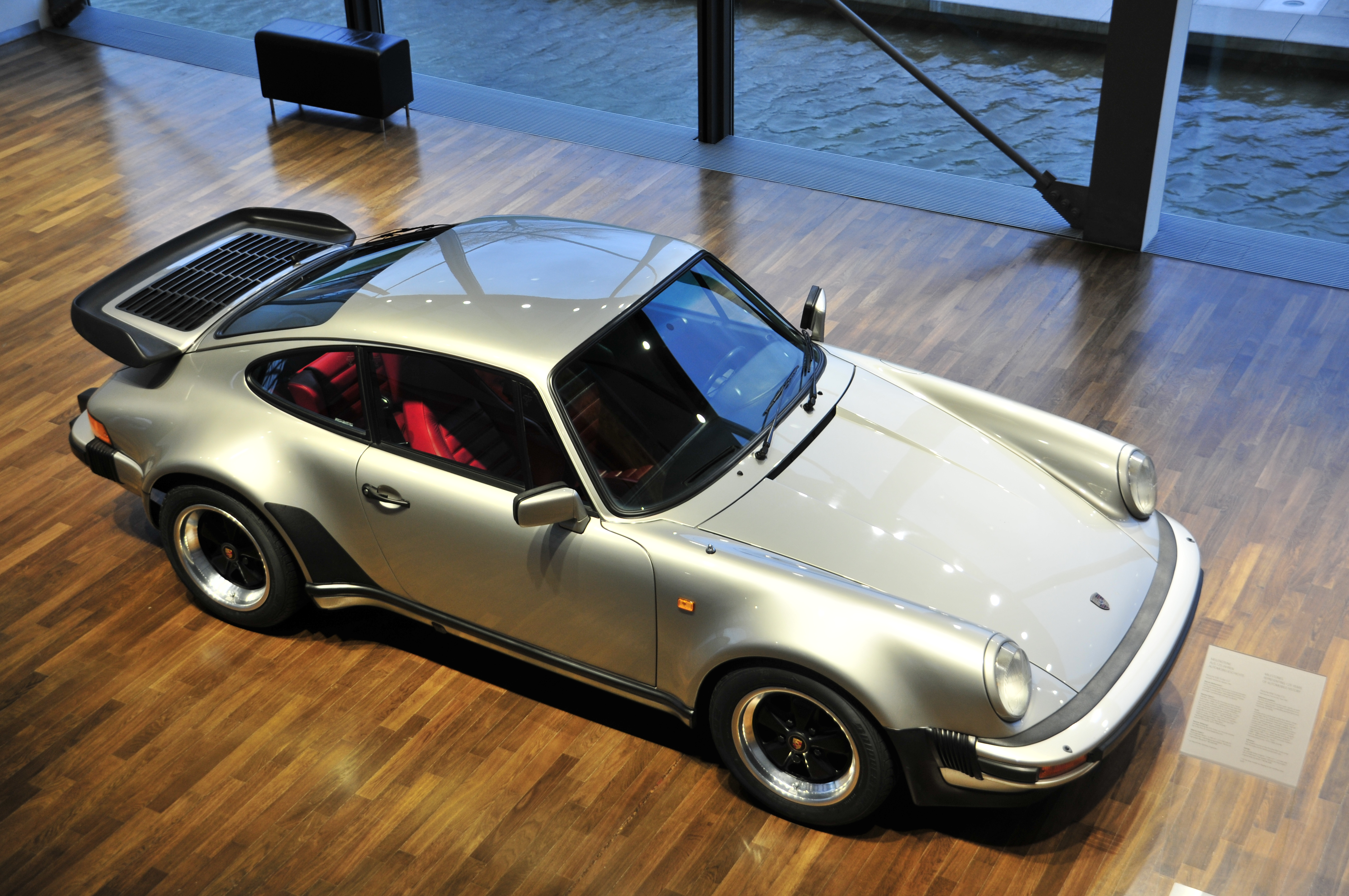
911 Turbo с интеркулером 1982

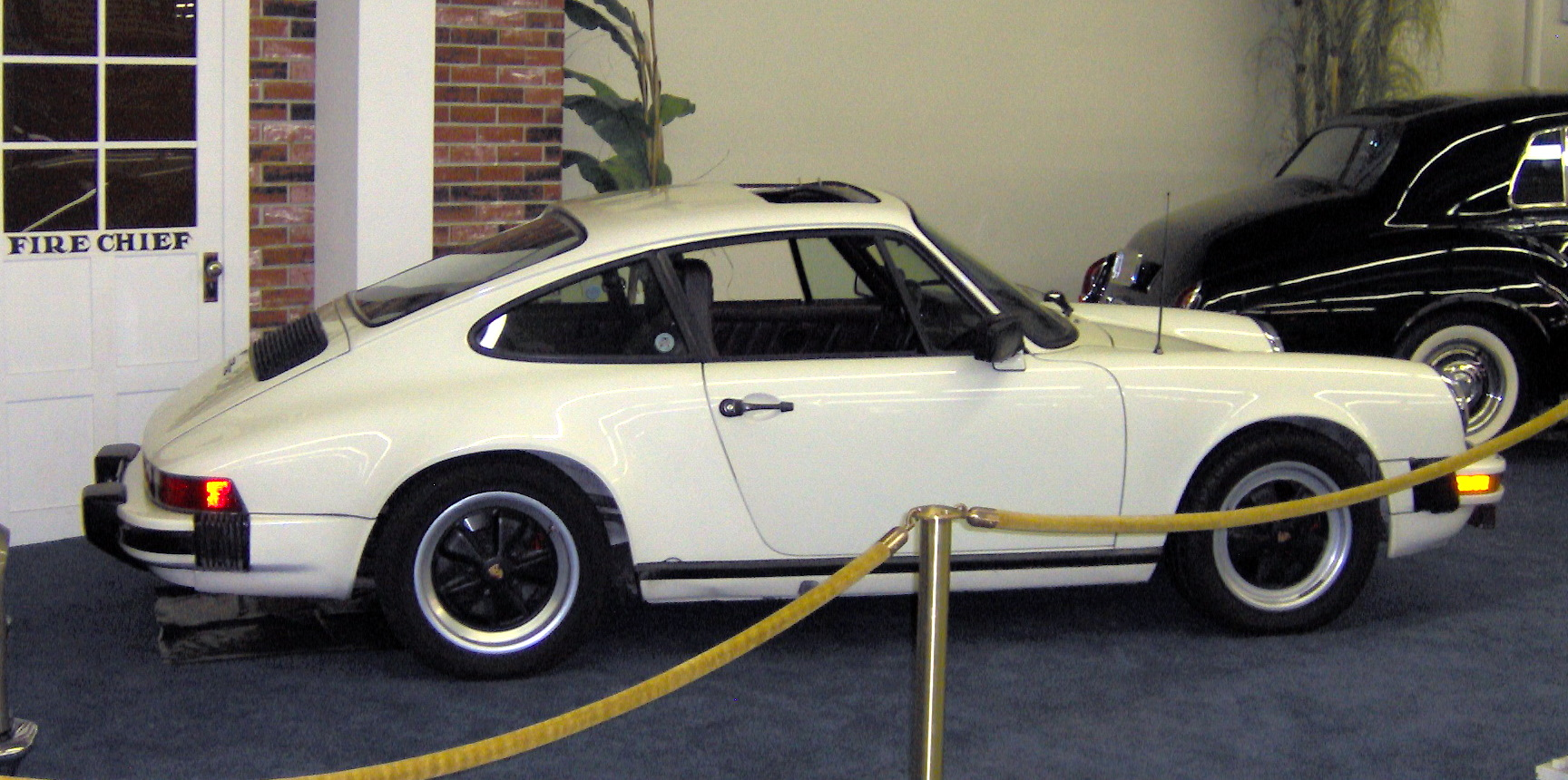
Porsche 911 SC 1983 года, вид сбоку.

Атмосферный мотор объемом 3.0 л тип-930 для Европы модернизирован: повышена степень сжатия под бензин АИ-95, перекалиброван главный механический распределительный блок системы питания. Мощность возросла до 204 л.с. (150 КВт) со смещением вверх по оборотам.
Департамент послепродажного обслуживания Porsche разработал для энтузиастов новый кузов, получивший название «Flachbau» (он же Flatnose или «плоский нос»). Суть обвеса сводилась в придании гражданскому 911 максимального сходства с гоночным Porsche 935 — с его плоским покатым носом с скрытыми фарами, расширенными порогами, вентиляционными прорезями перед задними колёсными арками и прочим. Объем работ по установке кузова были достаточно велики, поэтому переделка была возможна только в условиях сертифицированной СТО. Обвес пользовался спросом — общее количество переделанных таким образом машин за последующие годы составляло не меньше тысячи. Однако данный обвес был не доступен как опция на новой машине при заказе с завода вплоть до 1987 года.
Моторы и модели:
- Объем 3.0 л, 204 л.с. — 911 SC
- Объем 3.3 л, 300 л.с. — 911 Turbo (для рынка Европы и Канады)
- Объем 3.0 л, 180 л.с. — 911 SC (для рынков США и Японии)

1982 год 
- Объем 3.0 л, 204 л.с. — 911 SC
- Объем 3.3 л, 300 л.с. — 911 Turbo (для рынка Европы и Канады)
- Объем 3.0 л, 180 л.с. — 911 SC (для рынков США и Японии)

1983 год 
На безнаддувной модели к заказу стал доступен кузов кабриолет, впервые с 1965 года. Комплектация кузова была возможна как жёстким съёмным верхом, так и складным мягким, также предлагался кожаный салон, кованые диски и аудиосистема. На заказ была доступна версия 911 turbo мощностью 330 л.с. с четырехтрубным выхлопом и дополнительным масляным радиатором.
- Объем 3.0 л, 204 л.с. — 911 SC
- Объем 3.3 л, 300 л.с. — 911 Turbo
- Объем 3.0 л, 180 л.с. — 911 SC (для рынков США и Японии)

1984 год, E-programm
Вторая комплексная модернизация машины. Ситуация 1980-1983 годов, когда компания Porsche заканчивала финансовый год либо в минимальной прибыли, либо в убытках, по причине провальных продаж моделей 924 и 928, дала Porsche 911 вторую жизнь. Новый топ-менеджер компании Петер Шульц дал «зелёный свет» программе модернизации, которая была окончательно готова к внедрению в серию в конце 1983 года. В этот раз более серьёзным техническим изменениям подверглась, как наиболее продаваемая, именно безнаддувная модель.

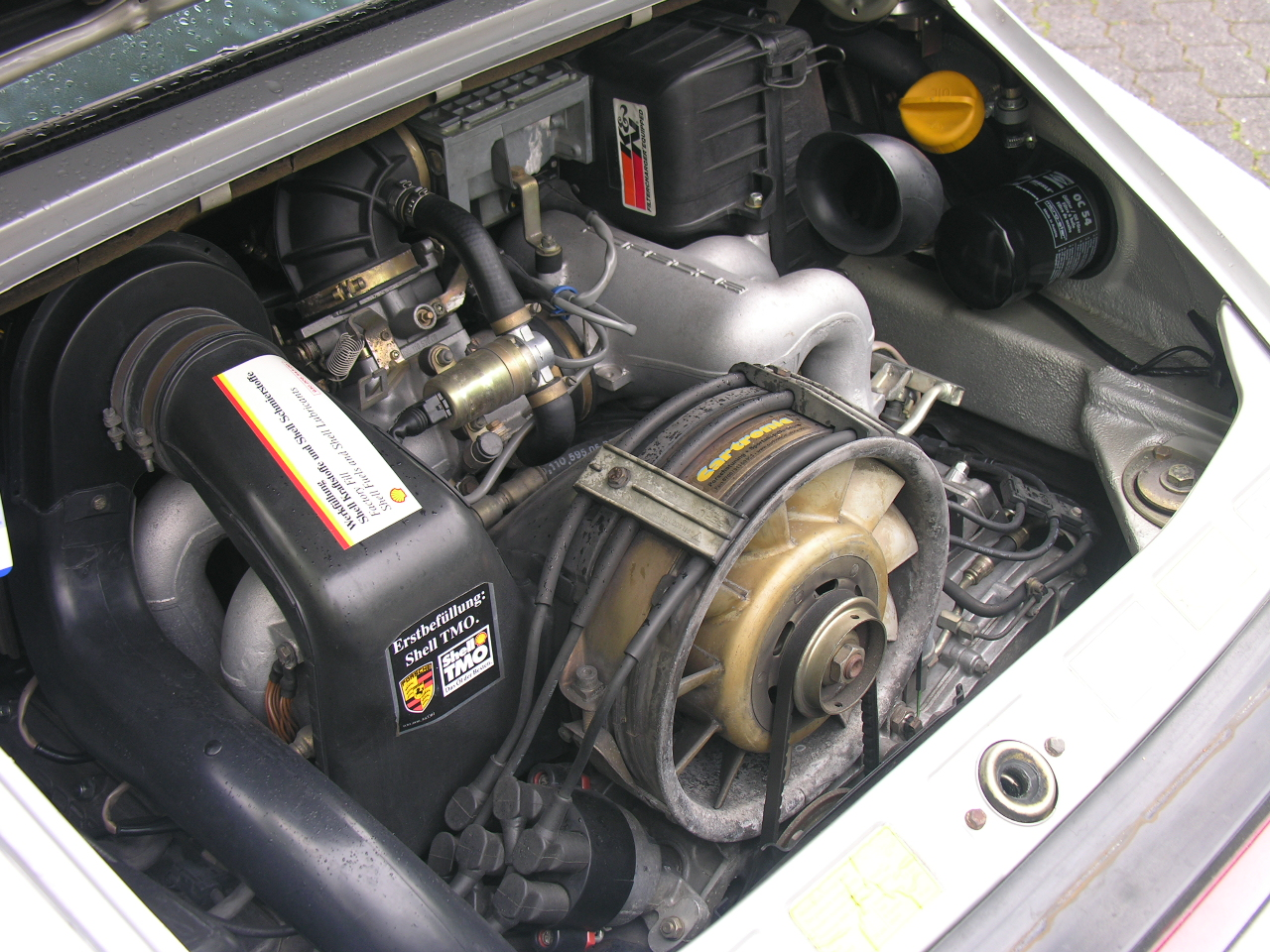
Безнаддувный мотор 3.2 л с системой питания Bosch L-Jetronic

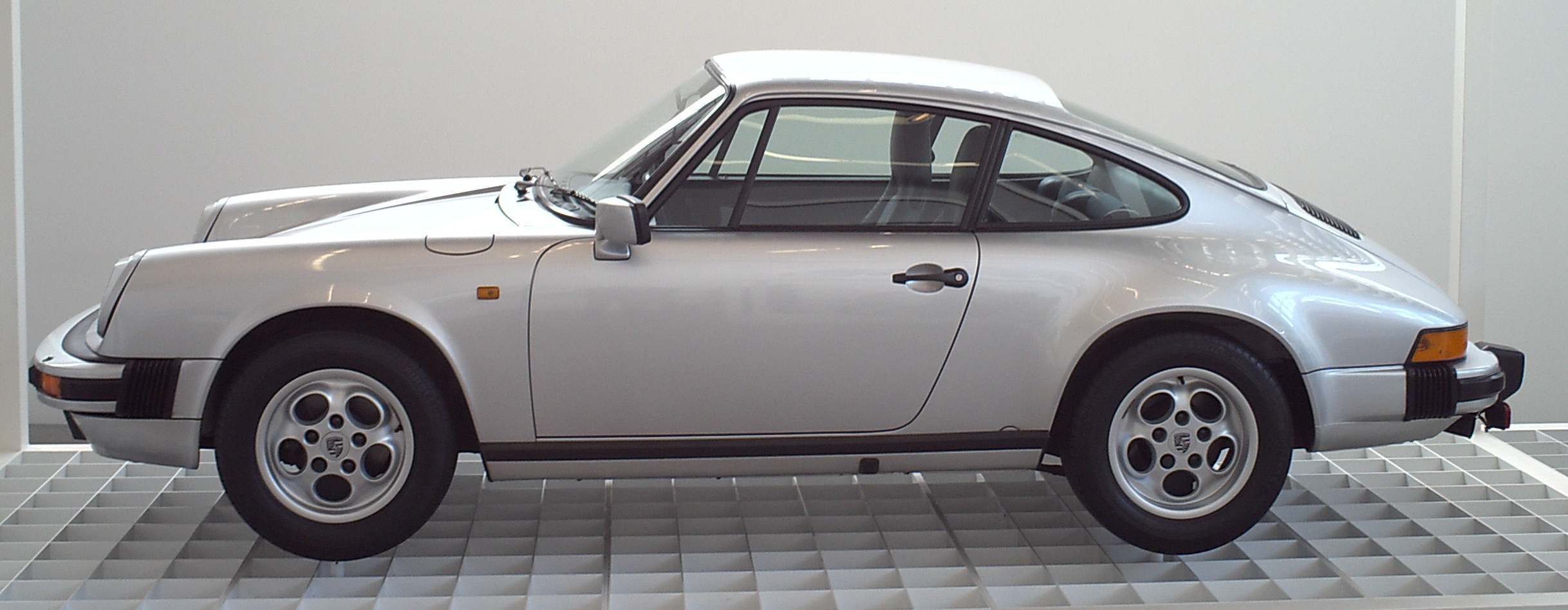
911 Carrera 1984 года

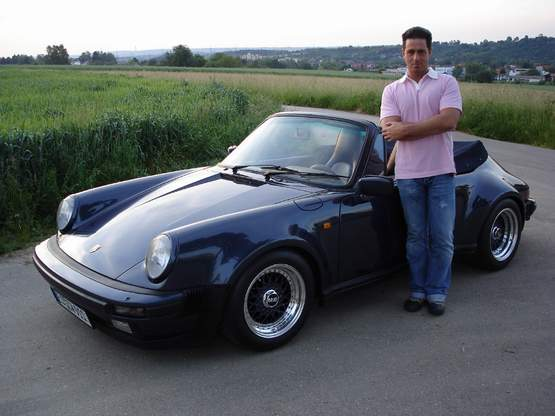
911-й — небольшая машина.

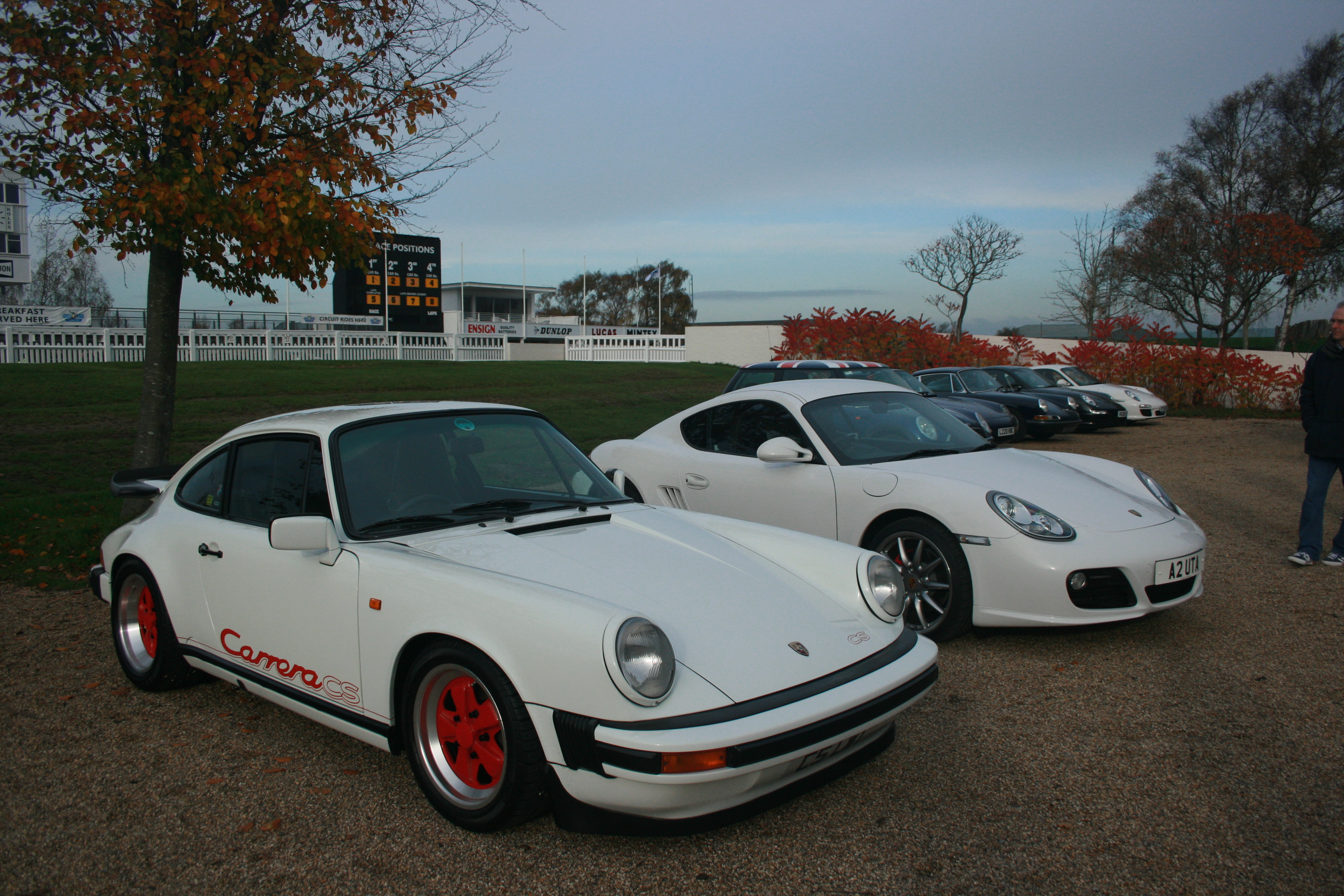
911 Carrera CS и Porsche Cayman

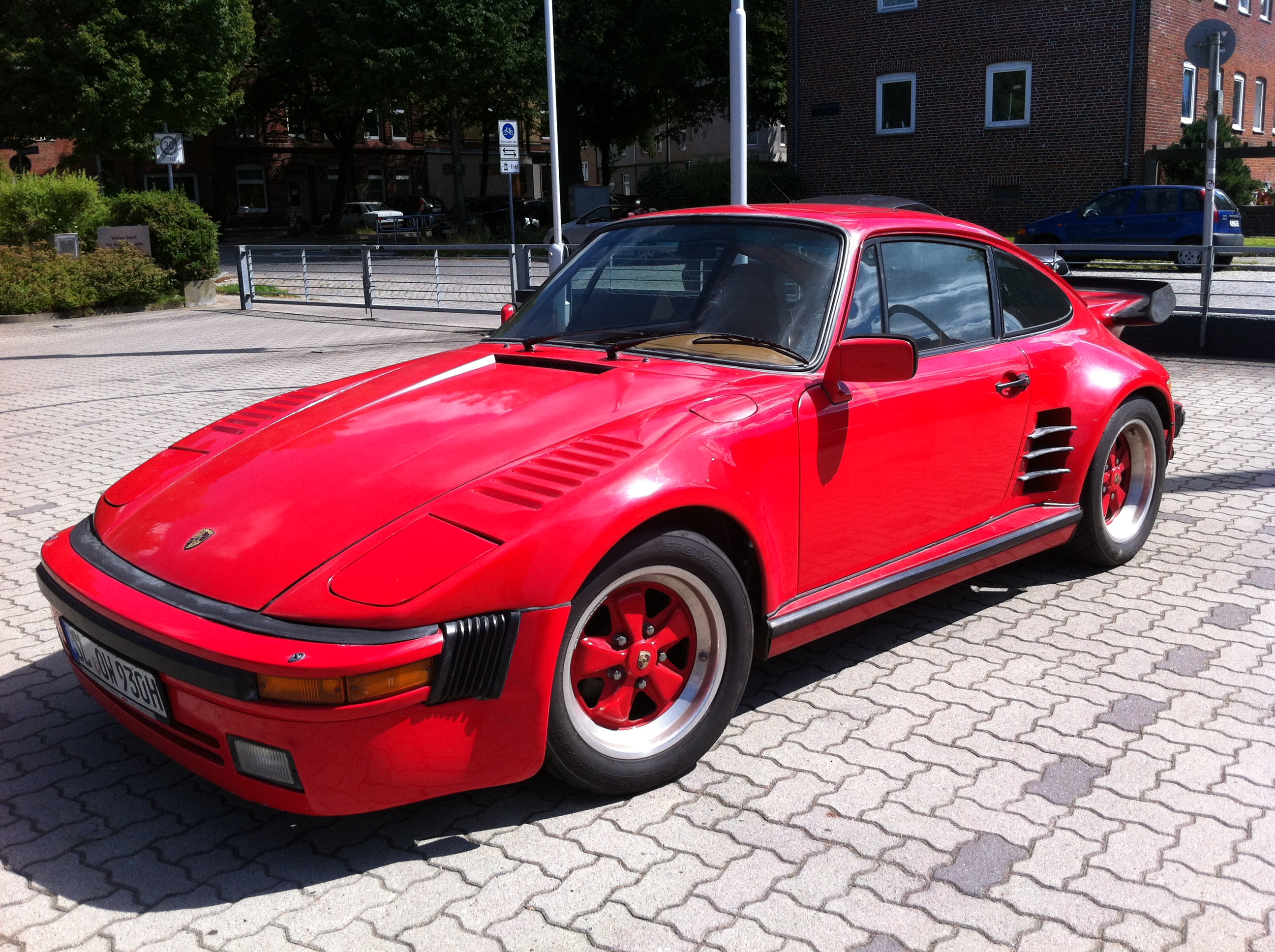
Оригинальный кузов и обвеса «flachbau»

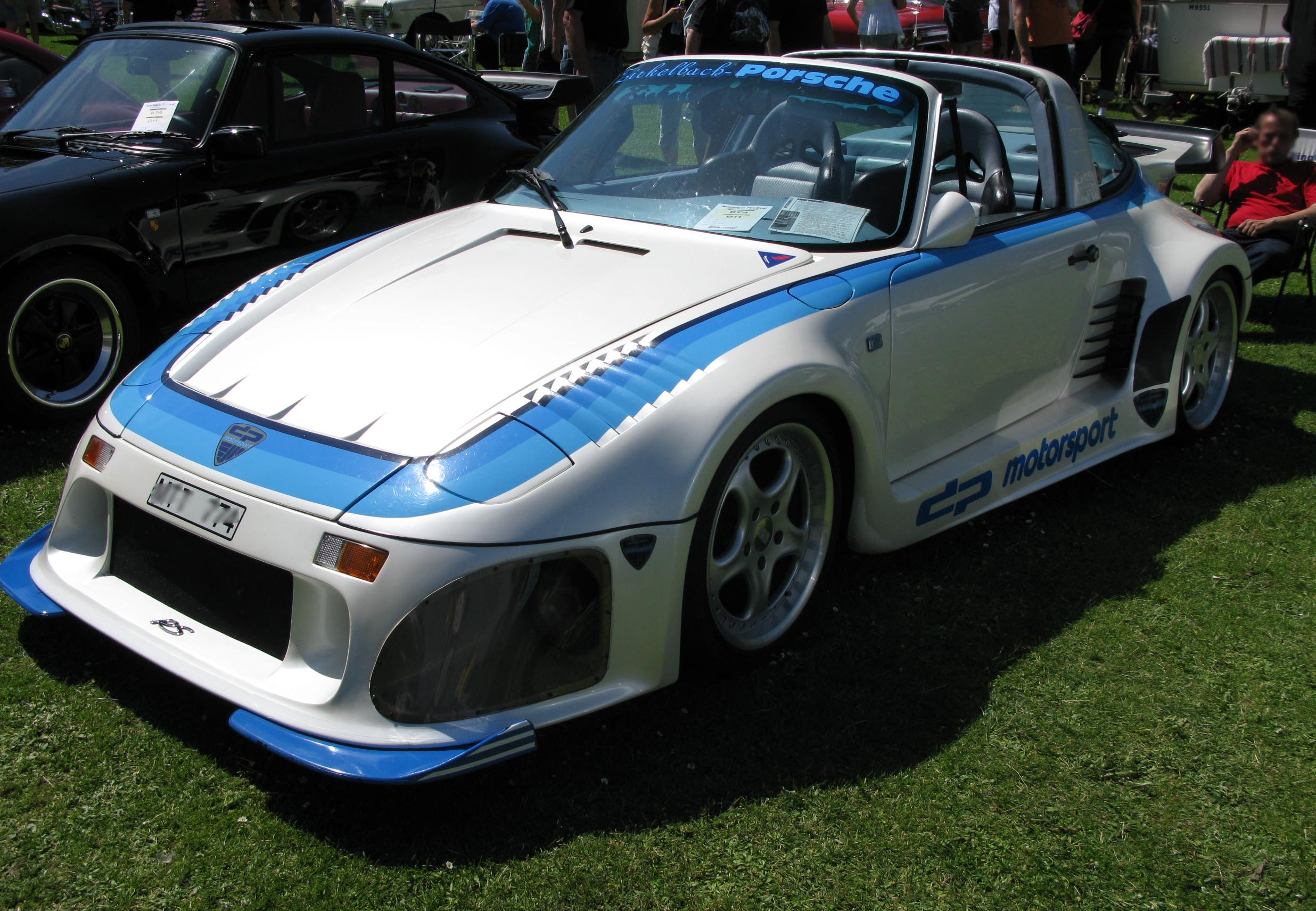
Тюнинговый кузов и обвеса «flachbau»

На основе блока цилиндров 1978 года в производство запущен новый безнаддувный мотор объемом 3.2 л тип-930. Использованы цилиндры от предыдущего мотора (диаметром 95.0 мм). Фактический рабочий объём мотора — 3164 см³. Мощность базовой версии — 231 л.с. (170 КВт). Литровая мощность — 73.0 л.с./литр. Была применена новая микропроцессорная система управления Bosch L-Jetronic с двумя встроенными впускными коллекторами, электронным датчиком расхода воздуха, отдельным коммутатором на систему зажигания. Мотор сразу получил две версии исполнения: базовую — 231 л.с. для всех стран, кроме США, Канады и Японии; «экономичную» — 206 л.с. для США, Канады и Японии. Никаких отличий друг от друга в механической части моторов не было: обе версии были под бензин «АИ-95», но отличались прошивкой контроллера и конструкцией выпускной системы — для рынков Америки и Японии впервые на 911-м появился трёхкомпонентный катализатор и один датчик кислорода. На базовом моторе для некоторых стран оставили воздушный насос для подачи воздуха в систему выпуска.
Турбомотор объемом 3.3 л тип-930 остался без изменений. Но для него спортивным департаментом Porsche выпущен в продажу тюнинг-комплект для повышения мощности: иной перепускной клапан Wastegate и перекалиброванный главный механический распределительный блок системы питания. Заявленная мощность мотора после переделки заявлялась 330 л.с. (244 КВт). Как и в случае 1981 года кузов«Flachbau» и форсированный турбомотор невозможно было заказать сразу при покупке новой машины с завода.
Был произведен рестайлинг обеих кузовов: изменены передний и задний бамперы, интегрированы в передний бампер противотуманные фары, изменены передний спойлер и заднее антикрыло и светотехника. Интерьер салона остался прежним, но расширился список опций: стали доступны сиденья с электрорегулировками, круиз-контроль, центральный замок, антенна с электроприводом.
Индекс SC в обозначении безнаддувных 911-х был наконец отменён, а рынку вновь было предложено название Carrera. Вместе с новым, более мощным мотором в базовой комплектации Carrera появились профилированные сиденья и центральная консоль, до это применявшиеся только на 911 Turbo. Также, новые 911 Carrera 3.2 стали возможны к заказу в варианте исполнения «turbo-look» («выглядящая как турбо») — 911 Carrera в кузове от 911 Turbo, в том числе в новых кузовах кабриолет и тарга (настоящие Turbo пока оставались только в кузове купе). Вариант исполнения turbo-look в общем был доступен до конца выпуска второго поколения в 1989 году. Наибольшим спросом пользовался в основном на рынках США и Великобритании.
Технические особенности моделей 1984 − 1989 годов:
911 Turbo
Комплектация: кузов тип-930 купе; мотор объемом 3.3 л тип-930 1978 года, система питания K-Jetronic, интеркулер; четырёхступенчатая МКПП; передние и задние тормоза с четырёхпоршневыми суппортами и перфорированными тормозными дисками; колёса шириной 8' или 9'х16'.
911 Carrera 3.2
Комплектация: два кузова тип-911 и тип-930 для исполнения «turbo-look», в вариантах купе/тарга/кабриолет; мотор объемом 3.2 л тип-930 без наддува, система питания L-Jetronic; пятиступенчатая МКПП; передние и задние тормоза с однопоршневыми суппортами и одностоставными тормозными дисками; колёса шириной 6' или 7'х16' для кузовов тип-911 и 8' или 9'х16' для кузовов тип-930 под исполнение «turbo-look».
Моторы и модели:
- Объем 3.2 л, 231 л.с. — 911 Carrera 3.2
- Объем 3.3 л, 300 л.с. — 911 Turbo (все страны продаж, кроме США, Канады и Японии)
- Объем 3.2 л, 206 л.с. — 911 Carrera (для рынков США, Канады и Японии)

1985 год 
- Объем 3.2 л, 231 л.с. — 911 Carrera 3.2. Дополнительный масляный охладитель под передним бампером.
- Объем 3.3 л, 300 л.с. — 911 Turbo
- Объем 3.2 л, 206 л.с. — 911 Carrera (для рынков США, Канады и Японии)

1986 год 
Возврат модели 911 Turbo на рынок США. Степень сжатия была повышена и рассчитана на бензин «АИ-95». В систему выпуска  добавлен дополнительный глушитель и чуть более производительная система подачи воздуха в выпускные коллекторы для дожига топлива. Модель не было разрешено продавать в штате Калифорния.
Модель 911 Carrera 3.2 вместе с кузовами «turbo-look» получила и ходовую часть от турбо-модели.
Моторы и модели:
- Объем 3.2 л, 231 л.с. — 911 Carrera
- Объем 3.3 л, 300 л.с. — 911 Turbo
- Объем 3.2 л, 206 л.с. — 911 Carrera 3.2 (для рынков США, Канады, Японии и Австралии)
- Объем 3.3 л, 284 л.с. — 911 Turbo (для рынка США)

1987 год, H-programm
Второй рестайлинг обоих кузовов: минимальные изменения внешности. Впервые в качестве опции доступна АБС.
Модель 911 Carrera 3.2 получила облегченный вариант CS (ClubSport): максимально упрощённый интерьер, минимум опций, отсутствие кондиционера. Общий вес был снижен на 100 кг. Коробка передач для Carrera 3.2 была заменена на новую пятиступенчатую Getrag G50 с гидроприводом сцепления.
Модель 911 Turbo впервые стала доступна в кузовах тарга и кабриолет. Модель Turbo официально получила вариант исполнения кузова «Flachbau». Комплектация: кузов тип-930 стандартное шасси turbo, передние крылья с скрытыми фарами и вентиляционными отверстиями, передний бампер с имитацией интеркулера, задние крылья с вертикальной вентиляционной прорезями для охлаждения моторного отсека, расширенные до габарита задних крыльев, пороги под имитацию граунд-эффекта; стандартный турбомотор объемом 3.3 л тип-930. Вариант также был доступен для кузовов купе, тарга и кабриолет.
Моторы и модели:
- Объем 3.2 л, 231 л.с. — 911 Carrera 3.2, 911 Carrera CS
- Объем 3.3 л, 300 л.с. — 911 Turbo (только бензин АИ-95)
- Объем 3.2 л, 218 л.с. — 911 Carrera 3.2 (для рынков стран, требующих наличия на новой машине катализатора)
- Объем 3.3 л, 286 л.с. — 911 Turbo (для рынка США)

1988 год, I-programm
- Объем 3.2 л, 231 л.с. — 911 Carrera 3.2, 911 Carrera CS
- Объем 3.3 л, 300 л.с. — 911 Turbo
- Объем 3.2 л, 218 л.с. — 911 Carrera (для рынков стран, требующих наличия на новой машине катализатора)
- Объем 3.3 л, 286 л.с. — 911 Turbo (для рынка США)

1989 год, J-programm

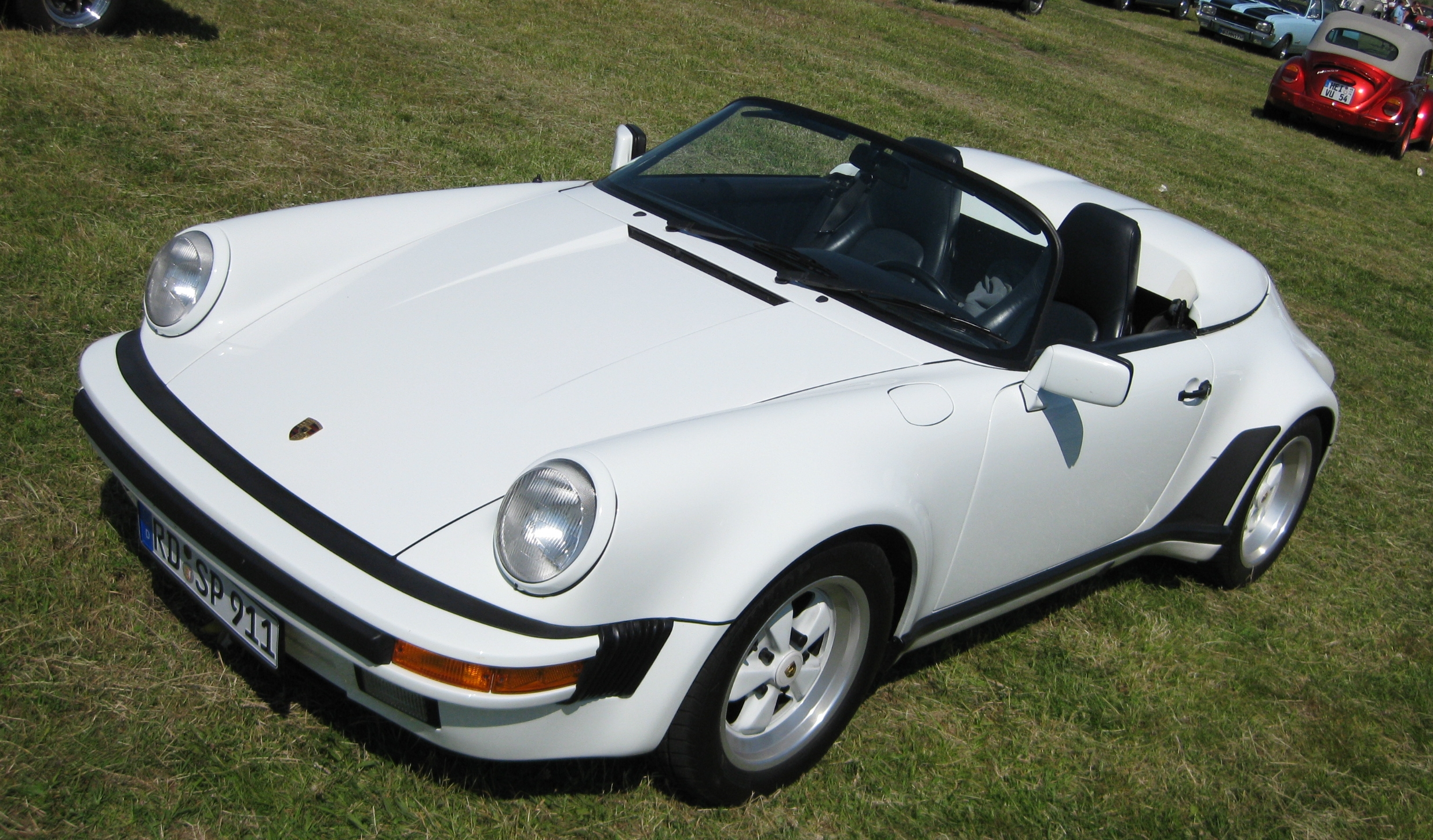
911 Carrera speedster.

Последний год выпуска классического 911 Carrera. Для 911 Turbo коробка передач была заменена на новую пятиступенчатую Getrag G50 с гидроприводом сцепления. Начат параллельный выпуск новой модели Porsche 964.
Модель Carrera в кузове кабриолет получила бюджетный вариант «speedster» . Особенности: открытый кузов «turbo-look», но без заднего антикрыла и «детских» сидений (вместо них машина имела задний багажник); более наклоненное лобовое стекло; кованые колесные диски, стандартный мотор объемом 3.2 л 231 л.с.; отсутствовал кондиционер, минимальный электропакет в салоне. Машина была трибьютом легендарной модели Porsche 356 Speedster. Было выпущено 2104 автомобиля.
Моторы и модели:
- Объем 3.2 л, 231 л.с. — 911 Carrera 3.2, 911 Carrera CS
- Объем 3.3 л, 300 л.с. — 911 Turbo
- Объем 3.2 л, 218 л.с. — 911 Carrera (для рынков стран, требующих наличия на новой машине катализатора)
- Объем 3.3 л, 286 л.с. — 911 Turbo (для рынка США)

1990 год
Последний год выпуска классического 911. В основном это были машины 911 Turbo, для рынка США. Итого модель находилась 26 лет в производстве.
Общий объём выпуска машин второго поколения в обоих кузовах (тип-911 и тип-930) составил 193605 штук, включая 18770 штук 911 Turbo, 12633 штук 911 SC и 76000 911 Carrera 3.2.

## Переходные модели
К середине 80-х годов в компании Порше назревала необходимость в выпуске новой модели. Однако, не было понятно, какой должна быть эта модель. У компании были автомобили, который неплохо продавались, и это был Porsche 924/944. Но эти автомобили были плодом сотрудничества с Volkswagen, с которым у фирмы была далеко не простая история отношений. Собственная модель Porsche 928, разработанная ещё в 1970-х, была слишком дорогой для массового покупателя. Эти машины с каждым годом устаревали, так как появлялись все новые японские и немецкие конкурирующие модели. Porsche 959 были скорее шоу-карами, чем серийными автомобилями.  Но в чём-то архаичный заднемоторный 911-й, который по первоначальному плану должен был быть снят с производства ещё в конце семидесятых, продавался не менее успешно, чем в начале своего выпуска. 
Но и останавливать 911 в развитии было нельзя. Во-первых, динамические способности мотора уже давно перекрыли возможности достаточно простого шасси 911/930, вся техническая модернизация которого закончилась ещё в середине семидесятых установкой четырёхпоршневых тормозных суппортов, и всё что предлагалось с тех пор — это более широкие шины и небольшие аэродинамические обновления. Радикально устарела и конструкция кузова. Новые требования к пассивной безопасности, активно внедряемые NHTSA, и неспособность кузова конструкции 60-х годов выдержать краш-тест могли привести к запрету на продажу модели в США.
При всём этом, рыночный спрос на машину, разработанную почти четверть века назад, был стабильно высоким, несмотря на высокую цену. Фанатов модели не отпугивали никакие врождённые недостатки конструкции тех лет, а спортивная слава модели, нонконформистская внешность и качество исполнения  находили новых поклонников, даже далёких от спорта и экстремальной езды. И наоборот, объёмы продаж двух других гражданских моделей, которыми компания когда-то предполагала заменить 911-й,  Porsche 944 и особенно Porsche 928 не позволяли связывать с ними сколь-нибудь успешное будущее.
В результате, в ожидании появления принципиально новых моделей, выпуск 911-го решили продолжить, сохранив и внешность, и заднемоторную концепцию, и сам мотор воздушного охлаждения, но при этом активно использовать все открывающиеся новые технологические возможности и не тянуть с очередной модернизацией. Таким образом, за пять лет с 1988-го по 1993 год были спроектированы и запущены в производство две новые модели. И расчет оказался верным: годовые продажи каждой из двух переходных моделей были в среднем даже выше, чем классического 911. Обе они были по своему хороши и только укрепили славу Porsche.

### 1989—1994. Porsche 964

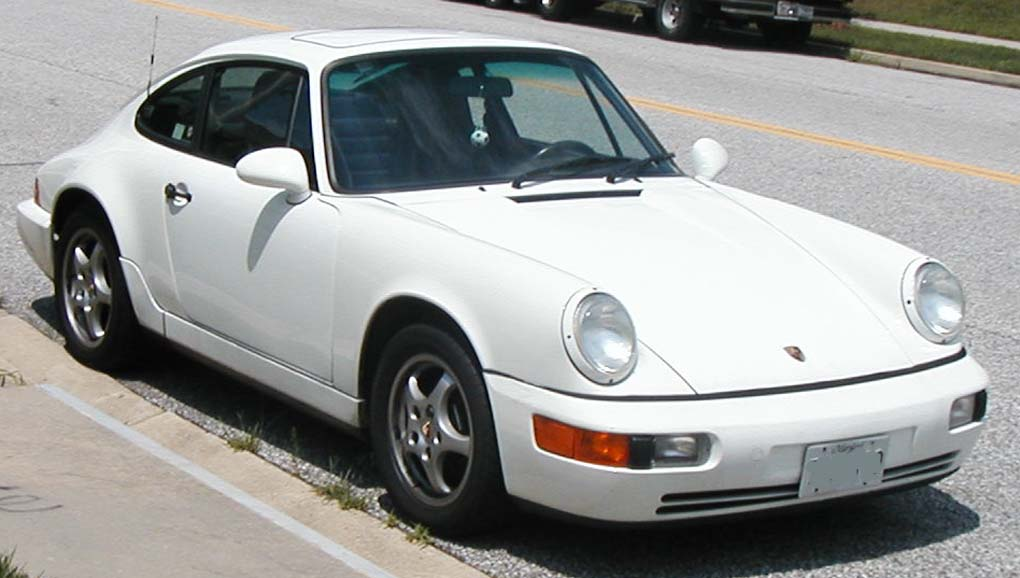
911 третьего поколения (Porsche 964).

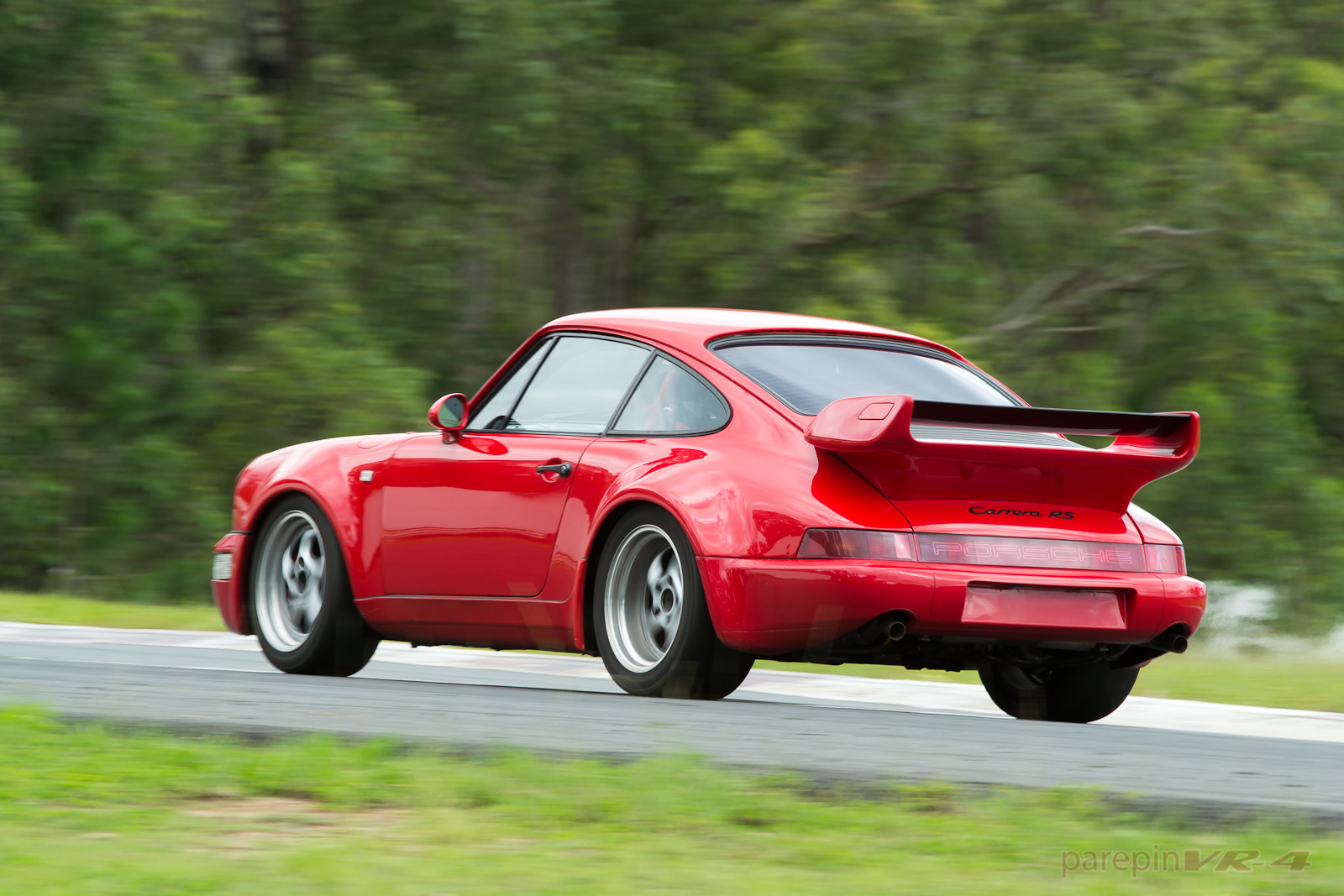
964 Carrera RS 3.8 с антикрылом

Программа «тип-964» была запущена в 1983  году, как разработка перспективной замены классическому 911. Её инициатором был топ-менеджер Porsche AG Петер Шютц. Машина была спроектирована в той же концепции: заднемоторная компоновка, оппозитный мотор с воздушным охлаждением. Однако сохраняя  общую идею, тип-964 стал глубокой модернизацией классического 911 под новые требования активной и пассивной безопасности, экономичности и более жёсткие экологические нормы. Машина была разработана с применением современных технологий и конструкций: продувка в аэродинамической трубе, компьютерное моделирование. В конструкции были применены более прочные стали и сплавы. Под новое шасси и более жёсткие нормы пассивной безопасности кузов подвергся существенно переработке в части внутренней структуры. На различных модификациях модели нашли своё применение такие инновации, как система полного привода, АКПП с электронным управлением, маршрутный компьютер, активные аэродинамические элементы, подушки безопасности. Рыночное обозначение новой модели было сохранено как Porsche 911, идентификационный номер (VIN) получил обозначение серии как «964». Модель в разных модификациях была представлена в коммерческой линейке Porsche c 1989 по 1994 год, и стала очередным успехом компании.  Было произведено 63 753 машин.
Создавая новую машину в старой концепции, конструкторы, насколько позволяли технологии того времени, попытались нивелировать врождённые недостатки заднемоторной машины, сделать её более дружелюбной к водителю любой квалификации. Тогда, в середине 80-х, после побед Audi Quattro в чемпионате мира по ралли, таким решением виделся полный привод, и новая модель стала изначально разрабатываться под него. В процессе создания инженеры перебрали несколько различных вариантов систем полного привода. Некоторые разработки вышли за пределы испытательного полигона в Вайссахе — как например, штучные 4x4 Porsche 953 для ралли-рейда Париж — Дакар и некоторые мелкосерийные Porsche 959. В итоге, была выбрана новая уникальная схема с гидросистемой высокого давления, электронным управлением, межосевым дифференциалом планетарного типа и быстродействующей гидравлической блокировкой межосевого и заднего межколёсного дифференциалов. Несмотря на факт того, что в конце 80-х годов многие фирмы стали выпускать полноприводные машины (в первую очередь ввиду необходимости омологации в чемпионате мира по ралли), системы полного привода от Porsche для своего времени были настоящей инновацией и не имели аналогов (по крайней мере, серийных).
Единым безнаддувным мотором для всех модификаций третьего поколения стал новый мотор с объемом 3.6 л тип-964. Мотор являлся дальнейшей эволюцией конструкции мотора 2.0 л тип-901 1964 года — та же общая концепция, то же межцентровое расстояние цилиндров. По сравнению с предыдущим мотором 3.2 л тип-930 на новом моторе были увеличены и диаметр цилиндра и ход поршня. Мотор получил систему питания Bosch E-jetronic,  две свечи зажигания на цилиндр, гидрокомпенсаторы в ГРМ и трёхкомпонентный катализатор в качестве неотъемлемого компонента выпускной системы. Итоговая мощность мотора составила 250 л.с., литровая — на уровне мотора 3.2 л тип-930 1987 года с катализатором. В этом едином исполнении мотор применялся на всех безнаддувных дорожных модификациях третьего поколения, кроме 911 Carrera RS 1992 года,  где за счёт индивидуальной прошивки мощность была доведена до 260 л.с.
Базовой  модификацией «программы тип-964» стала полноприводная 911 Carrera 4 (цифра «4» означала полный привод — 4 ведущих колеса). Её выпуск осуществлялся на новых мощностях завода в Цуффенхаузене и первые серийные экземпляры были готовы к концу лета 1988-го. Машина начала продаваться в Европе с осени 1988 года как модель 1989 года только в кузове купе и практически в одной комплектации, допускающей лишь небольшой пакет опций. Минимальное предложение выбора компенсировалось максимально широким ассортиментом предыдущего поколения. Машины 1990 года предлагались во всех трёх доступных кузовах: купе, тарга и кабриолет. Практически без модернизаций в таком виде 911 Carrera 4 выпускалась следующие пять лет.  Кузов типа «Speedster» появился на машинах 1993 года, а последние экземпляры сошли с конвейера летом 1994 года. Таким образом, в рыночной программе Porsche полноприводная модификация была представлена  около трети всего объёма выпущенных машин.
Однако система полного привода была многими была воспринята неоднозначно — несмотря на всю свою уникальность, она при экстремальной езде требовала определённого навыка, также многие фанаты предпочитали именно классический задний привод 911 модели. И с 1990 года была предложена заднеприводная модификация — 911 Carrera 2. Эта модификация выпускалась чуть больше четырёх лет, но несмотря на это, именно она стала самой массовой в третьем поколении — за ней чуть больше половины от общего выпуска всех машин «программы тип-964». Именно на этой модификации впервые в мировом автопроме покупателям была предложена другая инновация от Porsche — уникальная АКПП «Типтроник», способная работать как традиционная АКПП, так и имитировать секвентальную МКПП гоночных автомобилей. Также, обе модификации, и 911 Carrera 4 и 911 Carrera 2, получили ещё одну по-своему уникальную опцию — выдвижной задний спойлер, угол атаки которого определялся скоростью машины. 
Модификация 911 turbo была предложена рынку только с 1991 года. Двухгодовая задержка объяснялась давними планами компании выпустить отдельную самостоятельную модель на замену 911 turbo тип-930 — планами, в силу разных причин, так и не реализованными. Идея этой новой модели — полноприводной, с турбомотором водяного охлаждения и возможно, новой автоматизированной МКПП PDK — активно продвигалась инженерным департаментом ещё с 1984 года. Прототипы новой модели получили название Porsche 965, а планируемое рыночное название должно было быть Porsche 969. Новая модель должна была заменить  Porsche 959 (а в дальнейшем и 911) при более низкой цене. Но модель посчитали слишком дорогой, а главное — не имеющей подходящего мотора водяного охлаждения, которые ещё не были готовы. Porsche 965/969 сохранился в единственном экземпляре, который находится в музее Porsche по сей день. Иногда ошибочно Porsche 965 называют Porsche 911 Turbo третьего поколения.
После прекращения работ и закрытия «программы 965» в конце 1989 года в Porsche не осталось ничего иного, как адаптировать старый турбомотор объемом 3.3 л от предыдущего поколения в форсированной версии S под новые экологические требования и установить его на заднеприводное шасси Porsche 964.  С турбомотором объемом  3.3 л мощностью 320 л.с. модификация выпускалась примерно два года. 
В 1992 году была представлена версия 911 Turbo S. Машина имела лёгкий кузов и турбомотор 380 л.с.(280 кВт). Автомобиль получился очень динамичным, имел расширенный кузов, спортивные составные диски Speedline, и не имел гидроусилителя руля.

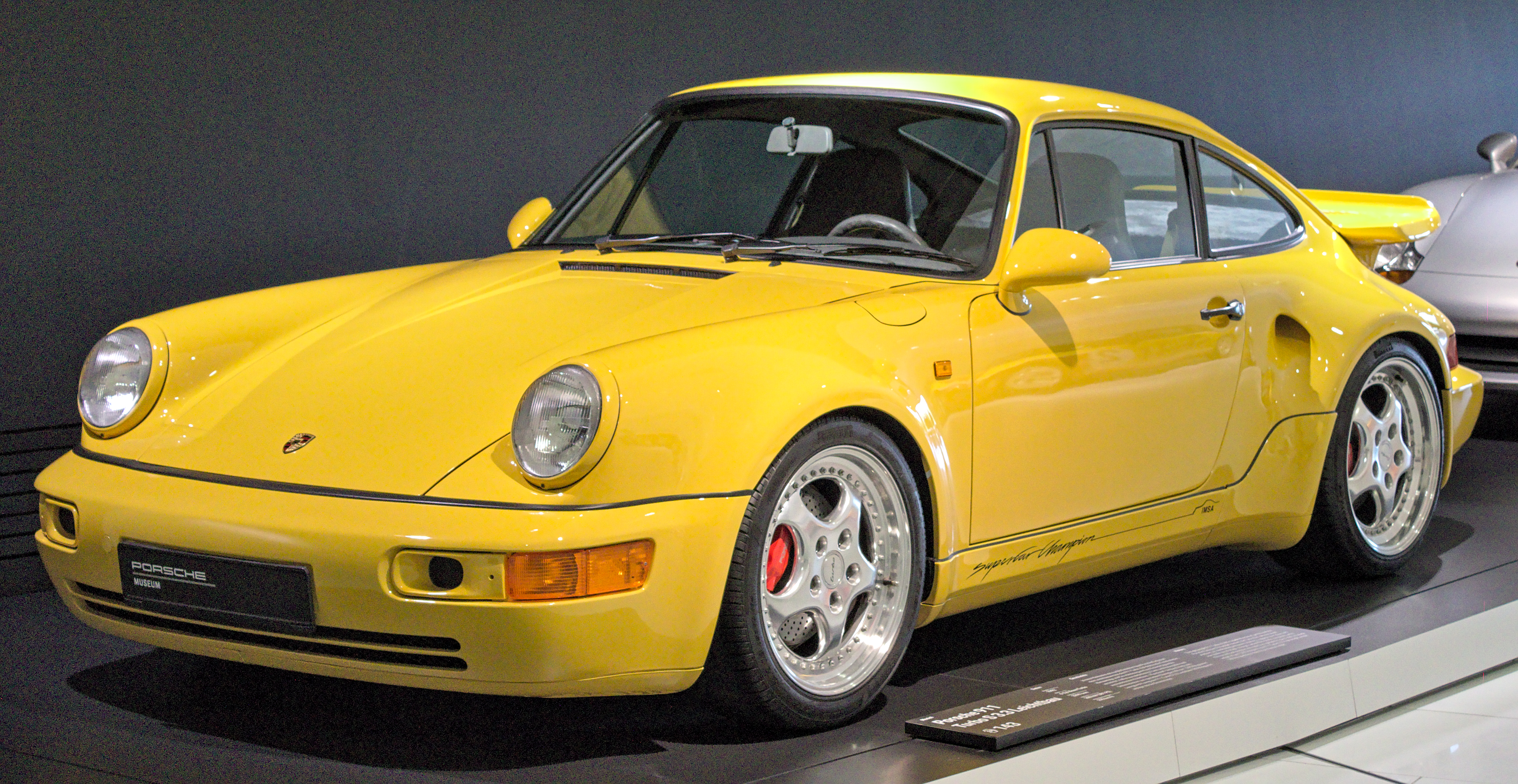
Porsche 911 Turbo S 1992 года. Отверстия в бампере - воздухозаборники для дополнительных масляных холодильников.

С 1992 изготавливались крайне редкие 911 RS 3.8 и 911 RSR 3.8 с безнаддувными моторами объемом 3.8 л. Автомобили предназначались для гонок на выносливость по версии ADAC.
С 1993 года 911 turbo получил новый турбомотор объемом 3.6 л тип-964, также с одним турбокомпрессором, но с впрыском Bosch E-jetronic и мощностью 360 л.с. Чтобы различать модели, модификации 1993 года присвоили индекс 911 turbo 3.6, в остальном  они были полностью идентичны. Модификация 911 turbo 3.6 также выпускалась два года. Общий объём производства нового 911 turbo за период 1991-1994 годов оказался достаточно небольшим — чуть более 5000 экземпляров.
За время своего производства модель получила шесть официальных гоночных модификаций для соревнований разного уровня и под различные омологационные требования: 911 Carrera 2 Cup coupe (1990), 911 Carrera 4 leightbau, 911 Carrera 2 Cup coupe (1992), 911 Carrera RSR 3.8, 911 turbo 3.6 IMSA-supercar, 911 turbo S Le-Mans GT. Модификация 911 Carrera 2 Cup стала родоначальником так называемого Немецкого Кубка Порше — многоэтапного соревнования, проводимого обычно перед отдельными этапами Формулы-1, существующего и поныне, заменившего Кубок Porsche 944 Turbo, в связи с прекращением выпуска автомобилей.
С 1994 года стали выпускаться автомобили следующего, четвертого поколения 911-го — Porsche 993. Выпуск заднеприводной модификации 911 Carrera 2 был свёрнут зимой 1993/1994 года, а 911 Carrera 4 и 911 turbo 3.6 выпускались до середины лета 1994 года, ввиду временного отсутствия подобных модификаций у нового поколения модели 911.

### Четвертое поколение. Porsche 993
Производство четвёртого поколения 911 началось в 1994 году. Новый кузов тип-993, уже не имел никаких общих деталей с 911 Classic. Фронтальная часть кузова переработана под очередные более жёсткие требования к пассивной безопасности. Модернизированный двигатель объемом 3.6 литров с предыдущего поколения был форсирован и получил обозначение  М64. Двигатель имел с ГРМ с гидрокомпенсаторами. Новая задняя подвеска стала четырёхрычажной вместо традиционной торсионной.
1994 год

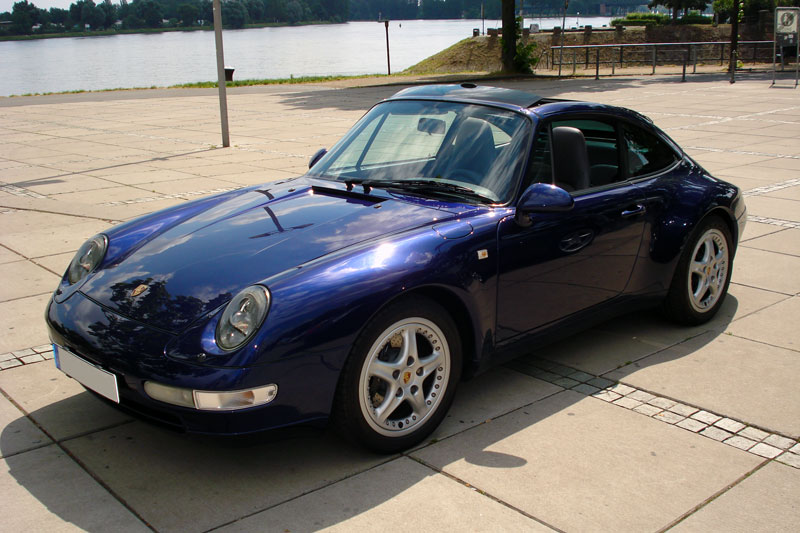
911 четвертого поколения.

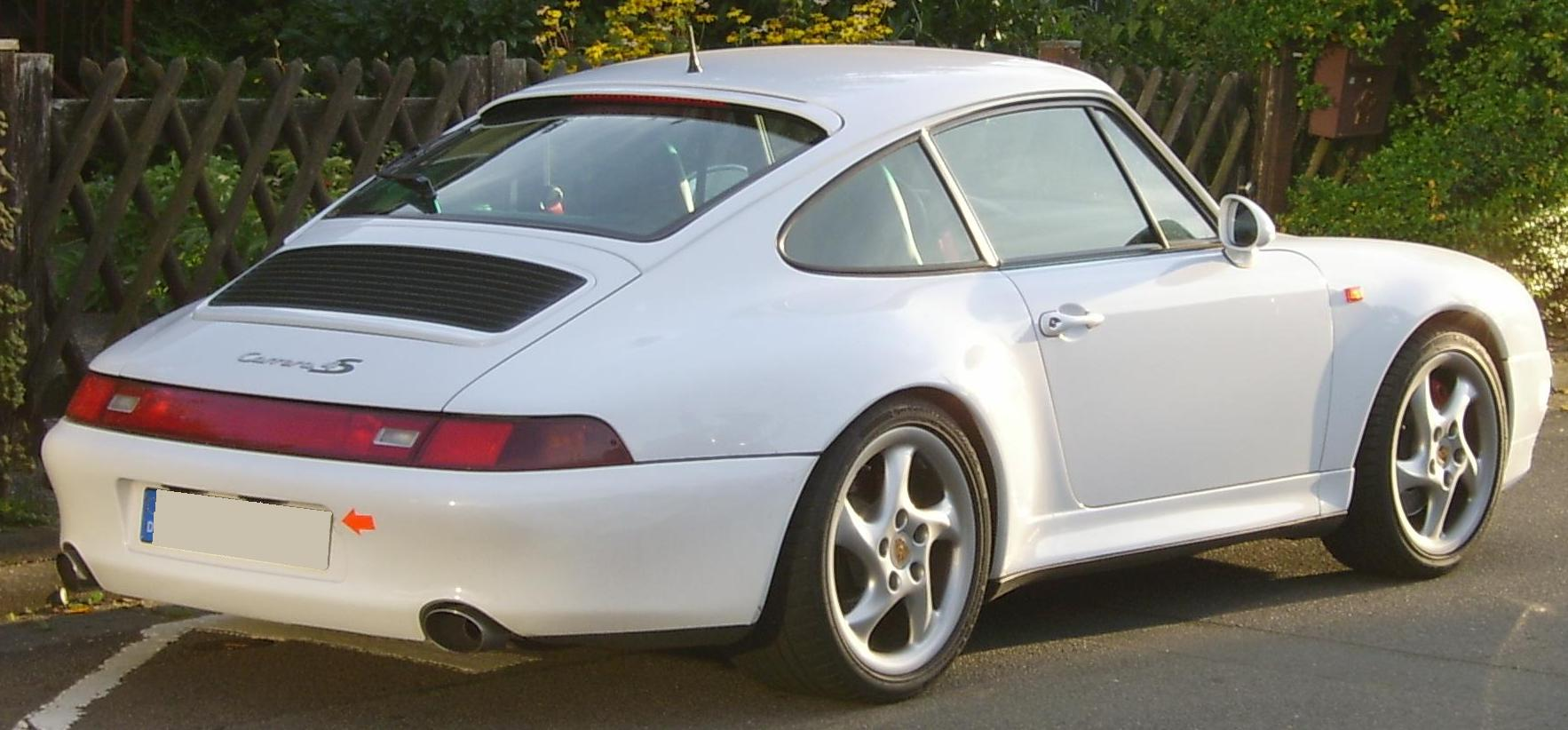
993 Carrera 4S2 вид сзади

Первый год выпуска модели. Базовая модификация Carrera 2 имела задний привод, на выбор предлагались шестиступенчатая МКПП или четырёхступенчатая АКПП «Типтроник».
1995 год
Начало выпуска полноприводной модификации Carrera 4 с базовым мотором М64 и вязкостной муфтой в системе полного привода, и Carrera RS с мотором М64 мощностью 300 л.с (221 кВт) за счёт увеличения объёма до 3.8 литра и применения системы VarioRam (впускной коллектор изменяемой геометрии). Версии с Tiptronic получили кнопки переключения передач на руле (Tiptronic S), что повысило популярность этой коробки, не пользовавшейся особым спросом.
Начат выпуск новой модификации 911 Turbo GT — дорожной версией гоночного автомобиля 911 GT2, которая была оснащена мотором М64 мощностью 408 л.с.с объемом 3.6 л и двумя турбокомпрессорами, электронным впрыском L-Jetronic, но без системы VarioRam и только с задним приводом и шестиступенчатой МКПП. Автомобиль имел спортивные сиденья и руль, усиленные тормоза, кондиционер, 18'' диски, особый облегченный кузов и гигантское антикрыло. Цена в 1995 году в Германии на модель 911 Turbo GT составляла 212 040 немецких марок.
1996 год

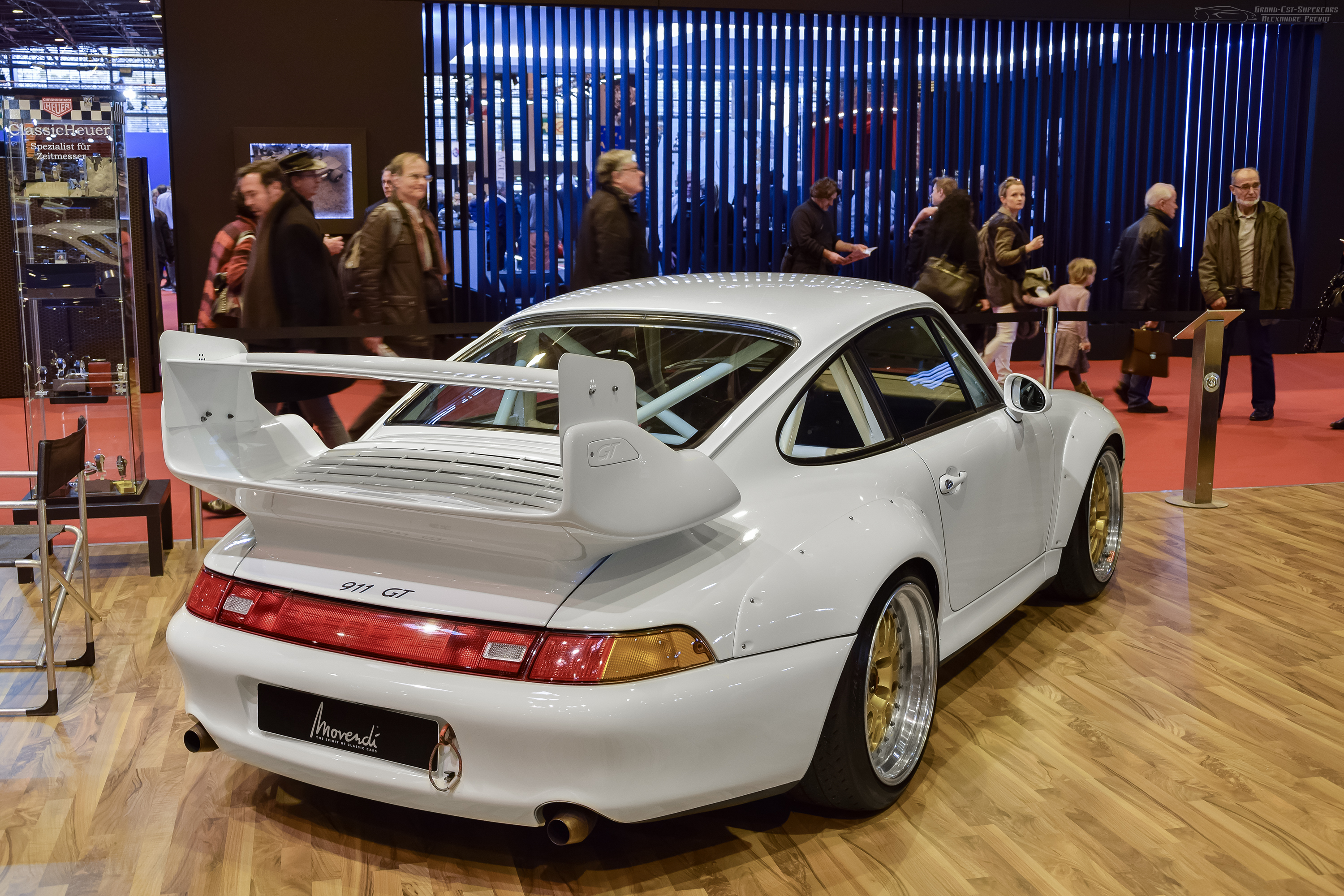
Porsche 993 GT2.

Все модификации  Carrera оснащаются моторами с системой VarioRam и прибавкой в мощности. Модификация Turbo остается без изменений. По итогам года закончен выпуск модификации Carrera RS с самым мощным серийным безнаддувным мотором воздушного охлаждения за всю историю 911 мощностью 300 л.с.
1997 год
Закончен выпуск обеих модификаций Carrera в связи с переходом на новое поколение 996 с моторами водяного охлаждения.
Используемые моторы:
- М64.05 — объем 3.6 л, 272 л.с., электронный шеститочечный впрыск L-Jetronic.
- M64.20 — объем 3.8 л, 300 л.с., электронный шеститочечный впрыск L-Jetronic, система Varioram.
- М64.60 — объем  3.6 л, 408 л.с., электронный шеститочечный впрыск L-Jetronic, 2 турбокомпрессора.
- М64.21 — объем 3.6 л, 286 л.с., электронный шеститочечный впрыск L-Jetronic, система VarioRam.

1998 год
Последний год выпуска последней модификации 911-го с самым мощным серийным турбомотором воздушного охлаждения — мощностью 408 л.с. Таким образом, с 1964 года мощность была повышена с 130 л.с до 408 л.с. при почти неизменных внешних габаритах. Эпоха моторов Porsche с воздушным охлаждением подошла к концу .
Общий объём выпуска автомобилей четвертого поколения составил 68839 штук. Общий объём выпуска моделей 911 с моторами воздушного охлаждения с 1964 года составил 407229 штук, включая четырехцилиндровые модели Porsche 912.

## Пятое поколение. Porsche 996

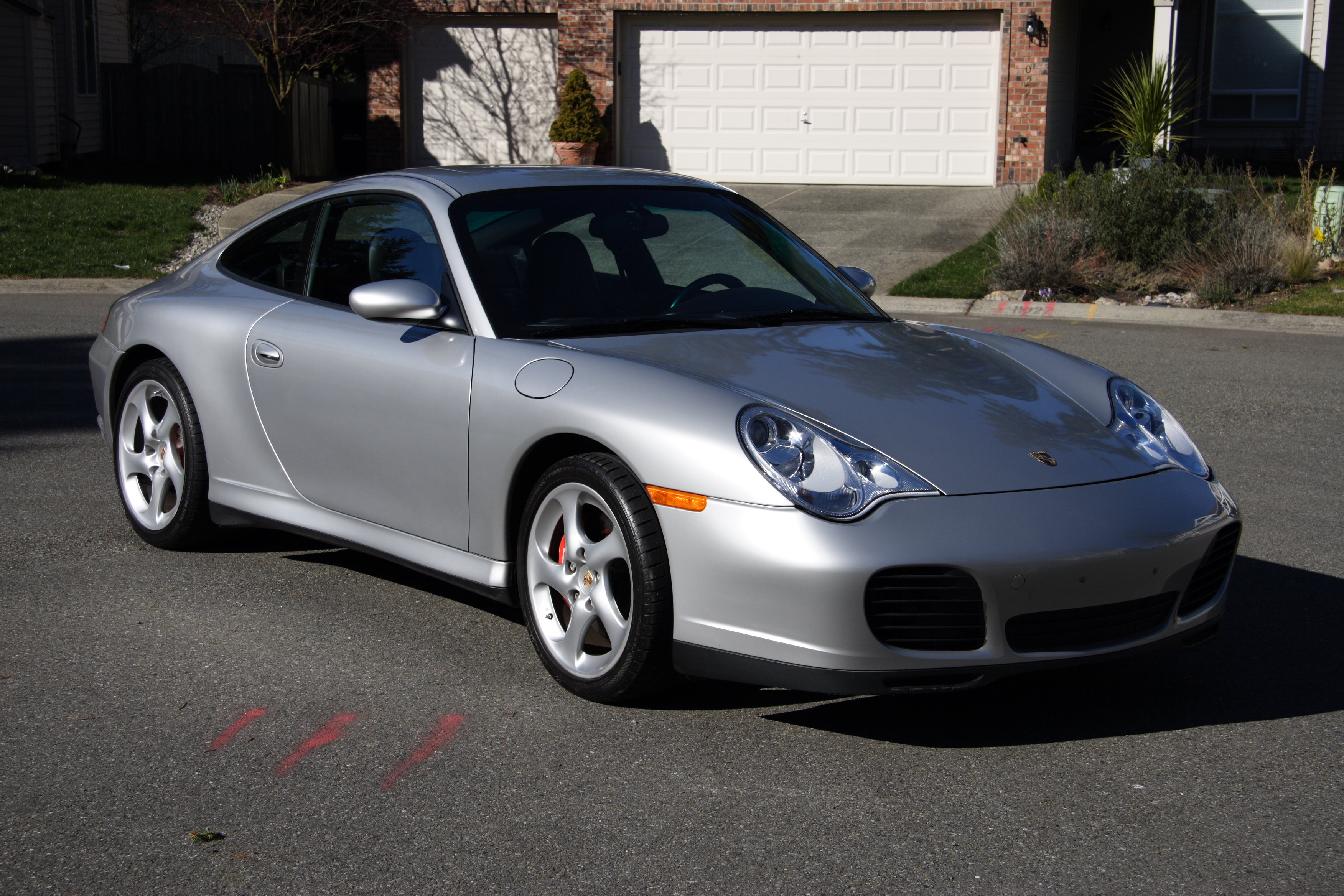
Porsche 911 пятого поколения (Porsche 996).

Пятое поколение модели 911 выпускалось с 1997 года.
Кузов модели для новой модели был спроектирован с нуля и не имеющий никаких общих деталей с предыдущими. По сути, это был первый действительно новый кузов с 1965 года.
Модель сохранила заднемоторную компоновку, но не традиционные двигатели воздушного охлажления. Новый оппозитный двигатель с водяным охлаждением модели М96 имел четыре клапана на цилиндр,  две 12-клапанные головки с двумя распредвалами для каждого полублока цилиндров. Распредвалы приводились цепью через промежуточный вал (IMS). К сожалению, разрушение подшипника промежуточного вала и последующая встреча клапанов с поршнями служила причиной многочисленных отказов двигателя. Автомобиль также получил новую переднюю и заднюю подвески.
Колесная база впервые была увеличена и стала больше на 100 мм. Кузов лишился классических передних крыльев с плавниками с фарами в виде «глаза жука». Новое оформление передка было общим с новой моделью Porsche Boxter, который собирали на той же производственной линии - почти плоский нос с ксеноновыми фарами расплывчатой формы, которым тоже нашлось название - "яичница". Так часто потом называли и все автомобили Porsche 996.

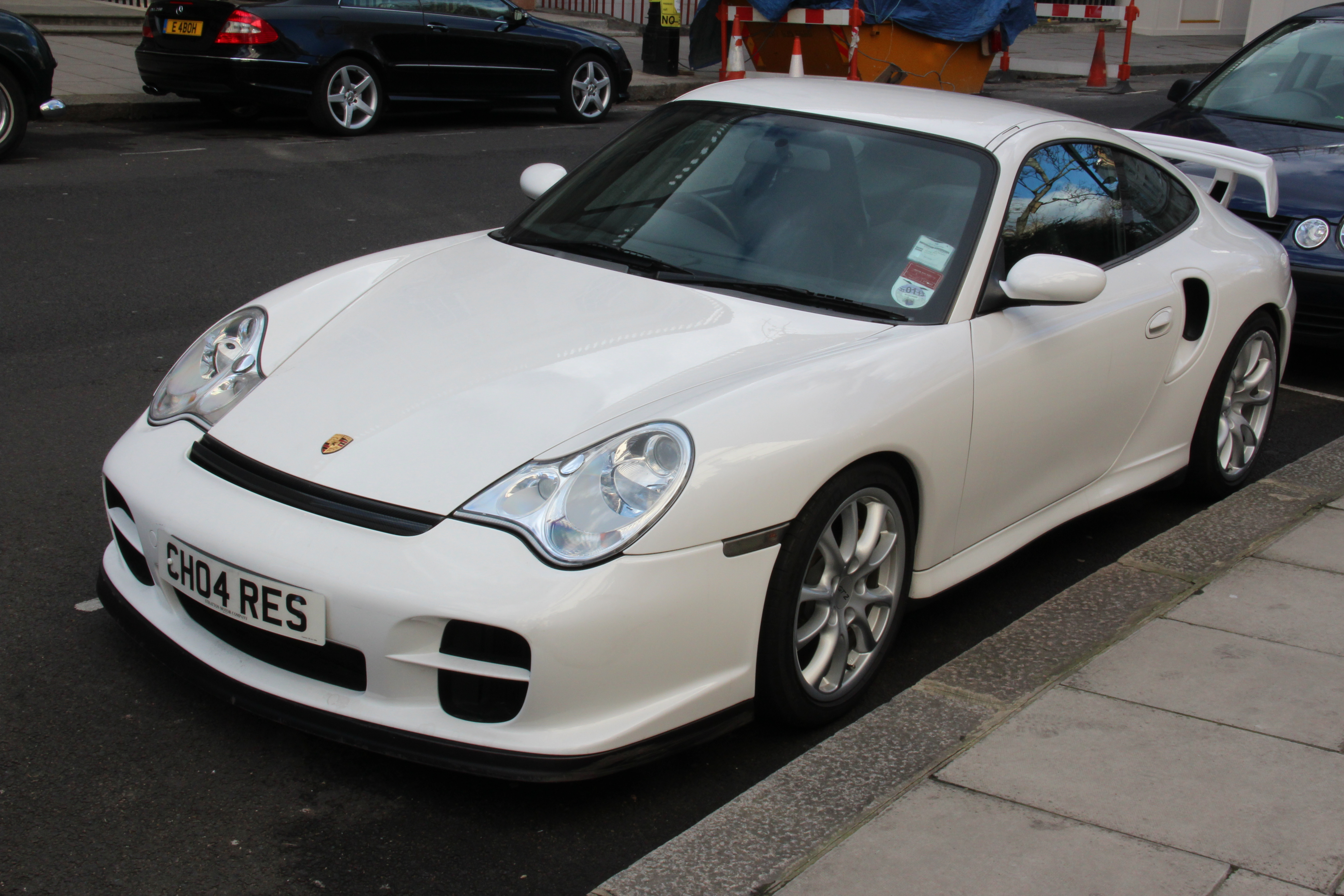
Porsche 911 GT2.

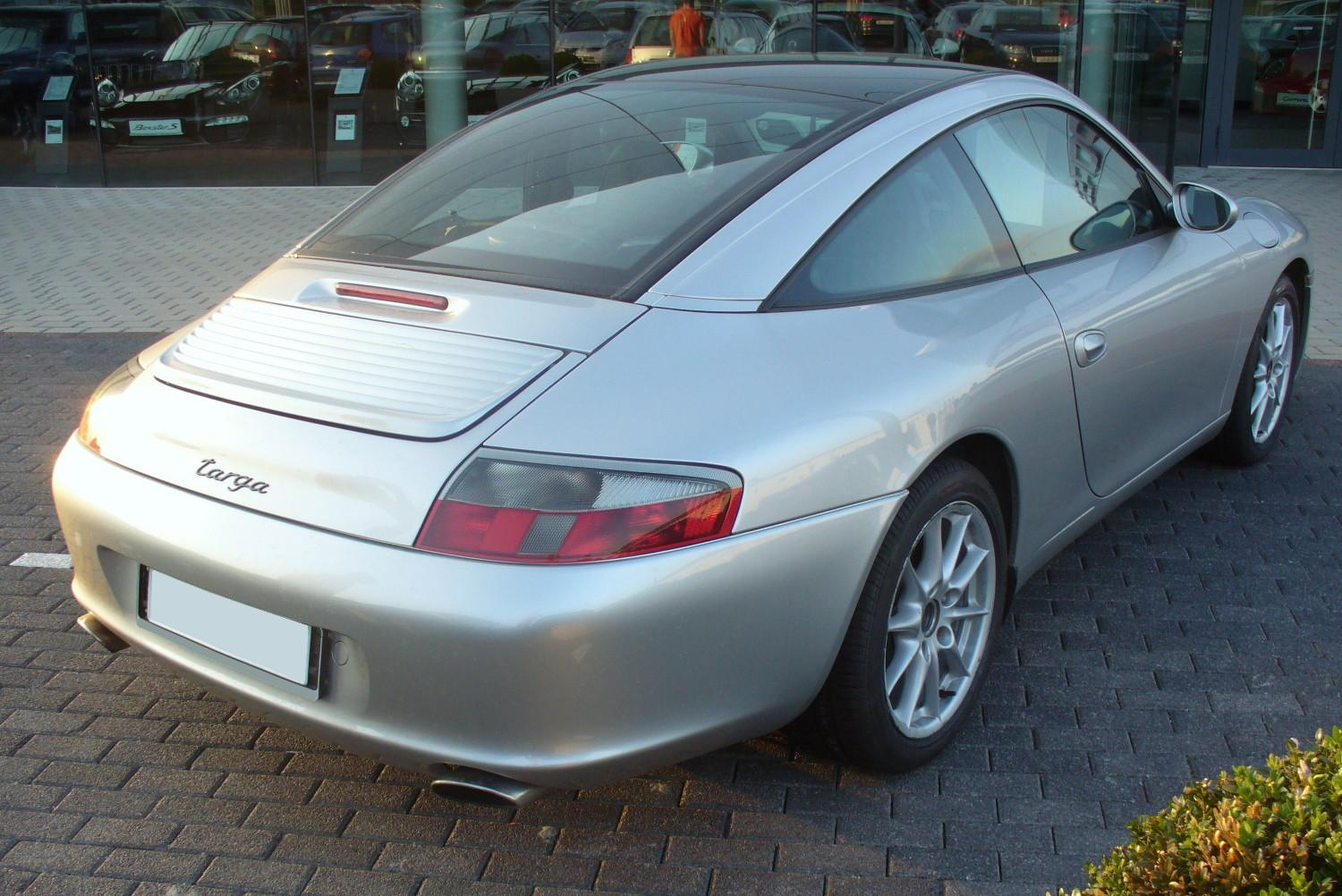
Porsche 911 Targa.

Базовая модификация 911 Carrera выпускалась только с шестиступенчатой механической коробкой передач. Салон стал совершенно иным - он стал шире, длиннее, просторнее. Натуральные отделочные материалы всё больше уступают место композитам и искусственной коже. Porsche 911 лишился части харизмы, но продолжал завоевывать рынок.
Версия с кузовом «кабриолет» была представлена в 1998 году. От предыдущего поколения главным отличием было наличие механизма складывания мягкой крыши. В случае опрокидывания автомобиля из подголовников задних сидений «выстреливались» дуги безопасности.
В 2000 году вышла в новая модель 911 Turbo с двигателем водяного охлаждения 420 л.с., на 16 л.с. больше, чем у предыдущего поколения. Время разгона 0-96 км/ч  составило 4,2 секунды, а максимальная скорость увеличилась до 305 км/ч. Модель оснащалась полным приводом, а также могла комплектоваться пятиступенчатой трансмиссией Tiptronic. 
В 2006 год появилась новая версия — 911 GT3. Модель оснащалась тем же двигателем, что и 911 turbo, но без наддува. Мощность атмосферного двигателя  составляла 360 л.с. Мотористам Porsche удалось раскрутить 3,6-литровый «боксер» до 8400 об/мин (хотя пик отдачи приходится на 7600 об/мин). Это самый высокооборотный атмосферный мотор в своем классе. И один из самых высокофорсированных — с удельной мощностью 115 л.с./л. Модель имела задний привод, но подвеску и элементы кузова от 911 turbo и 18-дюймовые колесные диски. Оформление передней части было изменено, автомобиль получил «хищную улыбку» вместо безликой «яичницы». Сзади было установлено неподвижное заводское антикрыло, а в салоне заводской каркас безопасности. Задних «детских сидений» не было.
В 2002 году модель получила продолжение в виде турбоверсии Porsche 911 GT2. Автомобиль сохранил задний привод и кузов от 911 GT3, но мощность двигателя была увеличена до 480 л.с. с помощью двойного турбонаддува. Автомобиль разгонялся 0-97 км/ч за 3.9 секунд. И GT3, и GT2 оснащались только механической шестиступенчатой коробкой передач.
В том же 2002 году была выпущена новая модель с кузовом тарга. Знаменитый кузов марки получил  совершенно новое прочтение: заднюю дугу безопасности заменили две длинные боковые стойки. Между стойками было установлено массивное откидное заднее стекло. Спереди была установлена стеклянная крыша с электроприводом, которая сдвигалась назад. Модель в США получила прозвище «greenhouse» («оранжерея»).

## Шестое поколение. Porsche 997

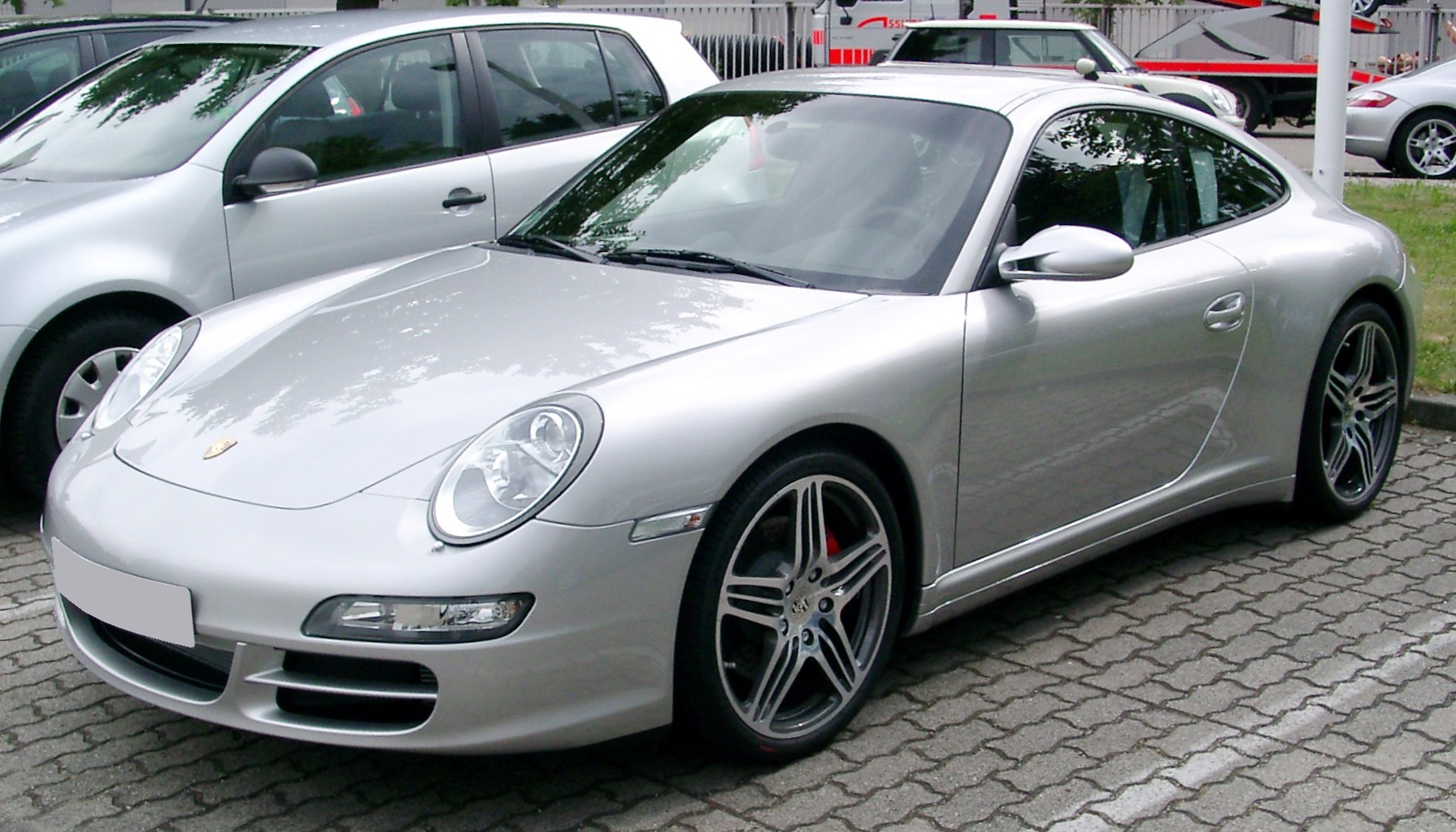
Porsche 997

Новое, шестое по счету, поколение модели 911 (тип 997) дебютировало на европейском рынке в июле 2004 года.  В  новом поколении вернулись традиционные фары «глаза жука», формы кузова также был переделаны с возвращению к дизайну четвертого поколения, при этом смотрелись оригинально и современно. Кузов отличали новые бамперы и расширенная на 30 мм задняя колея. Салон был обновлен, была обновлена передняя панель и  панель приборов, предлагались новые кресла с регулировками, навигатор, гоночный компьютер, крепления Isofix и другие удобства.
Изначально было представлено две версии 997 — заднеприводные Carrera и Carrera S. Основная версия Carrera имела мощность 325 л.с. (239 кВт)  с двигателем объемом 3,6 л., а более мощная Carrera S с 3,8 л двигателем — 355 л.с.(261 кВт). Помимо этого, на более мощной Carrera S также устанавливались 19-дюймовые колёса и более мощные тормоза, активная подвеска PASM с двухступенчатыми управляемыми амортизаторами, биксеноновые фары и спортивный руль.
Было также представлено новое поколение в кузов кабриолет в версии Carrera. Складная крыша получила более лёгкий и совершенный привод, что повысило популярность этой версии. Кузов Targa был теперь доступен только с полным приводом. 
Новая модель 911 Turbo унаследовала двигатель от версии Porsche 911 GT2. Благодаря двум турбинам двигатель имел мощность 480 л. с., а максимальная скорость достигала 310 км/ч. Как и его предшественник, модель обладала полным приводом, с механической коробкой передач или с пятиступенчатой трансмиссией Tiptronic. Была доступна система распределения крутящего момента на колеса PTM, которая была объединена с системой активной стабилизации PSM. Кузов теперь был легче за счёт алюминиевых деталей, получил массивные задние воздухозаборники, через которые воздух поступал в интеркулеры. На всех 19' дюмовых колесах были установлены керамические тормозные диски. Автомобиль впервые имел систему «овербуст» (кратковременное увеличение давления наддува). Увеличение давления достигалось изменением угла наклона лопаток турбины

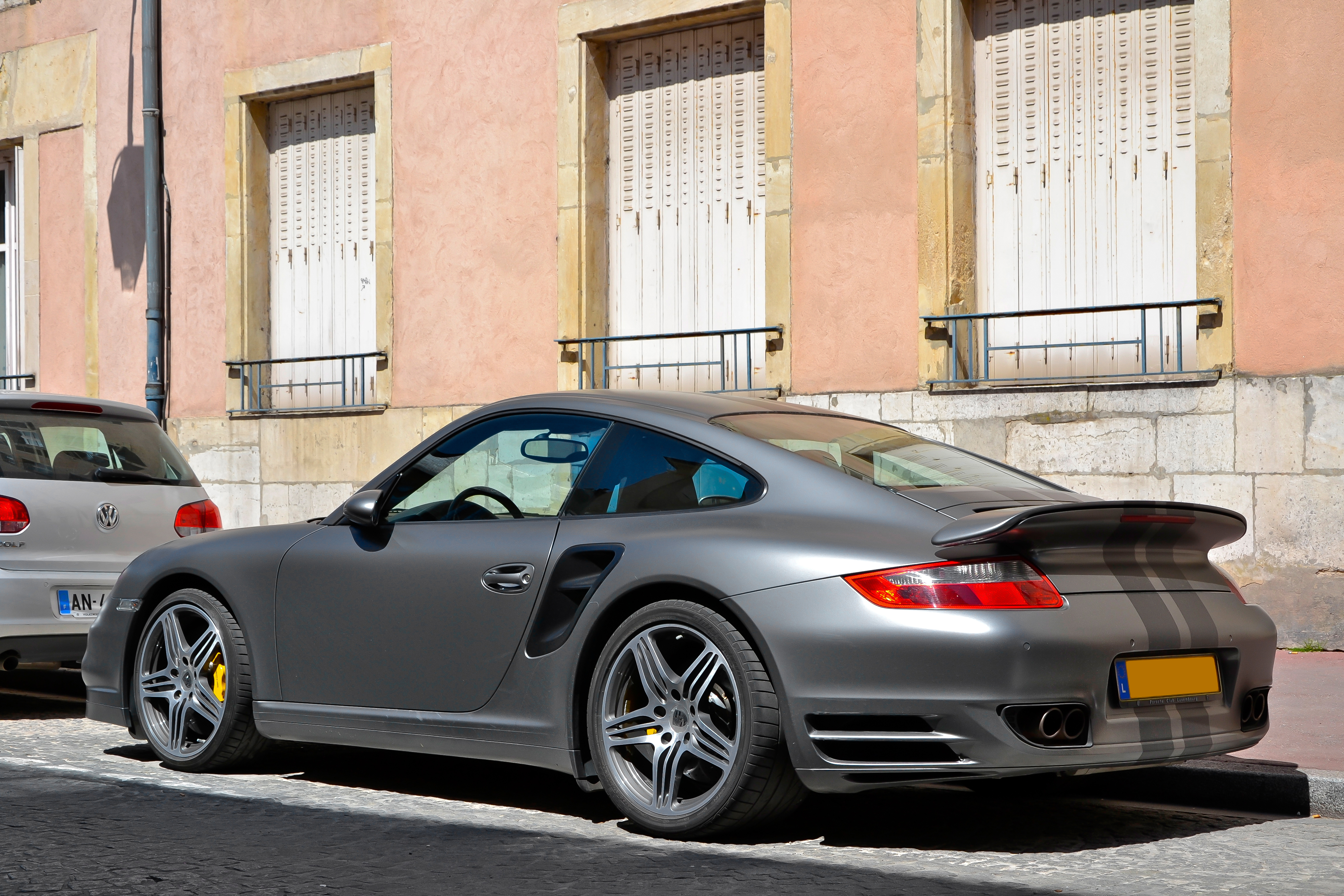
911 Turbo.

В 2009 году шестое поколение было обновлено. Двигатели получили систему непосредственного впрыска топлива. Автомобили получили ксеноновые фары высокой интенсивности HID с светодиодными ходовыми огнями и небольшие обновления экстерьера кузова.

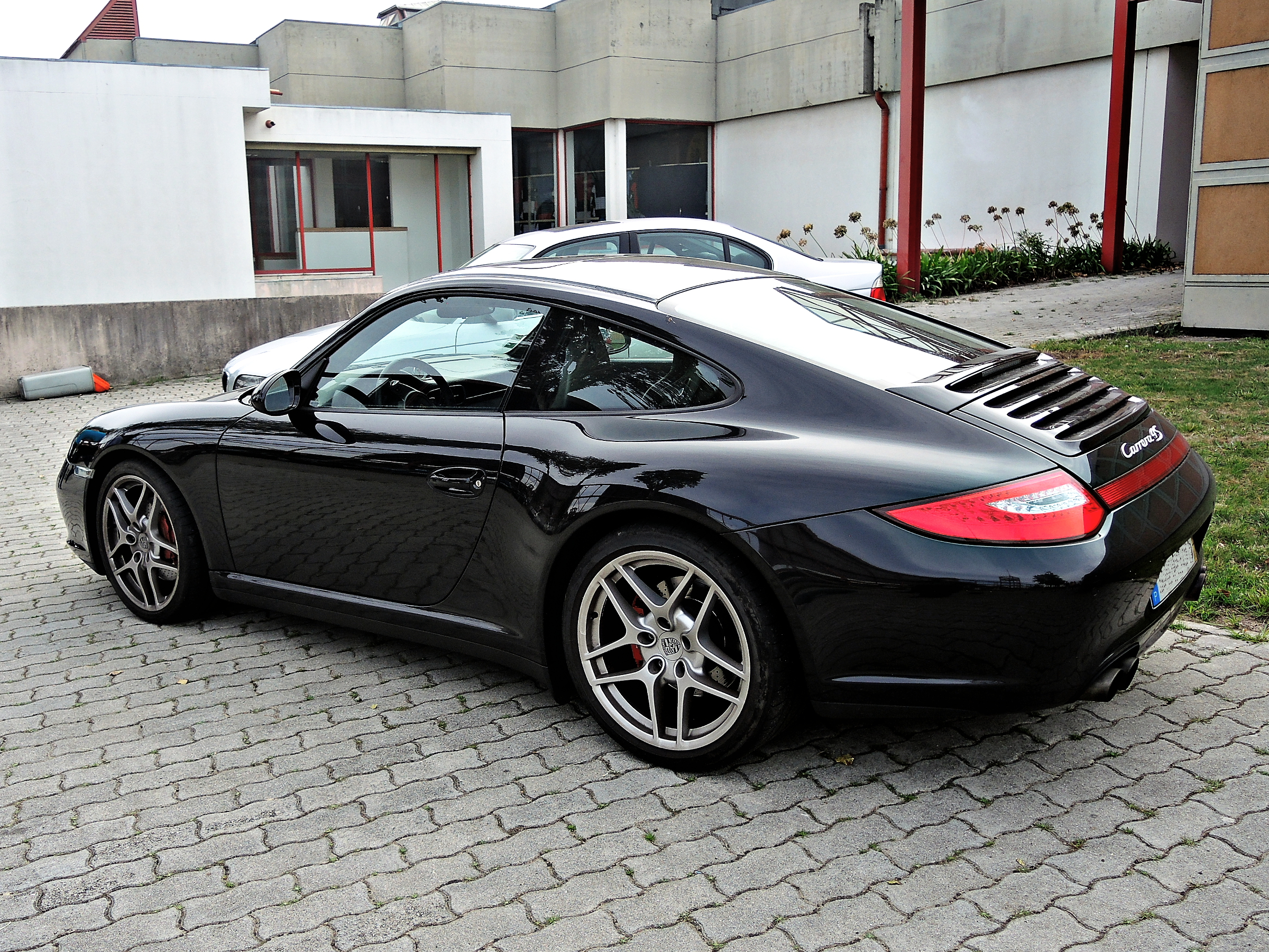
Porsche 911 Carrera 2009 года.

Но главным новшеством стало появление на свет роботизированной трансмиссии с двумя сцеплениями PDK. Разработку агрегата компания начала ещё в 1981 году, а первые образцы были готовы в 1984 году, после прекращения производства трансмиссии Sportomatic. Исторически это была первой из реализованных трансмиссий такого типа. Но чтобы довести ее до серийного и массового производства, потребовались долгие годы, и конечно, сотрудничество с ZF. Трансмиссия заменила собой применявшуюся с четвертого поколения АКПП Tiptronic.

## Седьмое поколение. Porsche 991
Годы выпуска: 2011-2019

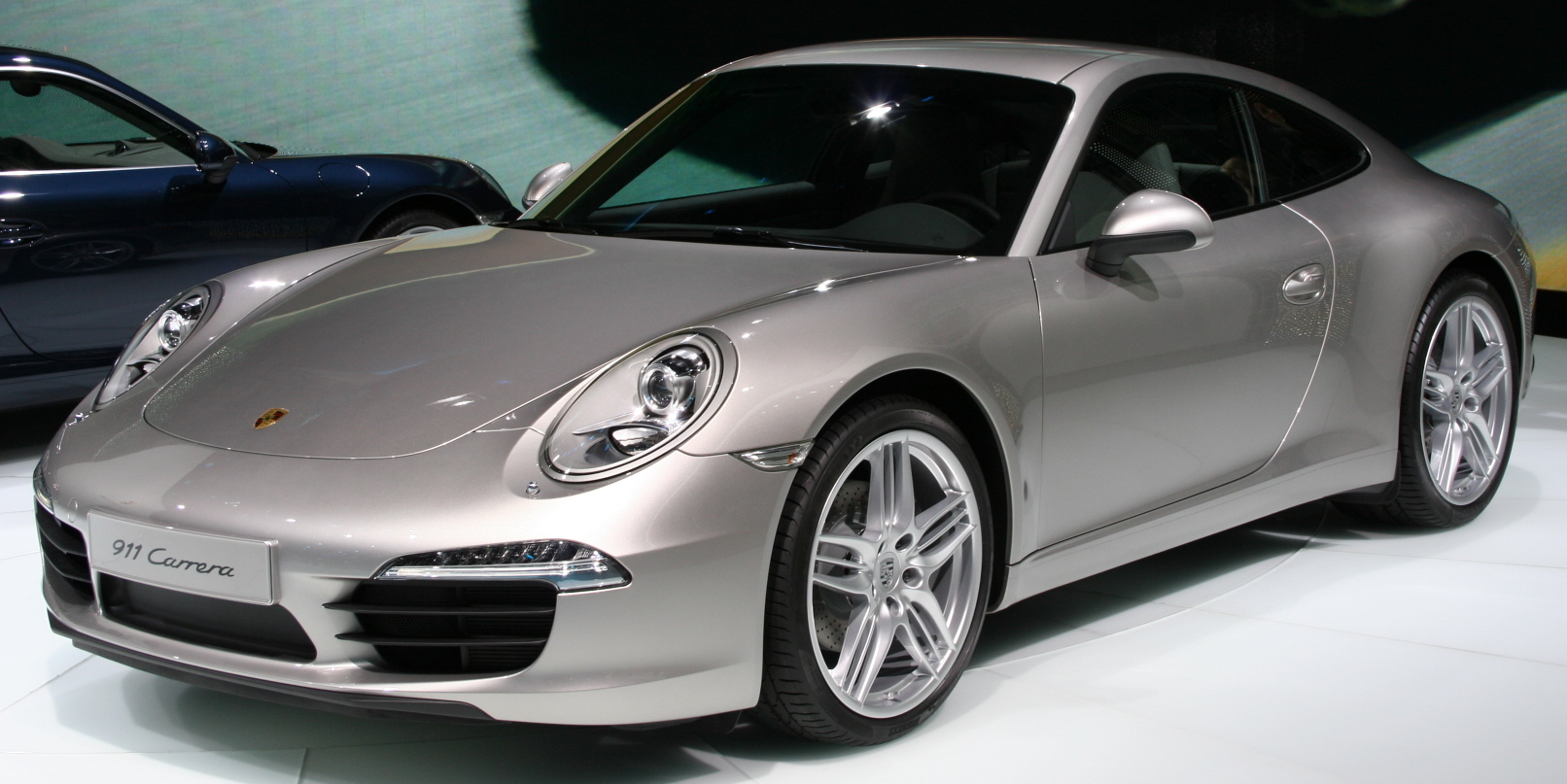
Porsche 991.

Новое поколение было представлено на Франкфуртском автосалоне в 2011 году. Как и предшественник, автомобили оснащались двигателями с непосредственным впрыском,  семиступенчатой преселективной трансмиссией PDK с двойным сцеплением. Базовые модели оснащались новой семиступенчатой механической коробкой передач. Седьмая передача при этом была «экономической», а максимальная скорость достигалась на шестой передаче.
По сравнению с предыдущей моделью Porsche 997, колёсная база 991 увеличена на 100 мм до 2450 мм, общая длина — на 70 мм до 4490 мм. Новая трансмиссия была разработана так, что задние колеса были перемещены на 76 мм назад по отношению к положению двигателя, что значительно улучшило распределение веса и характеристики нового 911. Благодаря использованию высокопрочных сталей, алюминия и некоторых сплавов масса была уменьшена на 45 кг до 1470 кг.
В 2012 году умирает Фердинанд «Бутци» Александр Порше.
В мае 2013 года была представлена новая  модель 911 Turbo — самая мощная в линейке моделей 911. Она оснащается форсированным до 520 л. с. 3,8-литровым мотором и исключительно трансмиссией PDK (раньше модели Turbo оснащались механической коробкой передач). Наряду с моделью Turbo появилась модель Turbo S, мощность которой была увеличена до 560 л. с.

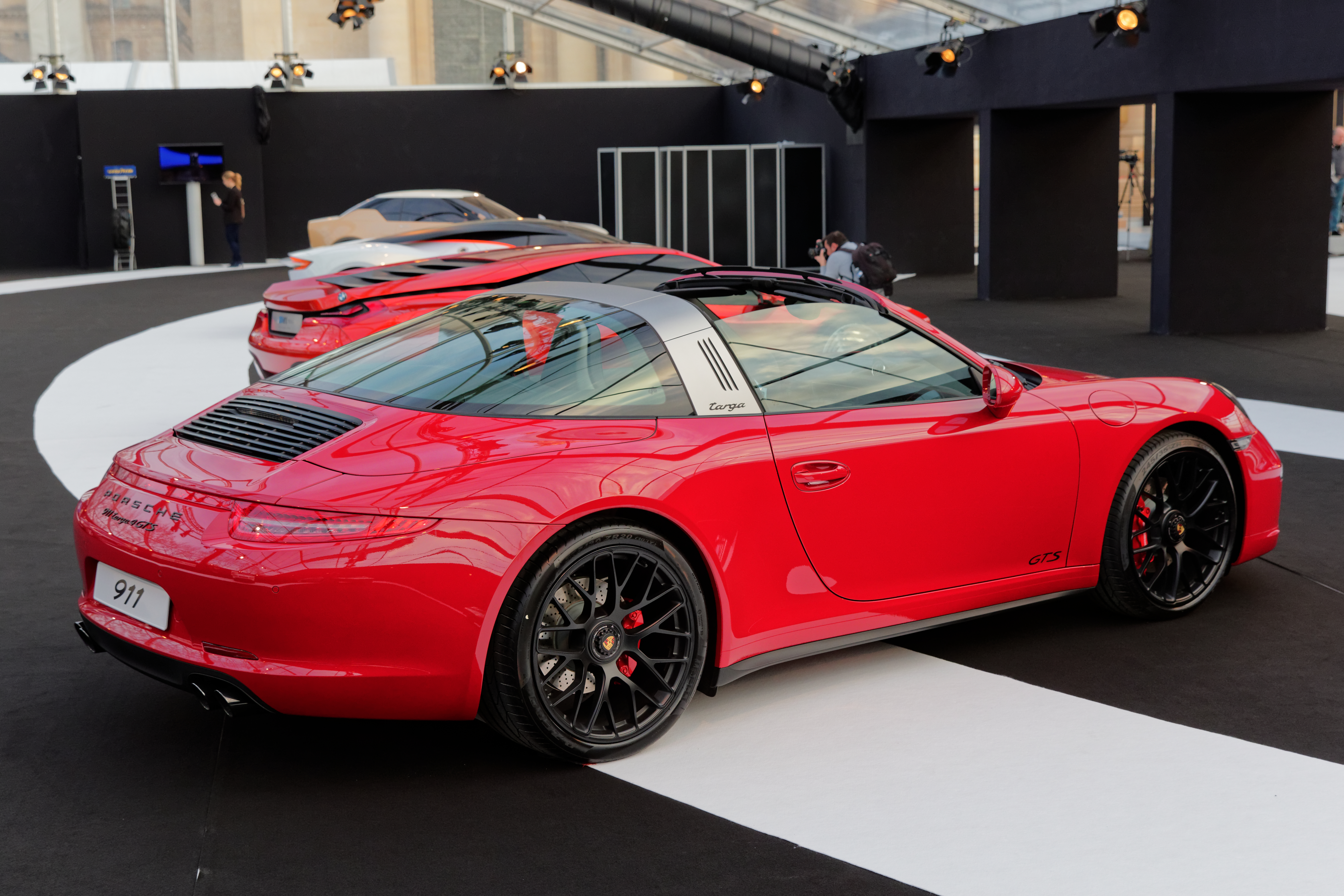
911 Targa седьмого поколения.

В 2014 году была представлена новая модель 911 Targa. В отличие от предшественника, дизайн кузова больше напоминал классическую модель: была возвращена поперечная дуга безопасности взамен длинных задних стоек; заднее стекло стало панорамным с электроприводом и выдвижным механизмом. Панорамная стеклянная крыша вновь была заменена на матерчатую на жёстком складном каркасе, которая тоже имела откидной механизм, который убирал переднюю крышу под заднее стекло. Кузов стал самым тяжёлым в семействе - он был даже тяжелее купе.
В 2015 году на автосалоне во Франкфурте было представлено обновлённое семейство Porsche 911, получившее индекс 991.2. Впервые в истории марки версия Carrera не оснащалась атмосферными двигателями — моторы объёмом 3,4 и 3,8 л уступили место новому оппозитному 6-цилиндровому двигателю 3,0 л с двумя турбокомпрессорами. Базовая Carrera получила мотор мощностью 370 л. с. и моментом 450 Н·м, время разгона 0-100 км/ч   с семиступенчатой МКПП занимает 4,6 с, с семиступенчатой роботизированной PDK — 4,4 с, а с пакетом Sport Chrono (SC)— 4,2 с. Модификации S, R, RS, GT, GTS теперь оснащаются колесами с центральным креплением.

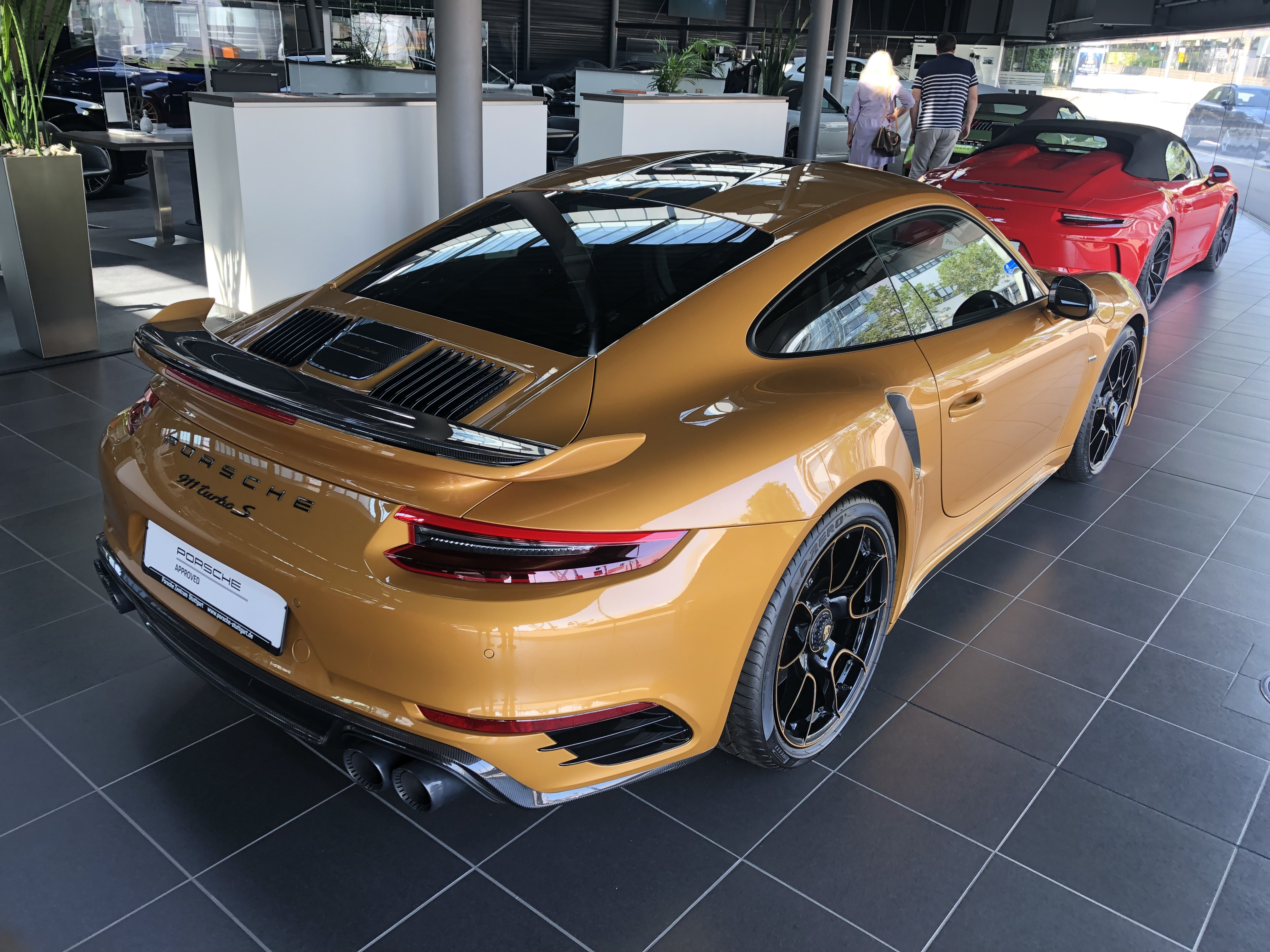
Porsche 991 Turbo S.

В декабре 2015 года были представлены обновленные 911 Turbo и 911 Turbo S. На версии Turbo мощность турбомотора объемом 3,8 л была увеличена до 540 л. с., а на версии S —до  580 л. с. На разгон 0-97 км/ч версии Turbo (с пакетом Sport Chrono) требовалось 3.0 с, а Turbo S — всего 2,9 с, что делает эти машины суперкарами. Максимальная скорость — 320 и 330 км/ч соответственно.

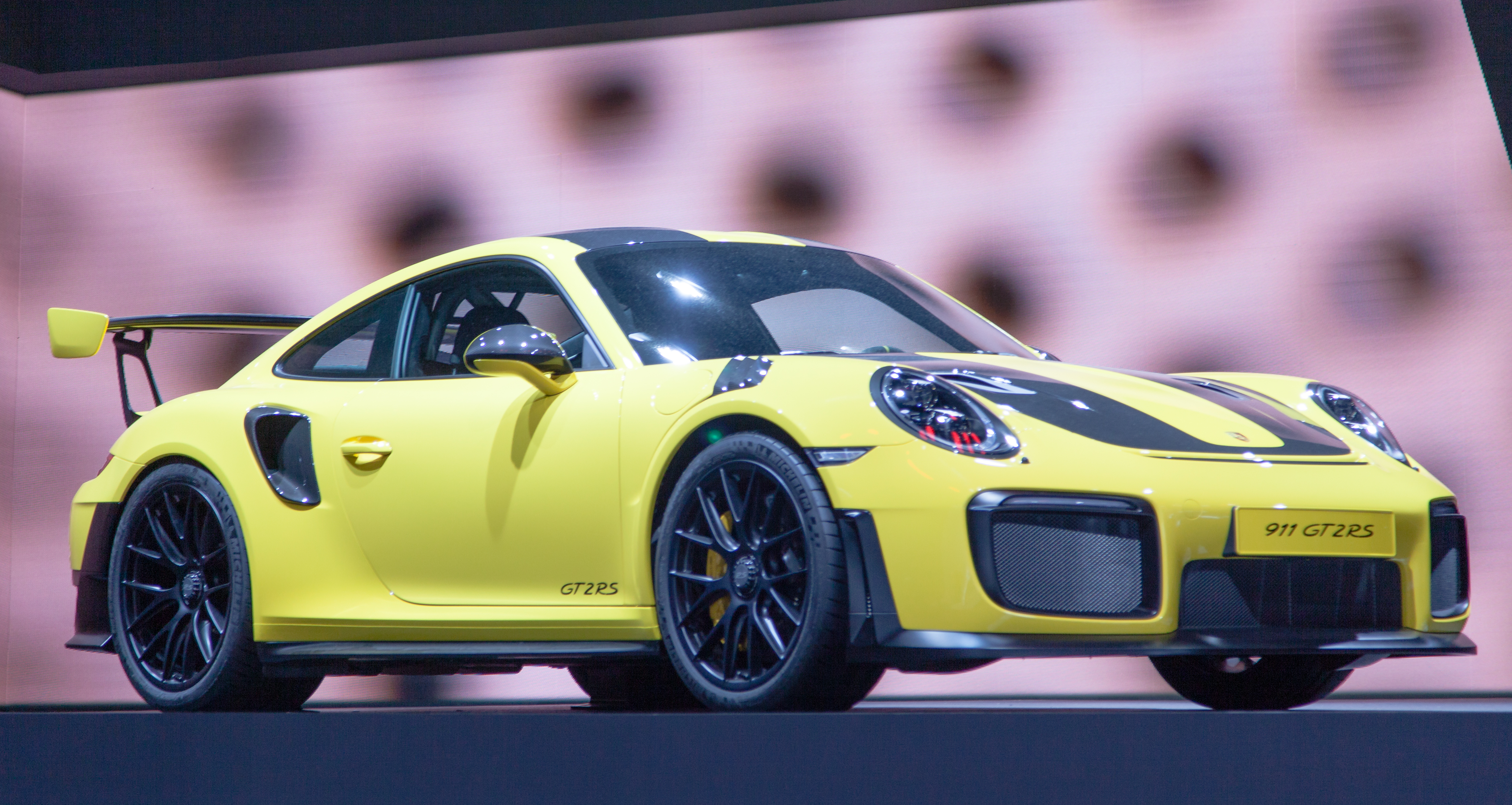
Porsche 911 GT2 RS

В 2017 году была представлена модификация Porsche 911 GT2 RS. Автомобиль оснащался турбомотором объемом 3.8 л мощностью 691 л.с. - самым мощным двигателем на серийных моделях Porsche. Кузов имел крышку багажника, капот и днище из углеволокна; крыша была изготовлена из магниевого сплава, а также оригинальные колесные диски BBS, изготовленные специально для этой модификации. Автомобиль проехал гоночную трассу в Нюрбургринге за 6 минут и 47,3 секунды, что остаётся на сегодняшний день (2023 год) абсолютным рекордом для 911.

## Восьмое поколение. Porsche 992

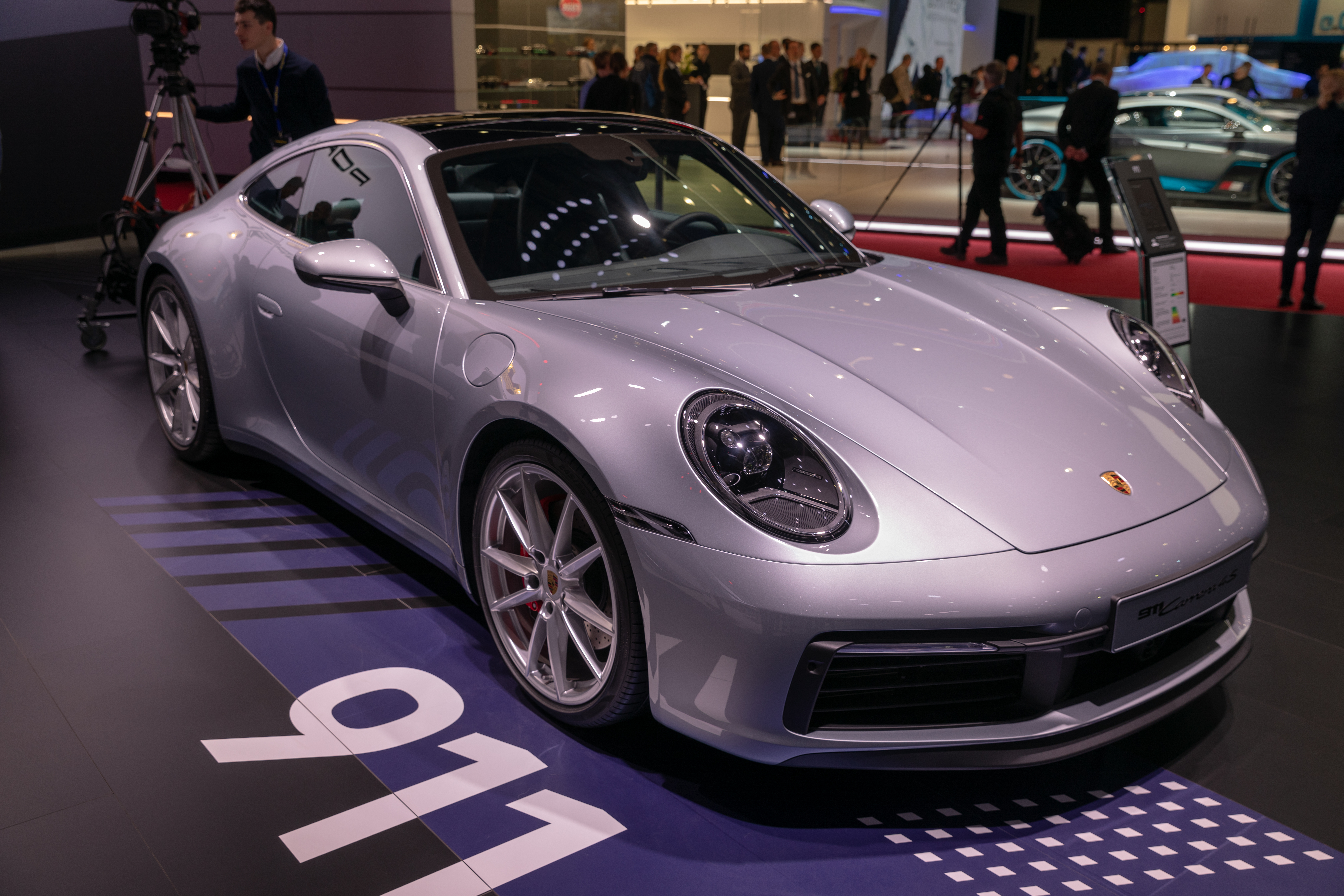
Porsche 992

Годы выпуска:2019-

### 992.2
8 января 2025 года Porsche представила обновлённую версию культовой 911 Carrera S, которая поступит в продажу в 2025 году. Модель получила улучшенные характеристики, модернизированный дизайн и современные технологии, но лишилась механической коробки передач.
Новый 3,0-литровый шестицилиндровый двигатель с двойным турбонаддувом развивает 463 л.с. и 529 Нм крутящего момента — прирост в 30 л.с. по сравнению с предыдущей версией. Теперь автомобиль комплектуется исключительно 8-ступенчатой автоматической трансмиссией PDK, что подчёркивает ориентацию на производительность и комфорт.

Доступная в кузовах купе и кабриолет, 911 Carrera S демонстрирует впечатляющую динамику: разгон до 100 км/ч занимает 3,1 секунды, а максимальная скорость достигает 308 км/ч (с пакетом Sport Chrono). Внешний облик модели стал более выразительным благодаря увеличенным воздухозаборникам, матричным LED-фарам и переработанному заднему бамперу с интегрированным светодиодным светильником.

## Награды
Лучший автомобиль 2022 и 2023 годов в классе Купе. Россия

## Связанные модели

### Porsche 912

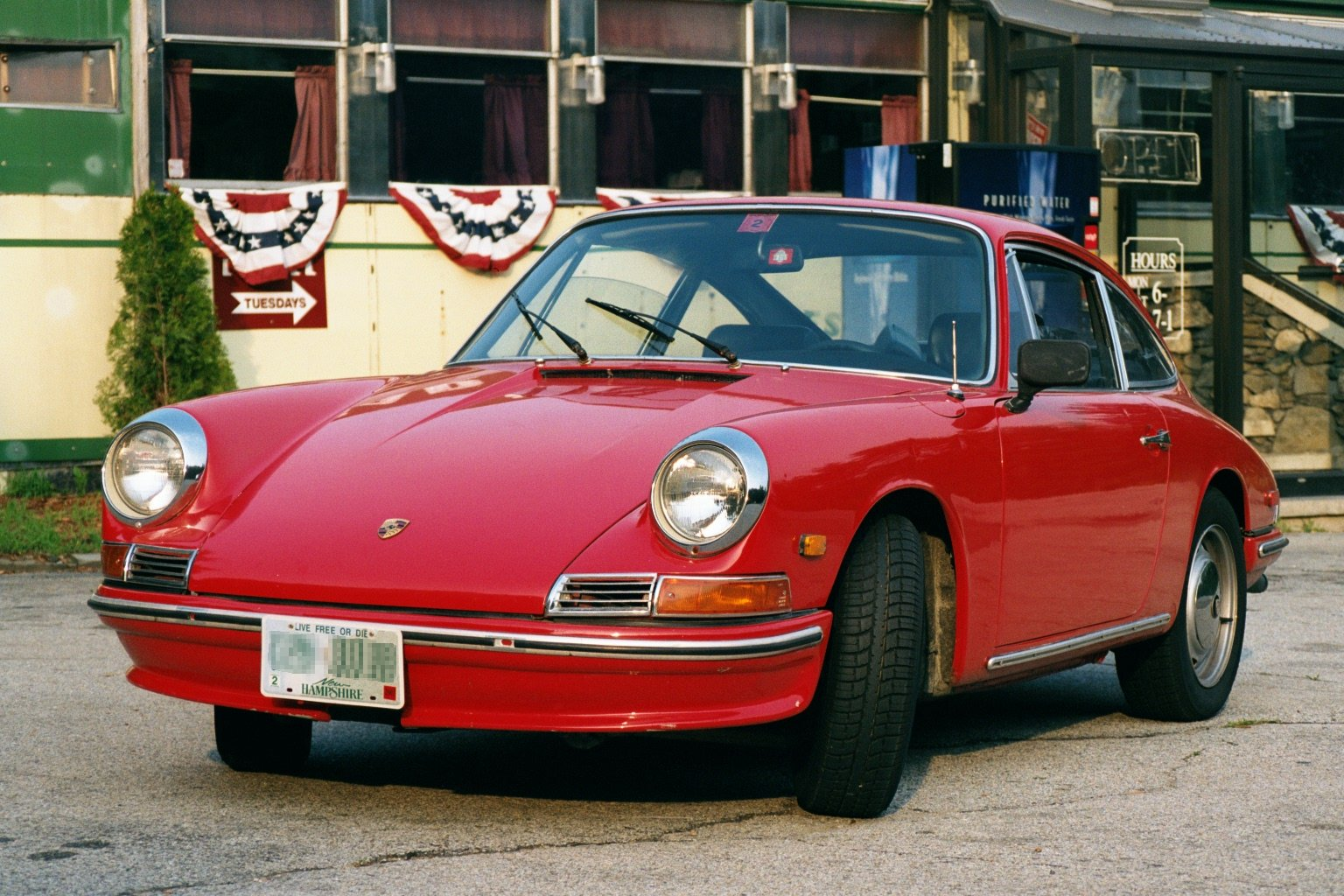
912 1968 года

Бюджетная версия модели 911, созданная из комбинации кузова тип-901 и четырёхцилиндрового верхнеклапанного мотора объемом 1.6 л тип-616 от Porsche 356 мощностью 90 л.с.  Модель была достаточно популярна и выпускалась в большом количестве с 1965 по 1969 год, после чего была заменена Porsche 914. В 1975 году производство модели в США возродили на один год (Porsche 912E), после чего она уступила место принципиально новому Porsche 924.

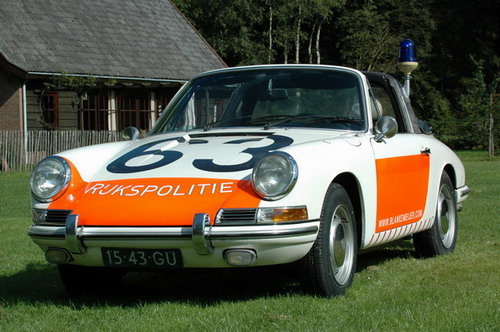
Porsche 912 полиции Нидерландов.

### Porsche 935

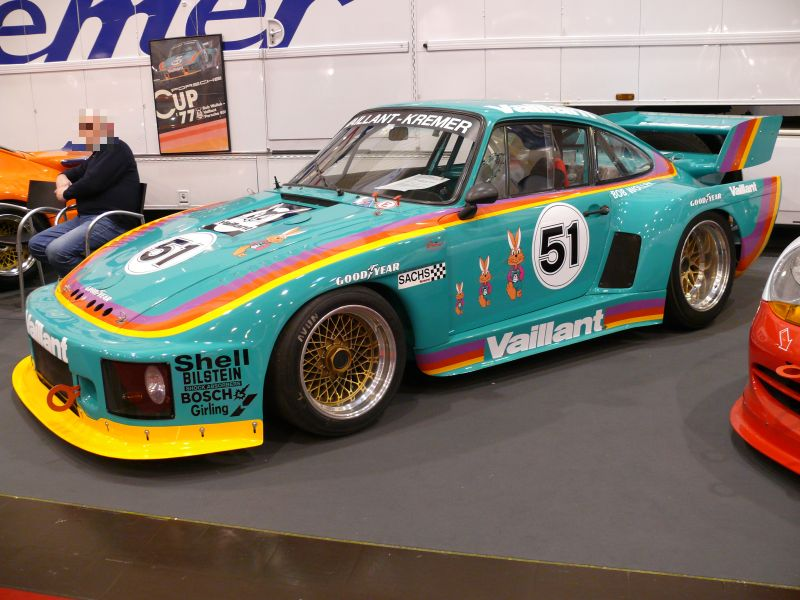
Porsche 935 немецкого кольцевого чемпионата 1977 года.

Годы выпуска: 1976—1984.
Общее название семейства гоночных автомобилей, созданных на основе кузова 930 для участия в кольцевых гонках. Модель была создана, чтобы развить успех Carrera 2.1 RSR, занявшей на гонках 24 часа Ле Мана второе место в 1974 году.
Двигатели и кузов автомобиля существенно изменялись на протяжении его гоночной истории, чтобы соответствовать изменяющимся требованиям группы 5 FIA - устанавливался двойной турбонаддув, изменялся объем двигателя, устанавливались различные системы питания, разнообразные варианты кузова и аэродинамические обвеса. Всего на автомобилях этой серии было выиграно 150 различных гонок. В 2019 году была выпущена специальная версия модели Porsche 911 GT2 седьмого поколения (Porsche 991), которая также носила название Porsche 935, в честь памяти о легендарной модели.

### Porsche 953

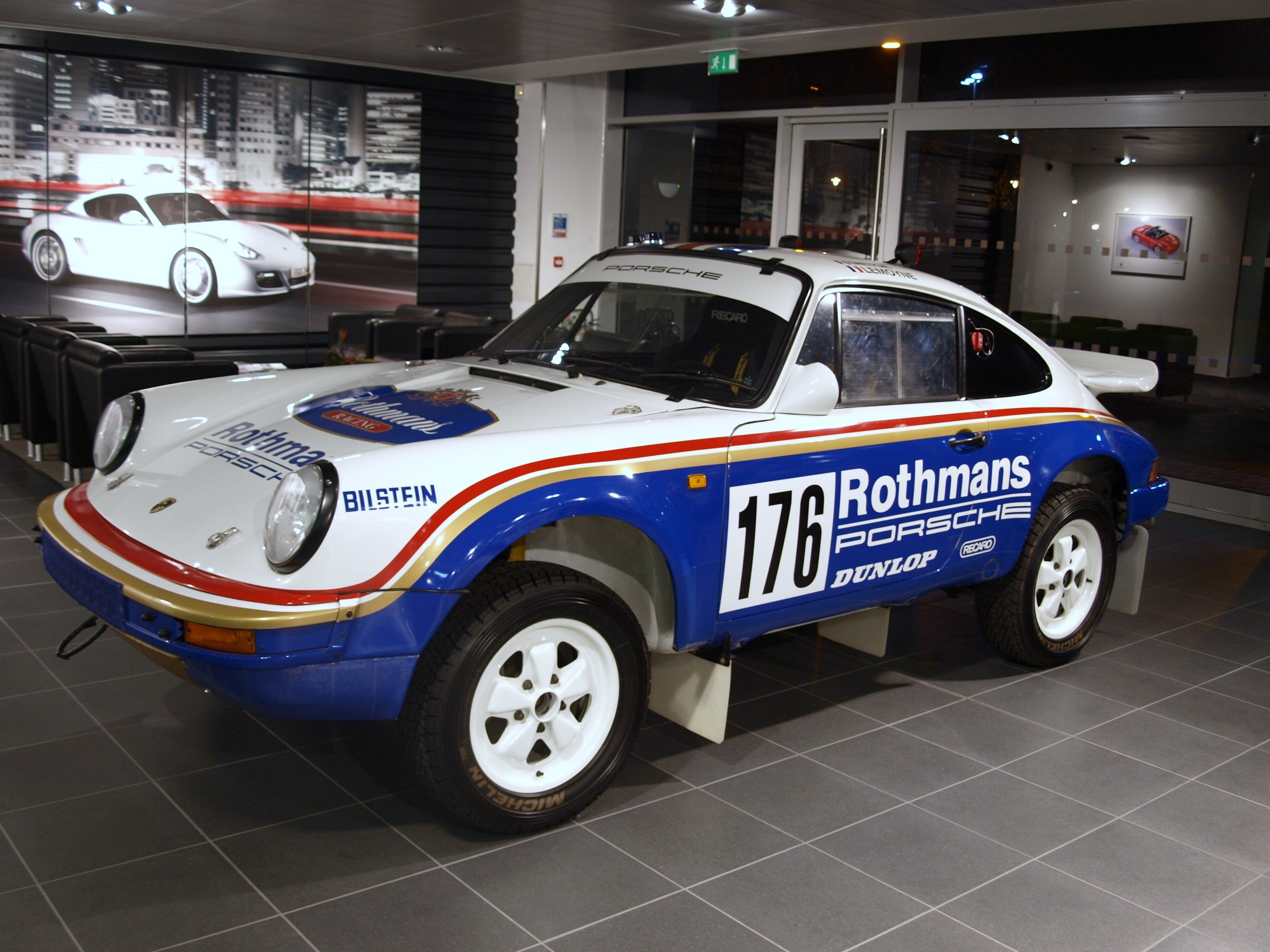
Автомобиль Рене Метже и Доминика Лемуана, победивший на ралли Париж — Дакар в 1984 году.

Штучная модель, созданная на основе Porsche 911 SC для участия в марафонской гонке Париж — Дакар. Модель была ответом компании на раллийный успех Audi Quattro.
Три автомобиля были построены в 1983 году и затем проходили испытания в Алжире. Машины имели кузов от первого поколения
911, модернизированный для гонок по сильно пересечённой местности. Кузов был облегчён, усилен, отдельные элементы сделаны из карбона и композитных материалов, стёкла, кроме лобового заменены на плексигласовые, была установлена кевларовая защита днища.
Атмосферный двигатель объемом  3.2 л, с уменьшенной степенью сжатия под низкокачественное топливо, был дефорсирован до 225 л.с. Общий объём топливных баков (переднего и салонного) составлял 270 литров. Коробка передач — пятиступенчатая механическая с системой охлаждения.
Впервые на моделях Porsche был применен полный привод. Межосевой дифференциал имел возможность блокировки. Задний дифференциал отсутствовал. Наработки по системе полного привода были применены в следующей модели 959 и позже - на  третьем  911, Porsche 964 .
Подвеска автомобиля имела увеличенный ход. Передняя подвеска заменена на двухрычажную, задняя  сохранена торсионной. Подвески имели двойные амортизаторы, а также возможность быстрой регулировки дорожного просвета. Тормоза были стандартными.
Также имелся комплект снаряжения и оборудования для выживания в пустыне, в соответствии с требованиями организаторов гонки.
В 1984 году экипаж Рене Метже и Доминика Лемуана занял первое место на ралли Париж-Дакар.

### Porsche 959

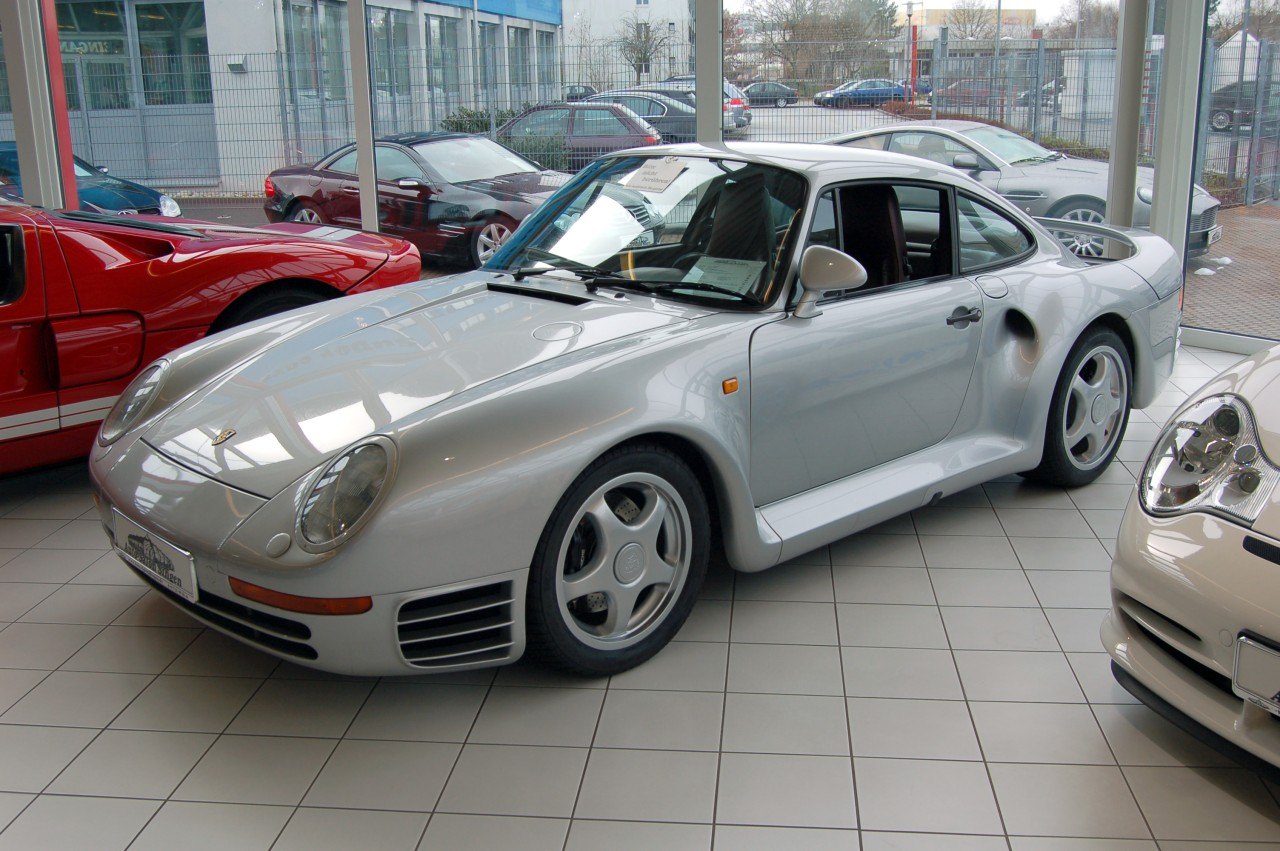
Порше 959 в автосалоне суперкаров (дорожная версия)

Спортивный автомобиль, созданный для гонок в классе Group B (ранее группа 4), по классификации FIA. Для омологации требовалось построить как минимум 400 автомобилей. В связи с этим машины выпускались в гоночной и в дорожной версиях. Часть машин участвовали в гонках, часть была продана, часть использовались как шоу-кары, часть послужила носителями агрегатов для будущих поколений Porsche. Двигатель автомобиля оппозитный,  щестицилиндровый, имел два последовательных турбокомпрессора, головки цилиндров с четырьмя клапанами на цилиндр с водяным охлаждением, четыре распредвала и цилиндры с воздушным охлаждением. Автомобиль имел полный привод, как и модель 953. В 1985 году машина одержала победу на Ралли Фараонов, а в 1986 году повторила успех модели 953 на ралли Париж-Дакар. Первым в гонке снова пришла машина Рене Метже, второе место заняла машина Жаки Икса.
Годы выпуска: 1985—1988.

## Мотор воздушного охлаждения
Одной из неотъемлемых особенностей модели был её по своему уникальный мотор, применявшийся на Порше 911 с момента начала производства в 1964 году и до конца выпуска четвёртого поколения модели в 1998 году. За 34 года его архитектура осталась неизменной: шесть горизонтальных цилиндров по три с каждой стороны блока (т. н. оппозитный мотор), воздушное охлаждение, два клапана на цилиндр. Все изменения касались лишь новых используемых материалов и сплавов, модернизации воздушно-масляного охлаждения, а также применения различных систем питания и выпуска. 

За весь период своей эволюции мотор, при практически неизменных внешних размерах собранного агрегата, увеличился в объёме почти вдвое — с 2.0 до 3.8; а по мощности — втрое. Прекращение его выпуска было обусловлено не пределом конструкции, а скорее «экологическими» причинами невозможности попадания во всё более жёсткие нормы чистоты выхлопа.
- Основа — легкосплавный двусоставной блок цилиндров, соединяющийся в вертикальной плоскости по оси коленвала. При производстве каждого блока Порше применяла достаточно прецизионные технологии: перед окончательной развёрткой посадочных мест коленвала каждый блок собирался с имитацией всех шести цилиндров и затяжкой резьбовых соединений их крепления. Это давало практически идеальную соосность всех семи отверстий для крепления коленвала, что приводило к его лёгкому вращению и общей способности мотора выдерживать большие нагрузки.
- Семиопорный коленвал с шестью шатунными шейками, расположенными под 60 градусов относительно друг друга. Шейки шатунов противолежащих цилиндров находятся в одной плоскости в противофазе.
- Шесть индивидуальных цилиндров с оребрением. Чугунные цилиндры моторов первых лет выпуска выполнены заподлицо с рёбрами охлаждения. Комбинированные чугунно-алюминиевые цилиндры выполнены как единая деталь, но фактически цилиндр из высокопрочного чугуна изготавливался отдельно, а рёбра охлаждения насаживались на него позже. Полностью алюминиевые цилиндры на моторах с 2.7 и выше имели покрытие внутренних стенок из никелевого сплава (Nicasil®). Поршень — алюминиевый литой, позже — кованый. Система поршень-цилиндр подбиралась по группам термического расширения.
- Шесть индивидуальных двуклапанных головок с воздушным охлаждением и развитым оребрением. Камера сгорания — полусферическая. Расположение свечи зажигания — сбоку камеры. Угол развала клапанов — близок к 60 градусам (был разным на разных модификациях мотора). Впуск — сверху мотора. Выпуск — снизу. Четырёхклапанные головки никогда не применялись.
- Газораспределительный механизм тип OHC. Общий корпус распредвала с одним шестикулачковым распредвалом для трёх головок каждого полублока. Привод каждого распредвала — индивидуальной цепью. Привод клапанов — коромыслами на индивидуальных валиках. На поздних модификациях мотора применены гидрокомпенсаторы клапанов.
- Система смазки — с сухим картером, маслобаком, масляным радиатором, масляным термостатом, полнопоточным масляным фильтром с фильтрующим элементом и развитой системой масляных трубопроводов. Присутствуют насос смазки высокого давления и насос откачки масла из картера. Объём масла в системе достаточно велик — около 10 литров. Таковой объём масла объясняется тем, что маслосистема в моторе воздушного охлаждения выполняет не только функцию смазки, но и частично функцию системы охлаждения.
- В воздушной системе охлаждения присутствует нагнетающий приводной вентилятор, внешние кожухи, развитая система внутренних распределителей воздушных потоков и дополнительные электровентиляторы.

## Модели и годы выпуска
| История выпуска «911» |        |        |        |        |          |          |          |          |          |          |          |          |          |                      |        |        |        |        |        |        |        |        |        |        |        |        |        |        |        |        |        |        |        |        |        |        |        |        |        |        |        |        |        |        |        |        |        |        |        |        |        |        |        |        |        |        |        |        |        |        |
| Модель                | 1960-е | 1960-е | 1960-е | 1960-е | 1960-е   | 1960-е   | 1960-е   | 1960-е   | 1960-е   | 1960-е   | 1970-е   | 1970-е   | 1970-е   | 1970-е               | 1970-е | 1970-е | 1970-е | 1970-е | 1970-е | 1970-е | 1980-е | 1980-е | 1980-е | 1980-е | 1980-е | 1980-е | 1980-е | 1980-е | 1980-е | 1980-е | 1990-е | 1990-е | 1990-е | 1990-е | 1990-е | 1990-е | 1990-е | 1990-е | 1990-е | 1990-е | 2000-е | 2000-е | 2000-е | 2000-е | 2000-е | 2000-е | 2000-е | 2000-е | 2000-е | 2000-е | 2010-е | 2010-е | 2010-е | 2010-е | 2010-е | 2010-е | 2010-е | 2010-е | 2010-е | 2010-е |
| Модель                | 0      | 1      | 2      | 3      | 4        | 5        | 6        | 7        | 8        | 9        | 0        | 1        | 2        | 3                    | 4      | 5      | 6      | 7      | 8      | 9      | 0      | 1      | 2      | 3      | 4      | 5      | 6      | 7      | 8      | 9      | 0      | 1      | 2      | 3      | 4      | 5      | 6      | 7      | 8      | 9      | 0      | 1      | 2      | 3      | 4      | 5      | 6      | 7      | 8      | 9      | 0      | 1      | 2      | 3      | 4      | 5      | 6      | 7      | 8      | 9      |
| Классический 911-й    |        |        |        |        | 901, 911 | 901, 911 | 901, 911 | 901, 911 | 901, 911 | 901, 911 | 901, 911 | 901, 911 | 901, 911 | 901, 911             |        |        |        |        |        |        |        |        |        |        |        |        |        |        |        |        |        |        |        |        |        |        |        |        |        |        |        |        |        |        |        |        |        |        |        |        |        |        |        |        |        |        |        |        |        |        |
| Классический 911-й    |        |        |        |        |          |          |          |          |          |          |          |          |          | 911, 911 turbo (930) |        |        |        |        |        |        |        |        |        |        |        |        |        |        |        |        |        |        |        |        |        |        |        |        |        |        |        |        |        |        |        |        |        |        |        |        |        |        |        |        |        |        |        |        |        |        |
| 3-е поколение         |        |        |        |        |          |          |          |          |          |          |          |          |          |                      |        |        |        |        |        |        |        |        |        |        |        |        |        |        |        | 964    | 964    | 964    | 964    | 964    | 964    |        |        |        |        |        |        |        |        |        |        |        |        |        |        |        |        |        |        |        |        |        |        |        |        |        |
| 4-е поколение         |        |        |        |        |          |          |          |          |          |          |          |          |          |                      |        |        |        |        |        |        |        |        |        |        |        |        |        |        |        |        |        |        |        |        | 993    | 993    | 993    | 993    | 993    |        |        |        |        |        |        |        |        |        |        |        |        |        |        |        |        |        |        |        |        |        |
| 5-е поколение         |        |        |        |        |          |          |          |          |          |          |          |          |          |                      |        |        |        |        |        |        |        |        |        |        |        |        |        |        |        |        |        |        |        |        |        |        |        |        | 996    | 996    | 996    | 996    | 996    | 996    | 996    | 996    |        |        |        |        |        |        |        |        |        |        |        |        |        |        |
| 6-е поколение         |        |        |        |        |          |          |          |          |          |          |          |          |          |                      |        |        |        |        |        |        |        |        |        |        |        |        |        |        |        |        |        |        |        |        |        |        |        |        |        |        |        |        |        |        |        | 997    | 997    | 997    | 997    | 997    | 997    | 997    |        |        |        |        |        |        |        |        |
| 7-е поколение         |        |        |        |        |          |          |          |          |          |          |          |          |          |                      |        |        |        |        |        |        |        |        |        |        |        |        |        |        |        |        |        |        |        |        |        |        |        |        |        |        |        |        |        |        |        |        |        |        |        |        |        |        |        |        |        |        |        |        |        |        |

## Интересные факты
- Входит в десятку автомобилей, изменивших мир по версии журнала Forbes, как самый массово выпускающийся спортивный автомобиль в мире.[32]
- Как минимум один экземпляр Porsche 911 Targa входил в автопарк советской милиции в 1970-е годы и испытывался на автополигоне НАМИ[33].
- Эта модель Porsche заняла место и в популярной культуре: главная героиня телесериала «Мост» Сага Норен водит Porsche 911 Carrera RS горчичного цвета[34].
- В рейтинге германской «Ассоциации технического надзора» (VdTUV) Porsche 911 признан самым надежным подержанным автомобилем 2019 года во всех возрастных категориях[35].
- Серии с буквами (А, В, С и т. д.) первоначально использовались Porsche для обозначения почти ежегодной ревизии производимых автомобилей, и первые модели 911-х 1964 года были «А серии». С 1980 года, в связи с мировым переходом на 17-значный VIN и так называемый «модельный год», Porsche сделала ревизию своих моделей строго ежегодной, а буквенное обозначение ревизии совпадающим с буквенным обозначением модельного года в 10 знаке самого VIN. Таким образом, с 1980 года по 2000 год для обозначения очередной годовой модернизации использовались буквы от A до Y, а с 2001 года по 2010 — цифры от 1 до 0.
- Все 911-е традиционно заднемоторные с оппозитным двигателем, размещённым позади задней оси автомобиля (в заднем свесе).
- В международном голосовании Автомобиль века (XX столетие), Porsche 911 заняла пятое место после Ford Model T (1 место), Mini (2 место), Citroën DS (3 место) и Volkswagen Käfer (4 место).
- Модель получила приз «Лучший кабриолет 2015 года» от британского журнала «The Telegraph».